# Camurac
Pour la station de sports d'hiver, voir Camurac (station).
Camurac  (en occitan ou catalan Camurac ) est une commune française située dans le Sud-Ouest du département de l’Aude, en région Occitanie et fait partie de la communauté de communes des Pyrénées Audoises.
Sur le plan historique et culturel, la commune fait partie du pays de Sault, un plateau situé entre 990 et 1 310 mètres d'altitude fortement boisé. Exposée à un climat de montagne, elle est drainée par divers petits cours d'eau. La commune possède un patrimoine naturel remarquable : deux sites Natura 2000 (le « pays de Sault » et le « bassin du Rebenty ») et six zones naturelles d'intérêt écologique, faunistique et floristique.
Camurac est une commune rurale qui compte 108 habitants en 2022, après avoir connu un pic de population de 494 habitants en 1866. Ses habitants sont appelés les Camuracois ou  Camuracoises.

## Géographie

### Localisation
La commune de Camurac est située sur le plateau de Sault dans le département de l’Aude, elle est limitrophe du département de l’Ariège. Elle est située dans les Pyrénées audoises sur l’ancienne route nationale 613 entre Ax-les-Thermes et Quillan. Le col des Sept Frères se trouve sur cette route. La station de ski de Camurac, station de sports d’hiver, est sur les communes de Camurac (Aude) et Montaillou (Ariège). Les Crêtes de Camurac permettent de nombreuses randonnées en toutes saisons, avec une vue sur le pays de Sault et les Pyrénées.
La commune de Camurac comporte quatre unités  urbaines, le village historique, le lotissement du Clot de la Maule, le lotissement de Coume Longue au pied des anciennes pistes de  la station de ski et le lotissement communal du Teil, ensemble de chalets formant un hameau, à la station de ski actuelle.

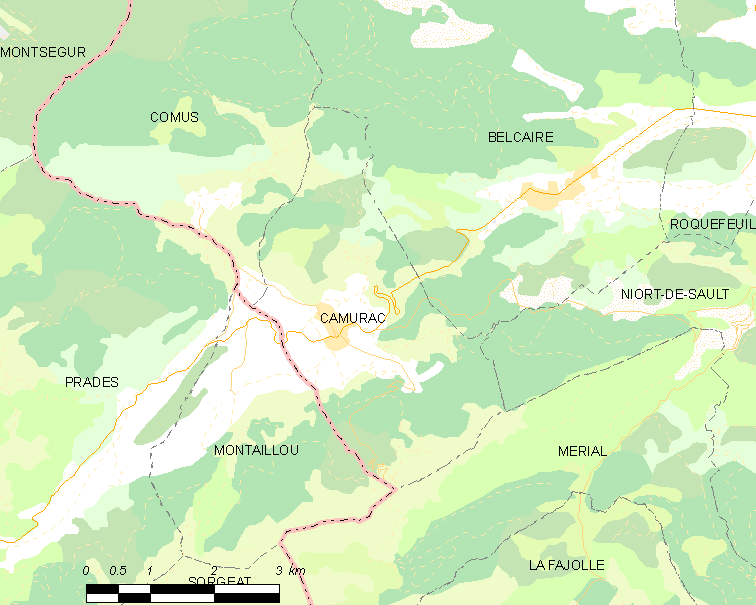
Carte de la commune de Camurac et des proches communes.

### Communes limitrophes
| Comus               |            | Belcaire       |
| Prades (Ariège)     | Camurac    | Niort-de-Sault |
| Montaillou (Ariège) | La Fajolle | Mérial         |

### Paysages et relief
Le village est niché dans une cuvette naturelle limitée à l'est par la montagne de Combareille et le bois de Merquirols, la montagne de Montpié au nord, les bois de Cortalpic et Costebernat au sud, à l'ouest le plateau se prolonge vers Prades et Montaillou et s'achève à Comus au nord-ouest.
La commune culmine à 1 816 mètres au pic du Pénédis, son point le plus bas est à 1 177 mètres sur la route de Comus (RD 20) au lieu-dit Coume Sourde.
Le col des Sept Frères marque la ligne de partage des eaux entre la Méditerranée et l'Atlantique. En effet le ruisseau de La Coume du Moulin est le premier affluent de l'Hers-Vif affluent le plus important de l'Ariège qui se jette dans la Garonne. Cependant un réseau souterrain très abondant draine les eaux de la cuvette de Camurac et une résurgence dans le fleuve Aude au niveau des gorges de la Pierre Lys a été confirmée. Le ruisseau de Coume Longue qui alimente le joli lac de Balsière créé dans les années 1960, traverse le village mais son cours est souterrain, il disparait par faible débit dans une "perte" en aval du plan d'eau. Camurac se situe en zone de sismicité 3 (sismicité modérée).

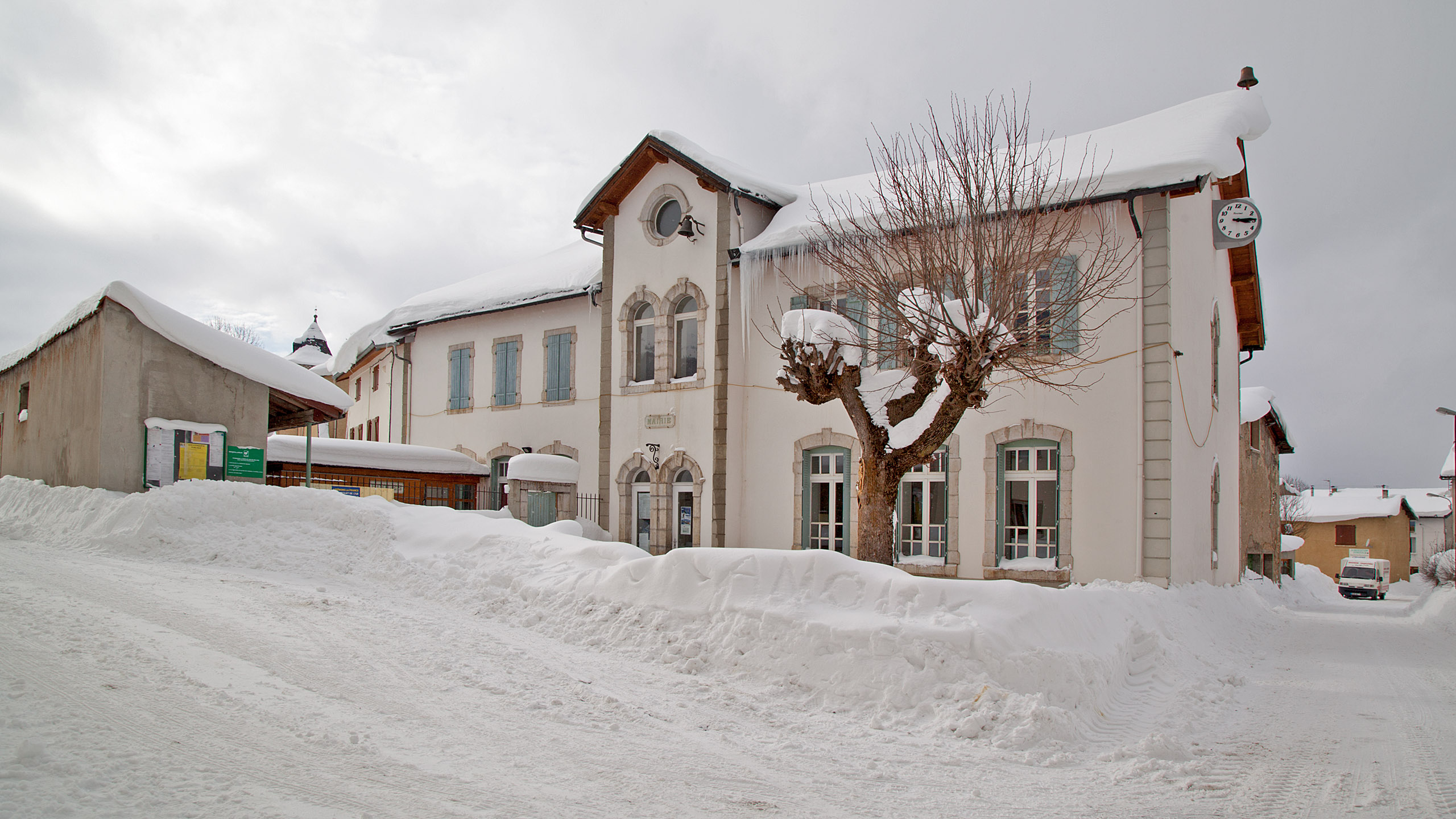
La mairie et l'ancienne école.
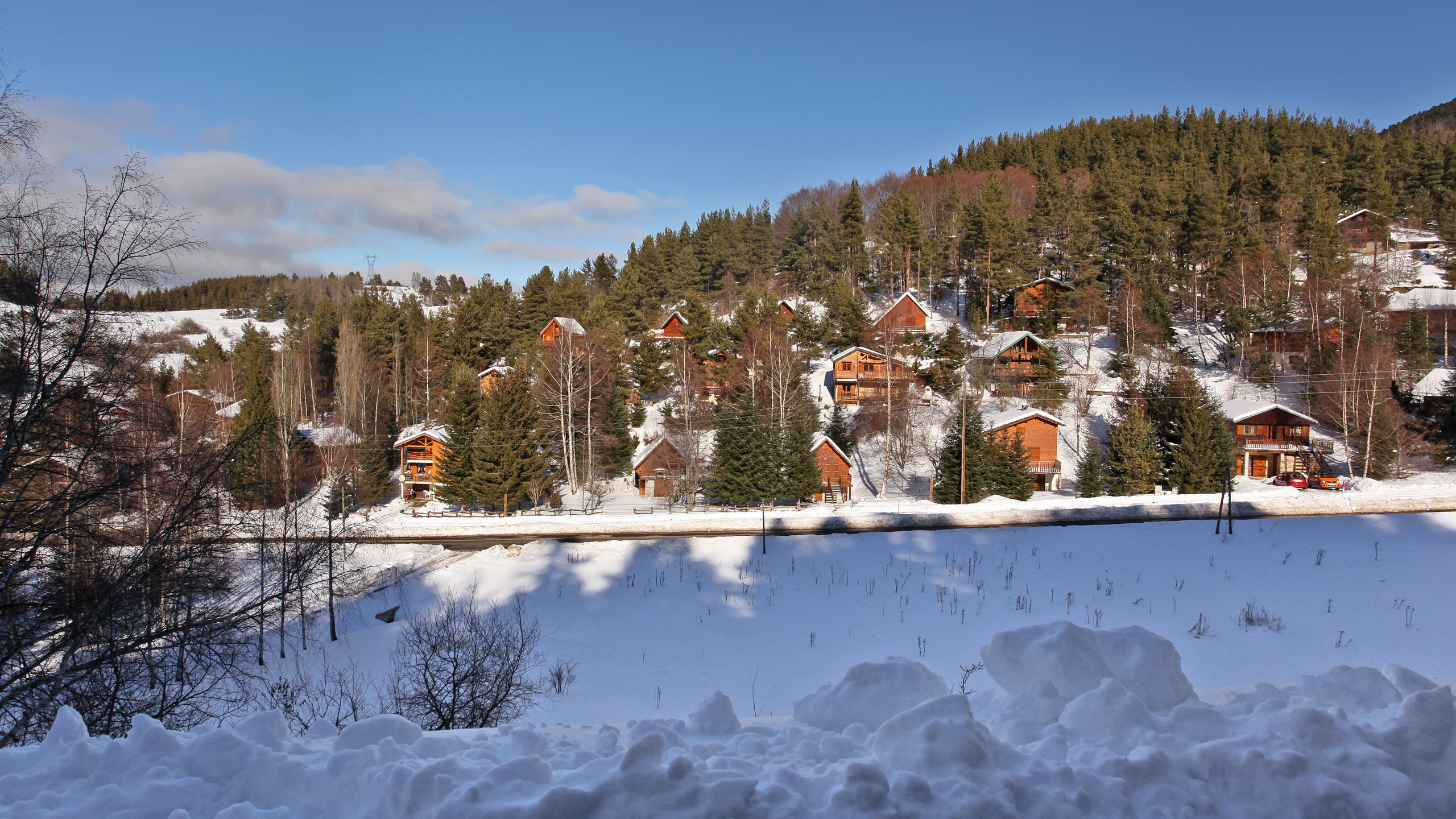
Coume Longue en hiver.
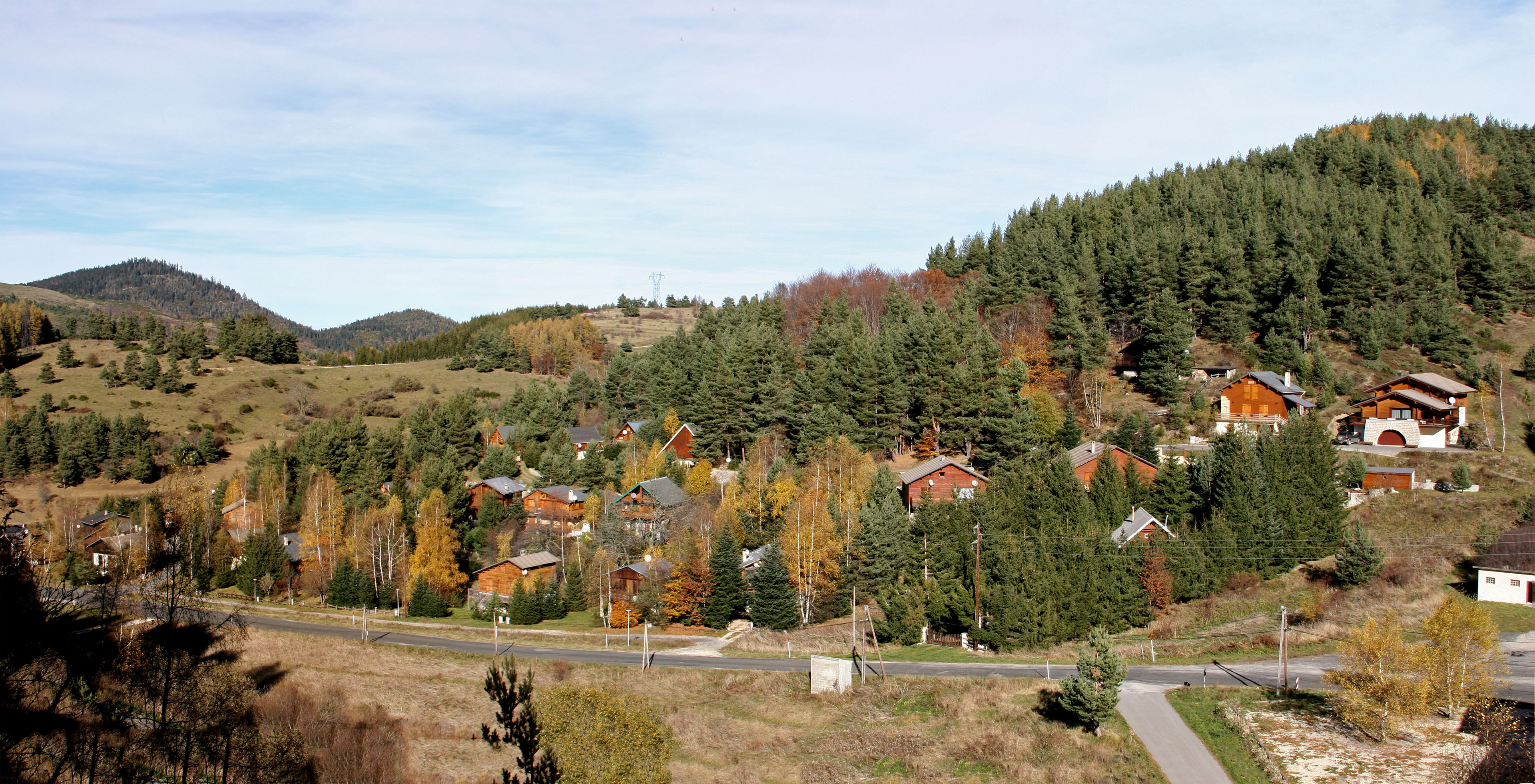
Coume Longue en automne.
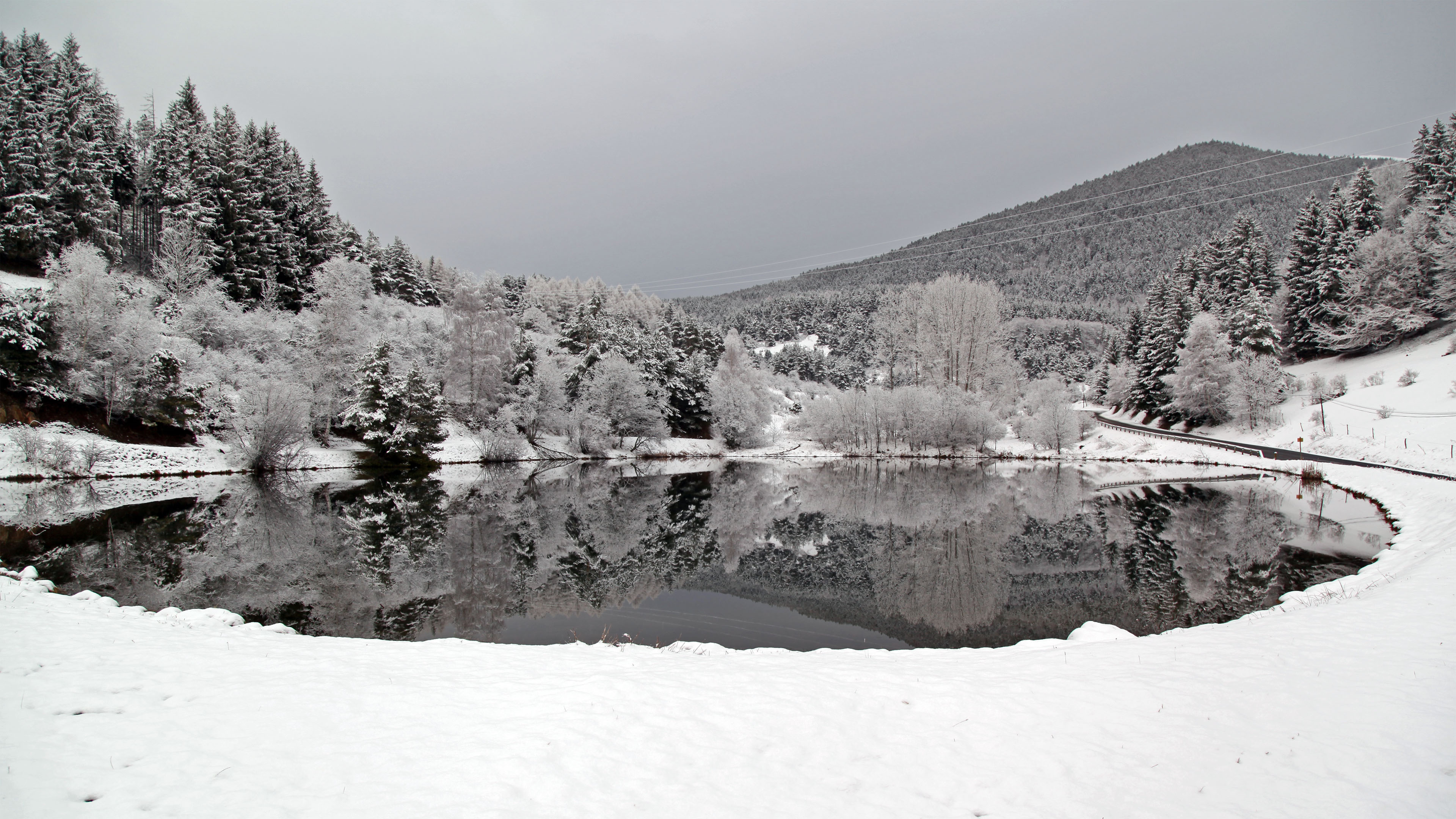
Le lac en hiver.
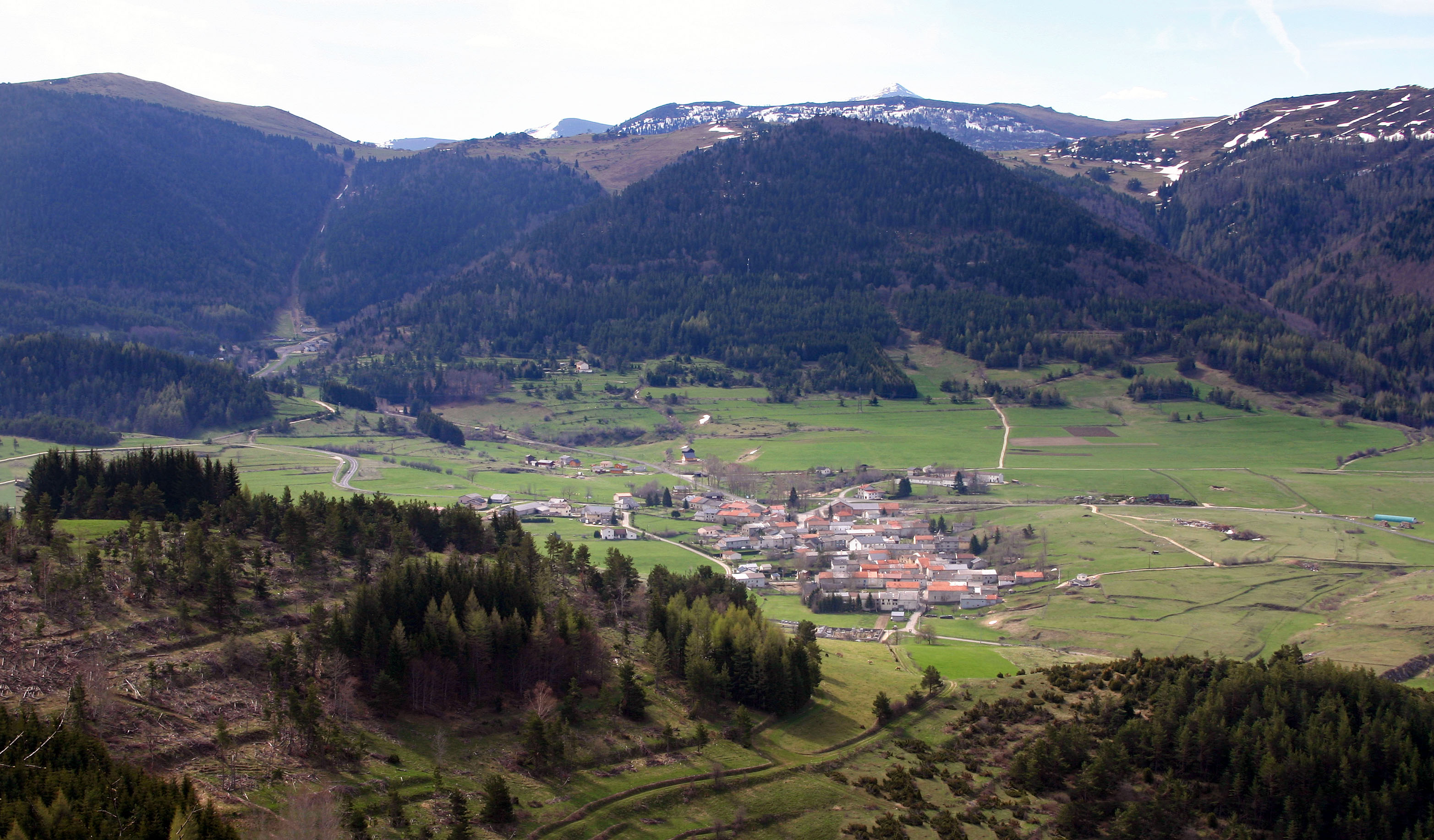
Vue depuis Montpié.
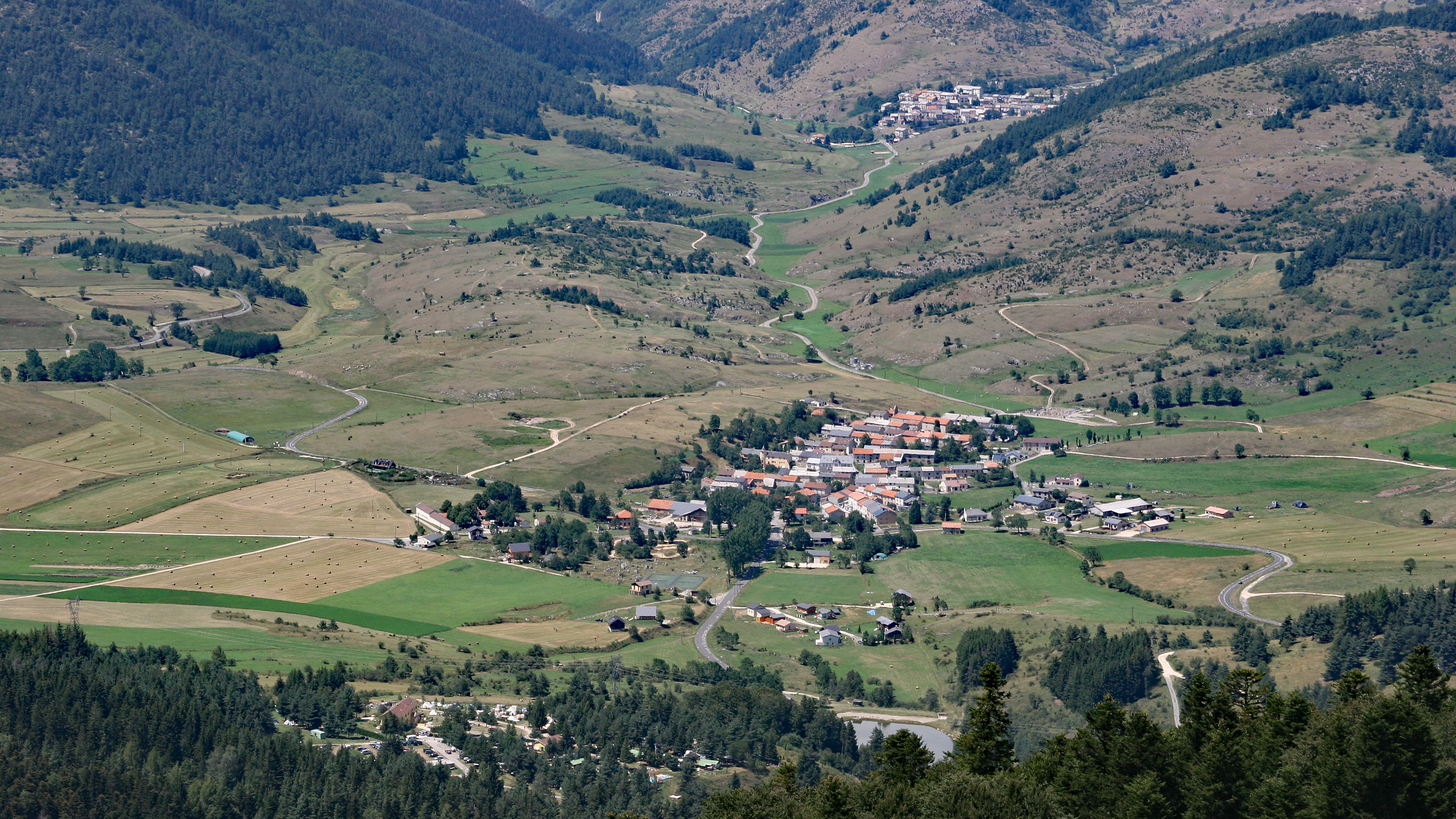
Les villages de Camurac et Comus vus depuis le Pla de l'Homme.
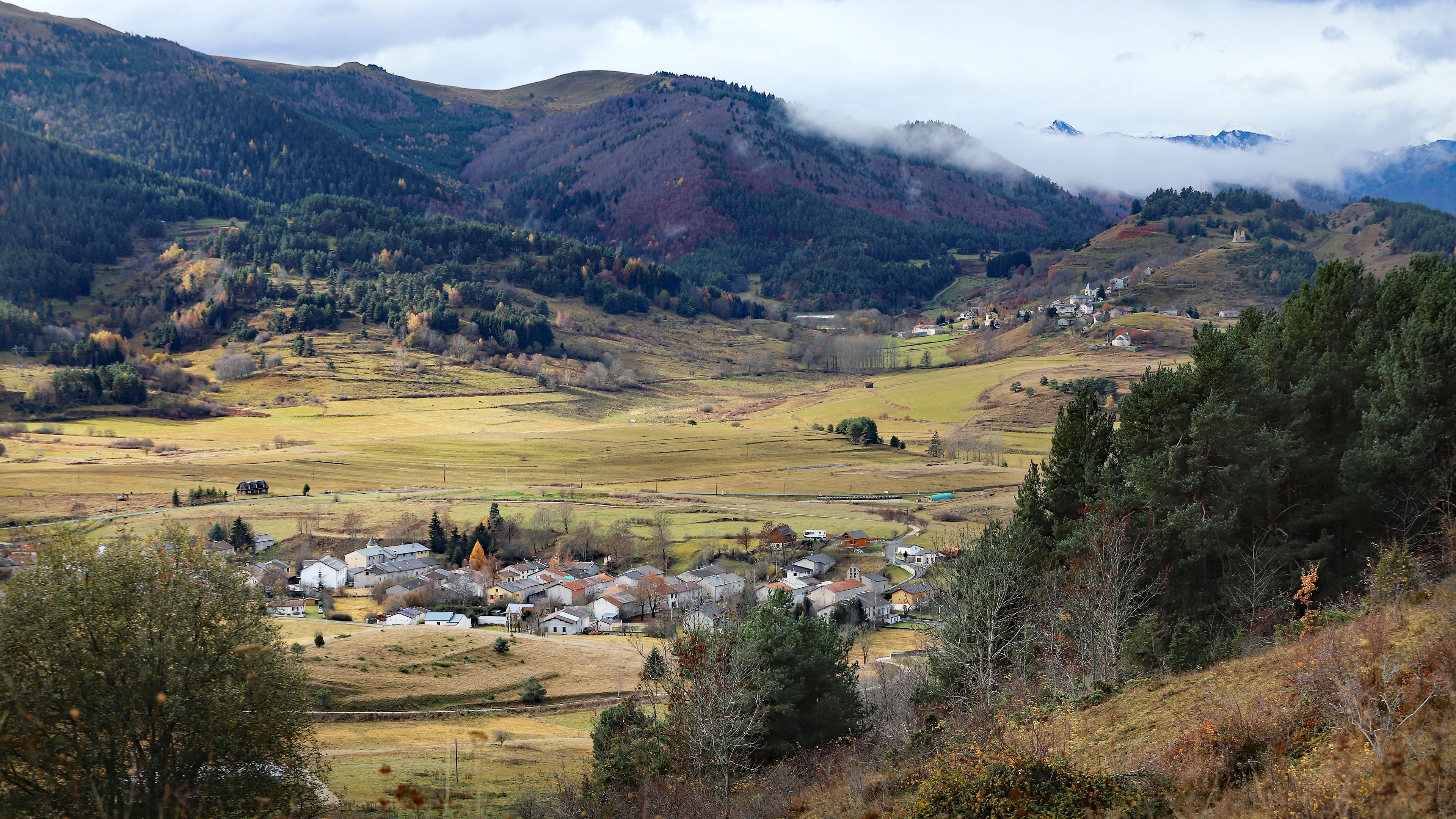
Camurac et Montaillou au loin.
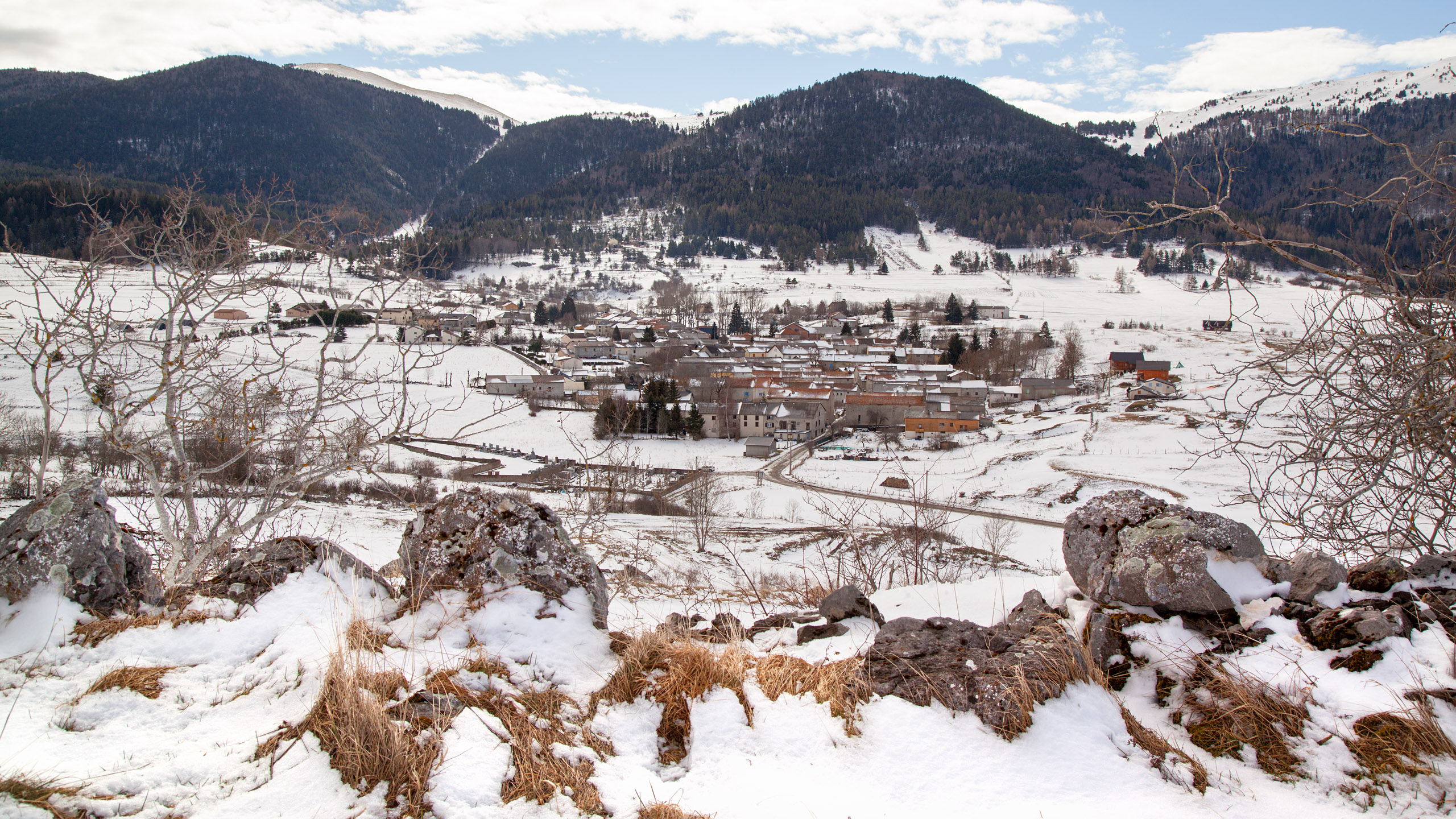
Le village sous la neige.

### Hydrographie
La commune est dans le bassin de la Garonne, au sein du bassin hydrographique Adour-Garonne. Elle est drainée par le ruisseau de la Coume du Moulin et le ruisseau de la Prade, qui constituent un réseau hydrographique de 1 km de longueur totale,.

### Climat
Pour des articles plus généraux, voir Climat de l'Occitanie et Climat de l'Aude.
En 2010, le climat de la commune est de type climat des marges montargnardes, selon une étude s'appuyant sur une série de données couvrant la période 1971-2000. En 2020, Météo-France publie une typologie des climats de la France métropolitaine dans laquelle la commune est exposée à un climat de montagne ou de marges de montagne et est dans une zone de transition entre les régions climatiques « Pyrénées orientales » et « Pyrénées centrales »0.
Pour la période 1971-2000, la température annuelle moyenne est de 8,1 °C, avec  une amplitude thermique annuelle de 14,9 °C. Le cumul annuel moyen de précipitations est de 926 mm, avec 9,9 jours de précipitations en janvier et 7 jours en juillet. Pour la période 1991-2020 la température moyenne annuelle observée sur la station météorologique la plus proche, située sur la commune de Belcaire à 4 km à vol d'oiseau, est de 9,8 °C et le cumul annuel moyen de précipitations est de 1 032,4 mm,. Pour l'avenir, les paramètres climatiques de la commune estimés pour 2050 selon différents scénarios d’émission de gaz à effet de serre sont consultables sur un site dédié publié par Météo-France en novembre 2022.

### Milieux naturels et biodiversité

#### Réseau Natura 2000

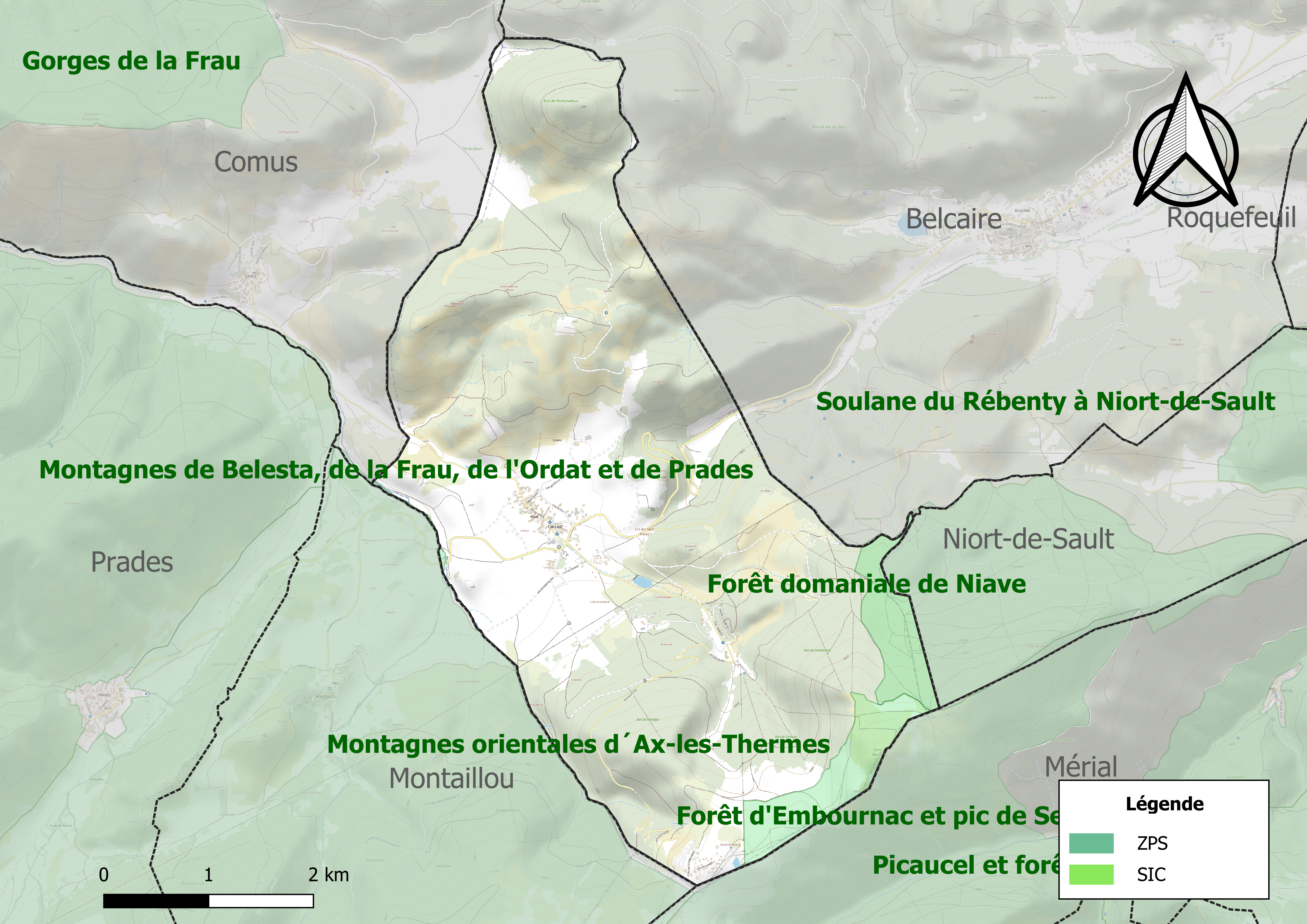
Site Natura 2000 sur le territoire communal.

Le réseau Natura 2000 est un réseau écologique européen de sites naturels d'intérêt écologique élaboré à partir des directives habitats et oiseaux, constitué de zones spéciales de conservation (ZSC) et de zones de protection spéciale (ZPS). Un site Natura 2000 a été défini sur la commune au titre de la directive habitats :
- le « bassin du Rebenty », d'une superficie de 8 567 ha, qui offre une palette d'habitats naturels sur une grande gamme altitudinale et climatique et sur des substrats variés (calcaires, marnes, schistes). En particulier, on y rencontre de belles pinèdes de pins à crochets sur sol acide. La rivière héberge des espèces aquatiques (Chabot commun et Barbeau méridional, Écrevisse à pattes blanches) et mammifères (Desman des Pyrénées)[13]

et un au titre de la directive oiseaux : 
- le « pays de Sault », d'une superficie de 71 499 ha, présentant une grande diversité d'habitats pour les oiseaux. On y rencontre donc aussi bien les diverses espèces de rapaces rupestres, en particulier les vautours dont les populations sont en augmentation, que les passereaux des milieux ouverts (bruant ortolan, alouette lulu) et des espèces forestières comme le pic noir[14].

#### Zones naturelles d'intérêt écologique, faunistique et floristique
L’inventaire des zones naturelles d'intérêt écologique, faunistique et floristique (ZNIEFF) a pour objectif de réaliser une couverture des zones les plus intéressantes sur le plan écologique, essentiellement dans la perspective d’améliorer la connaissance du patrimoine naturel national et de fournir aux différents décideurs un outil d’aide à la prise en compte de l’environnement dans l’aménagement du territoire. Trois ZNIEFF de type 1 sont recensées sur la commune :
- la « forêt d'Embournac et pic de Serrembare » (1 209 ha), couvrant 3 communes du département[16] ;
- la « forêt domaniale de Niave » (262 ha), couvrant 3 communes du département[17] ;
- les « montagnes orientales d´Ax-les-Thermes » (9 524 ha), couvrant 20 communes dont 16 dans l'Ariège et 4 dans l'Aude[18] ;

et trois ZNIEFF de type 2, : 
- le « bassin versant de l'Oriège et montagnes orientales d'Ax-les-Thermes » (18 551 ha), couvrant 25 communes dont 18 dans l'Ariège, 4 dans l'Aude et 3 dans les Pyrénées-Orientales[19] ;
- le « grand plateau de Sault » (17 962 ha), couvrant 21 communes dont 3 dans l'Ariège et 18 dans l'Aude[20] ;
- la « Haute Vallée du Rébenty » (5 740 ha), couvrant 6 communes du département[21].

Carte des ZNIEFF de type 1 et 2 à Camurac.
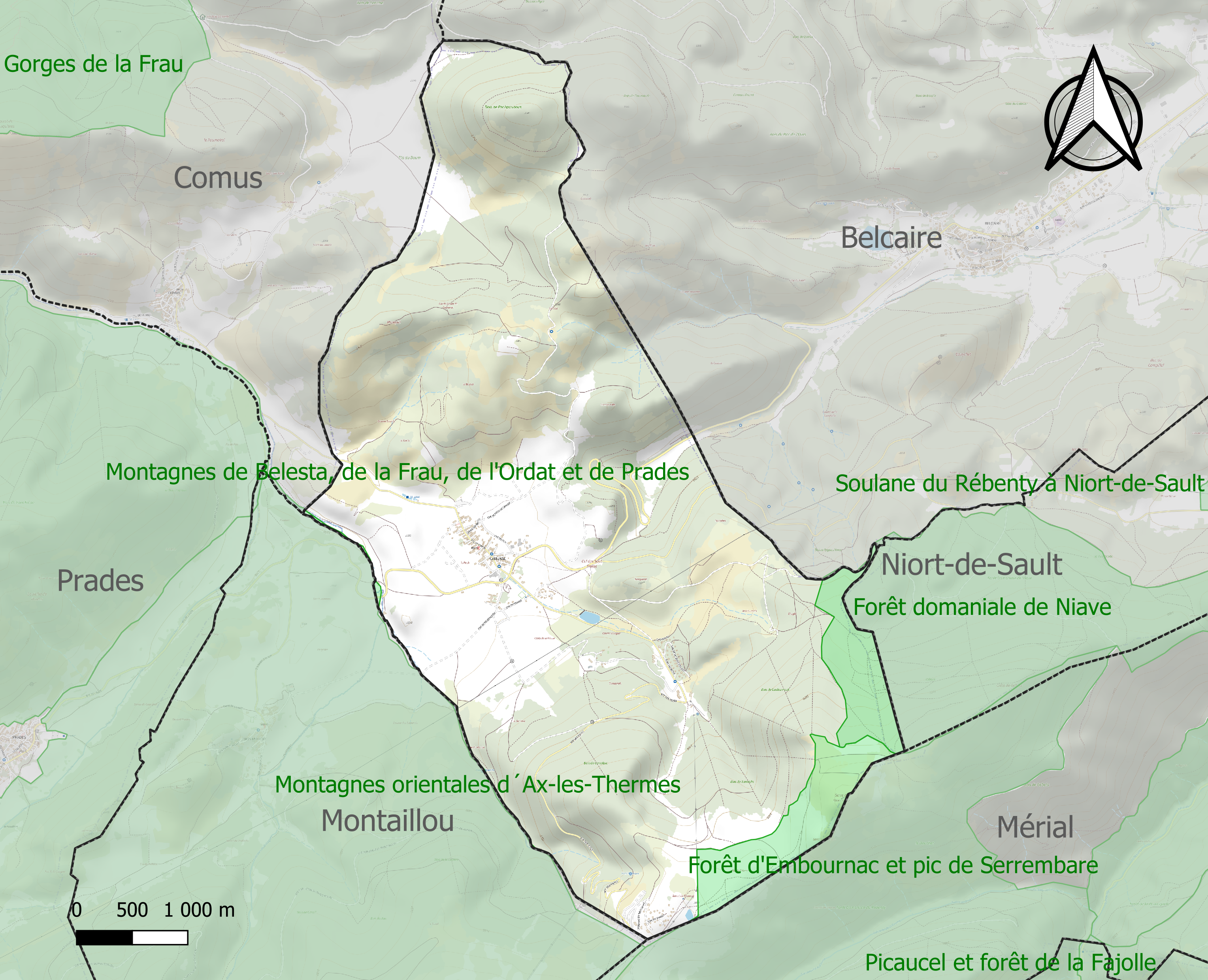
Carte des ZNIEFF de type 1 sur la commune.
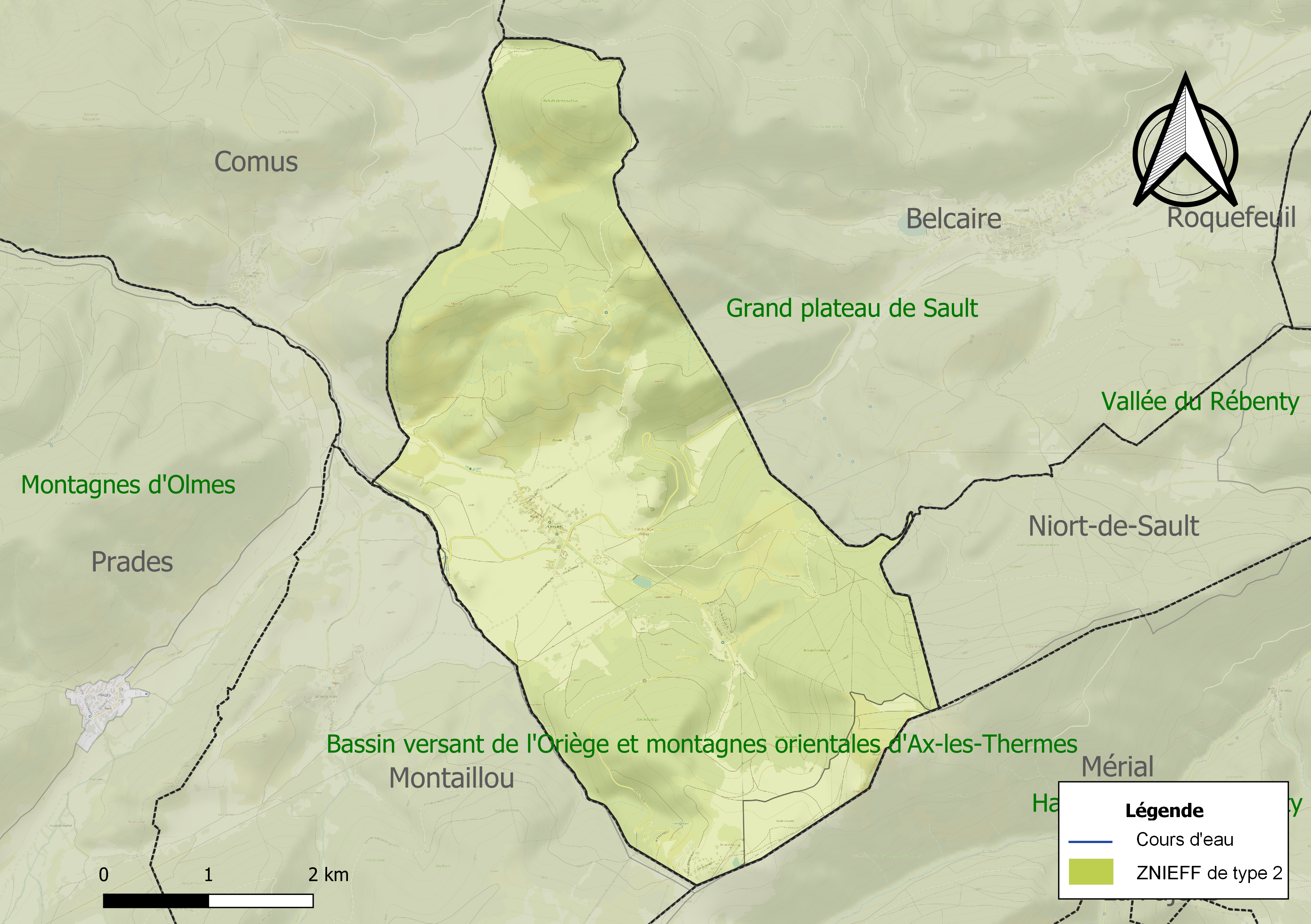
Carte des ZNIEFF de type 2 sur la commune.

## Urbanisme

### Typologie
Au 1er janvier 2024, Camurac est catégorisée commune rurale à habitat dispersé, selon la nouvelle grille communale de densité à 7 niveaux définie par l'Insee en 2022.
Elle est située hors unité urbaine et hors attraction des villes,.

### Occupation des sols
L'occupation des sols de la commune, telle qu'elle ressort de la base de données européenne d’occupation biophysique des sols Corine Land Cover (CLC), est marquée par l'importance des forêts et milieux semi-naturels (78,5 % en 2018), une proportion identique à celle de 1990 (78,5 %). La répartition détaillée en 2018 est la suivante : forêts (44 %), milieux à végétation arbustive et/ou herbacée (34,5 %), prairies (19,1 %), zones urbanisées (2,3 %). L'évolution de l’occupation des sols de la commune et de ses infrastructures peut être observée sur les différentes représentations cartographiques du territoire : la carte de Cassini (XVIIIe siècle), la carte d'état-major (1820-1866) et les cartes ou photos aériennes de l'IGN pour la période actuelle (1950 à aujourd'hui).

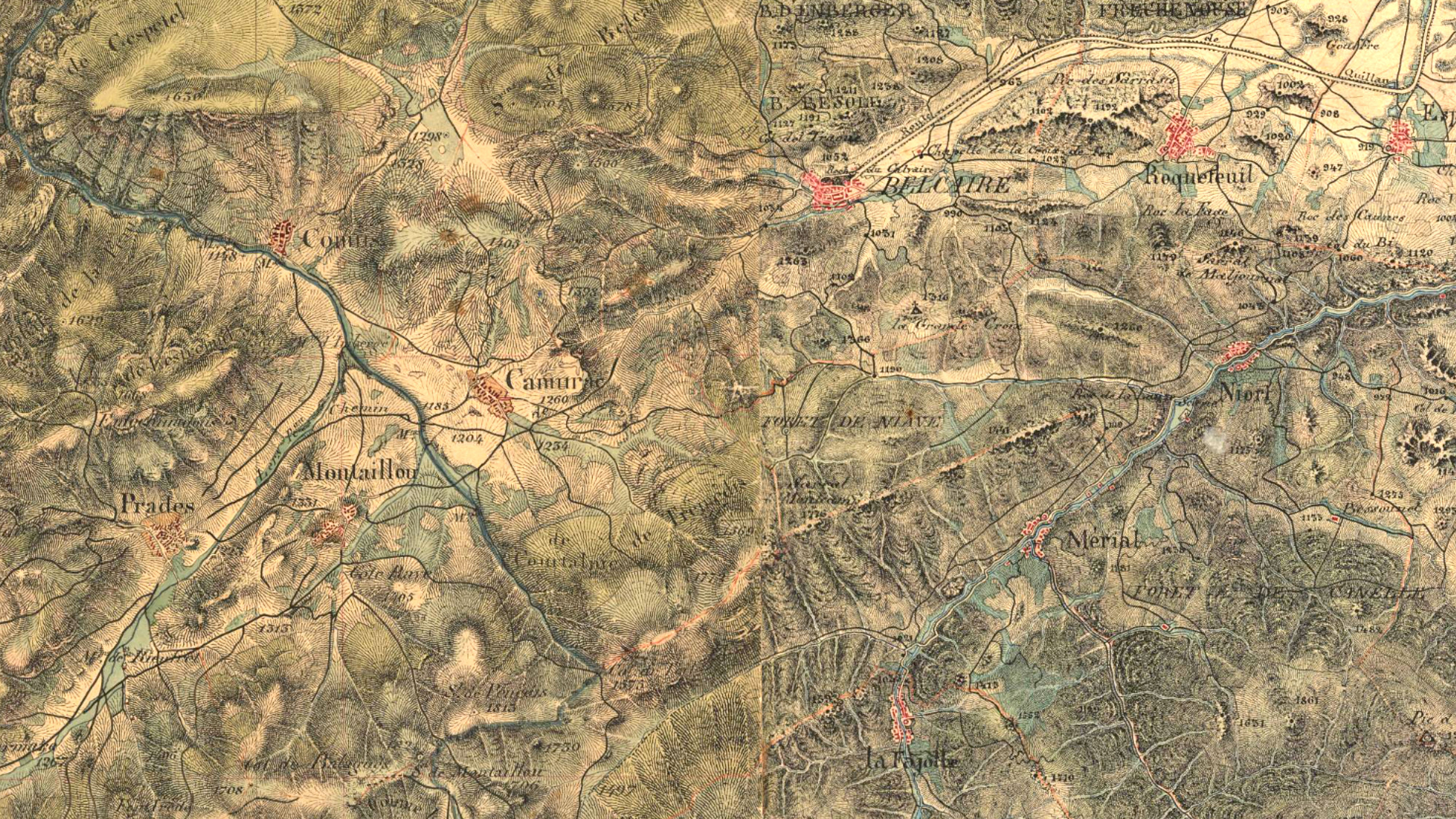
Carte d'état-major.
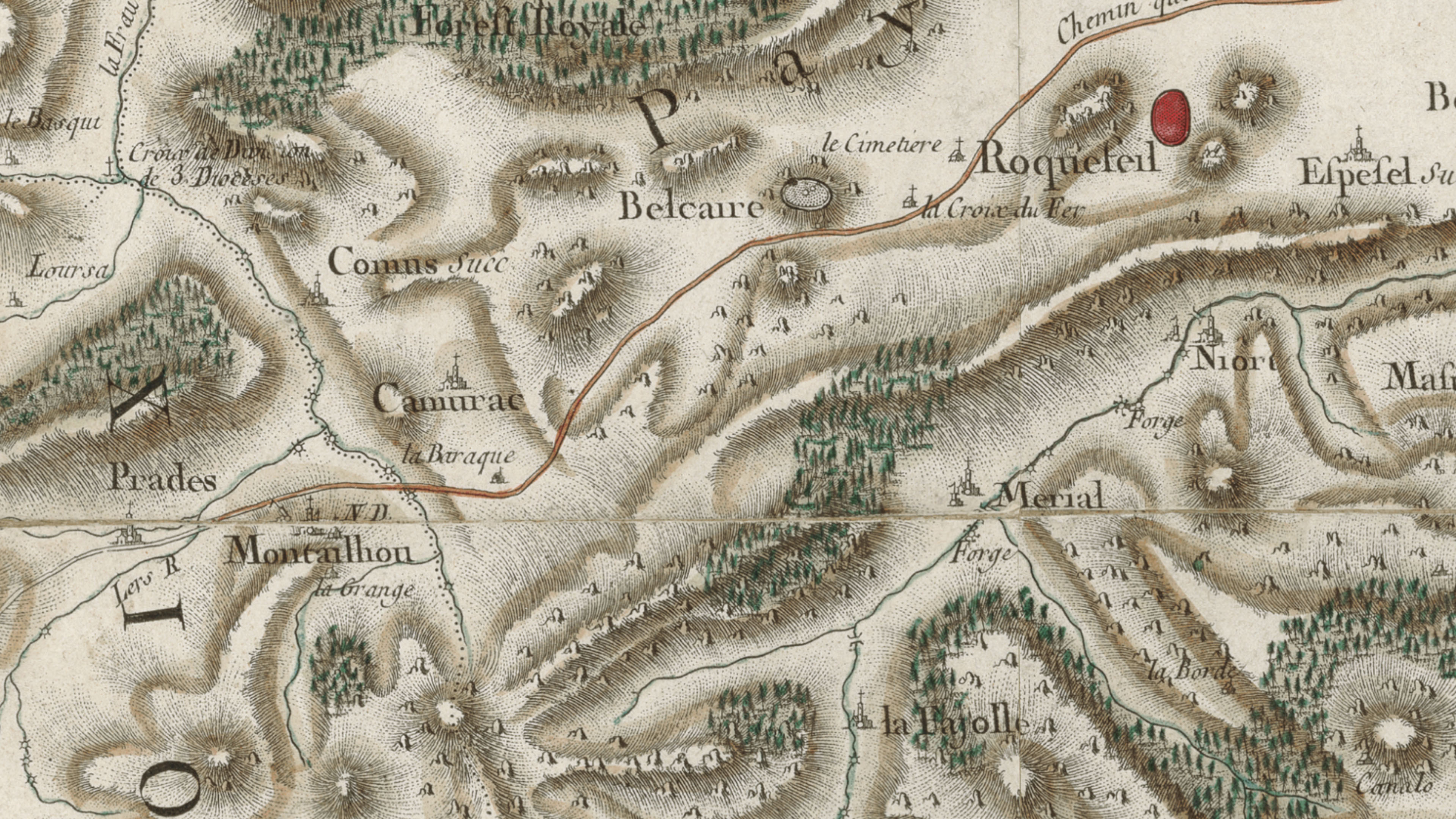
Carte de Cassini (XVIIIe siècle)
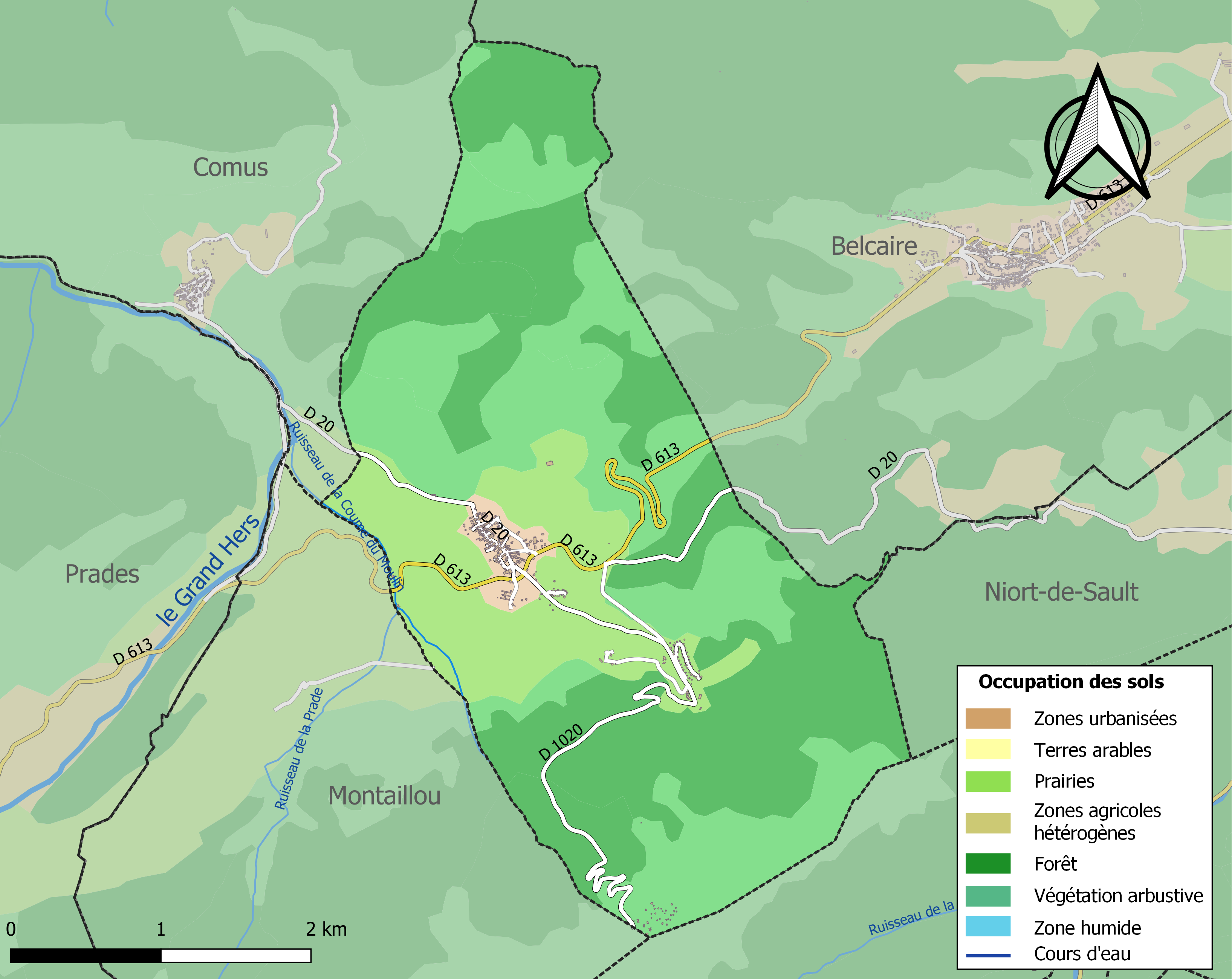
Carte des infrastructures et de l'occupation des sols de la commune en 2018 (CLC).
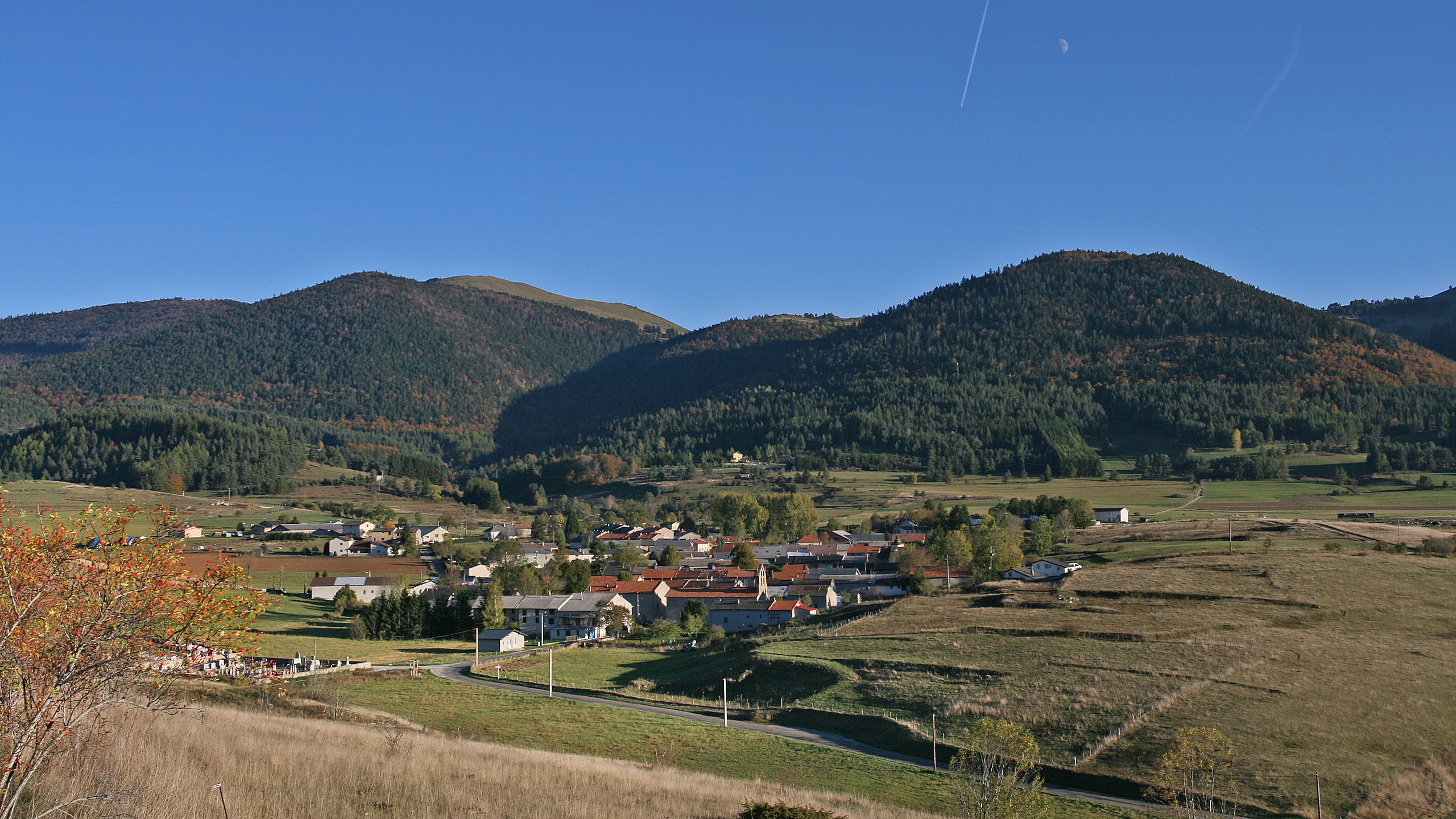
Au loin la serre de Moncamp 1774 m et le massif de Cortalpic 1633 m.

### Risques majeurs
Le territoire de la commune de Camurac est vulnérable à différents aléas naturels : météorologiques (tempête, orage, neige, grand froid, canicule ou sécheresse) et séisme (sismicité modérée). Il est également exposé à un risque particulier : le risque de radon. Un site publié par le BRGM permet d'évaluer simplement et rapidement les risques d'un bien localisé soit par son adresse soit par le numéro de sa parcelle.

#### Risques naturels

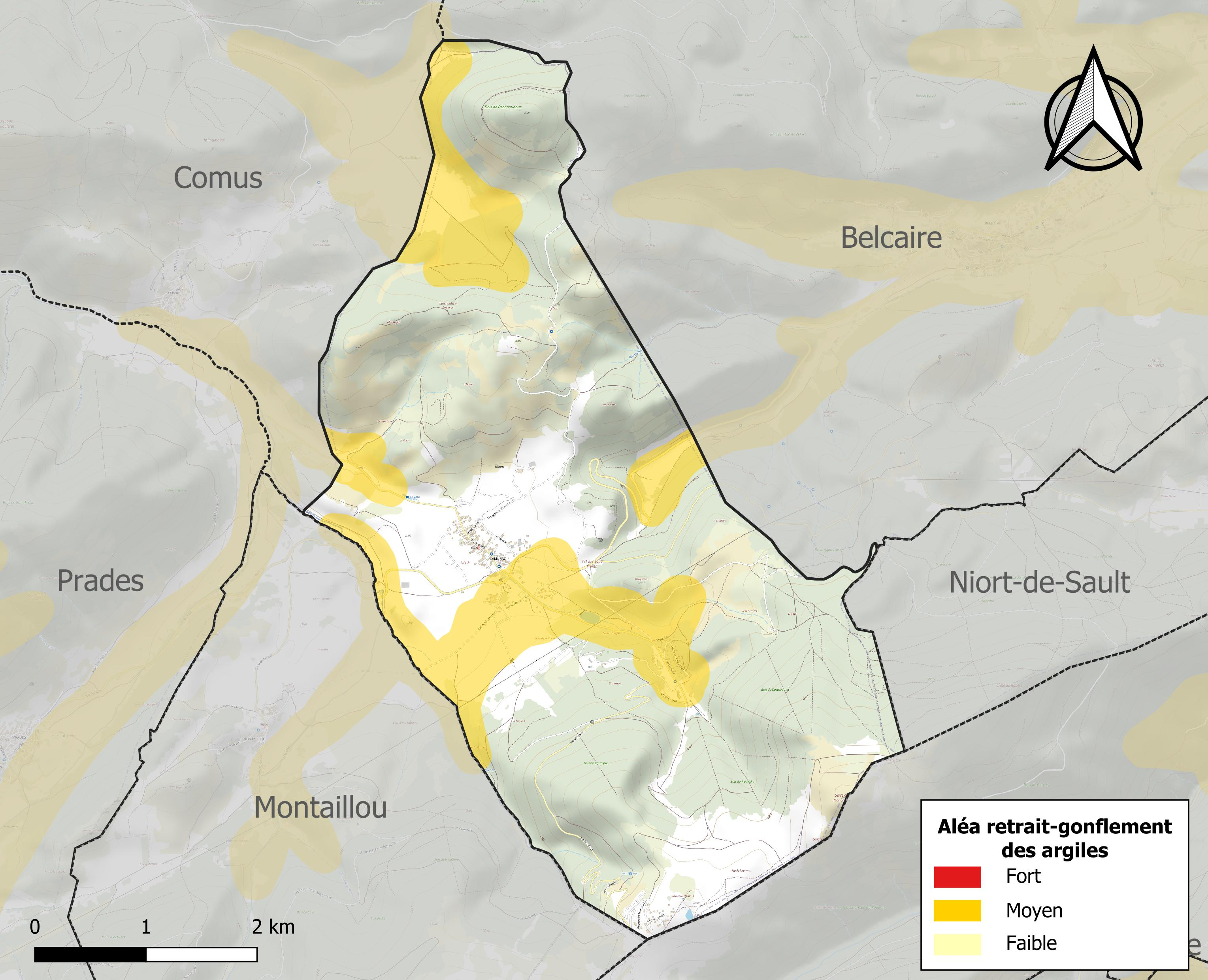
Carte des zones d'aléa retrait-gonflement des sols argileux de Camurac.

Le retrait-gonflement des sols argileux est susceptible d'engendrer des dommages importants aux bâtiments en cas d’alternance de périodes de sécheresse et de pluie. 19,9 % de la superficie communale est en aléa moyen ou fort (75,2 % au niveau départemental et 48,5 % au niveau national). Sur les 238 bâtiments dénombrés sur la commune en 2019, 76 sont en aléa moyen ou fort, soit 32 %, à comparer aux 94 % au niveau départemental et 54 % au niveau national. Une cartographie de l'exposition du territoire national au retrait gonflement des sols argileux est disponible sur le site du BRGM,.

#### Risque particulier
Dans plusieurs parties du territoire national, le radon, accumulé dans certains logements ou autres locaux, peut constituer une source significative d’exposition de la population aux rayonnements ionisants. Certaines communes du département sont concernées par le risque radon à un niveau plus ou moins élevé. Selon la classification de 2018, la commune de Camurac est classée en zone 2, à savoir zone à potentiel radon faible mais sur lesquelles des facteurs géologiques particuliers peuvent faciliter le transfert du radon vers les bâtiments.

## Histoire

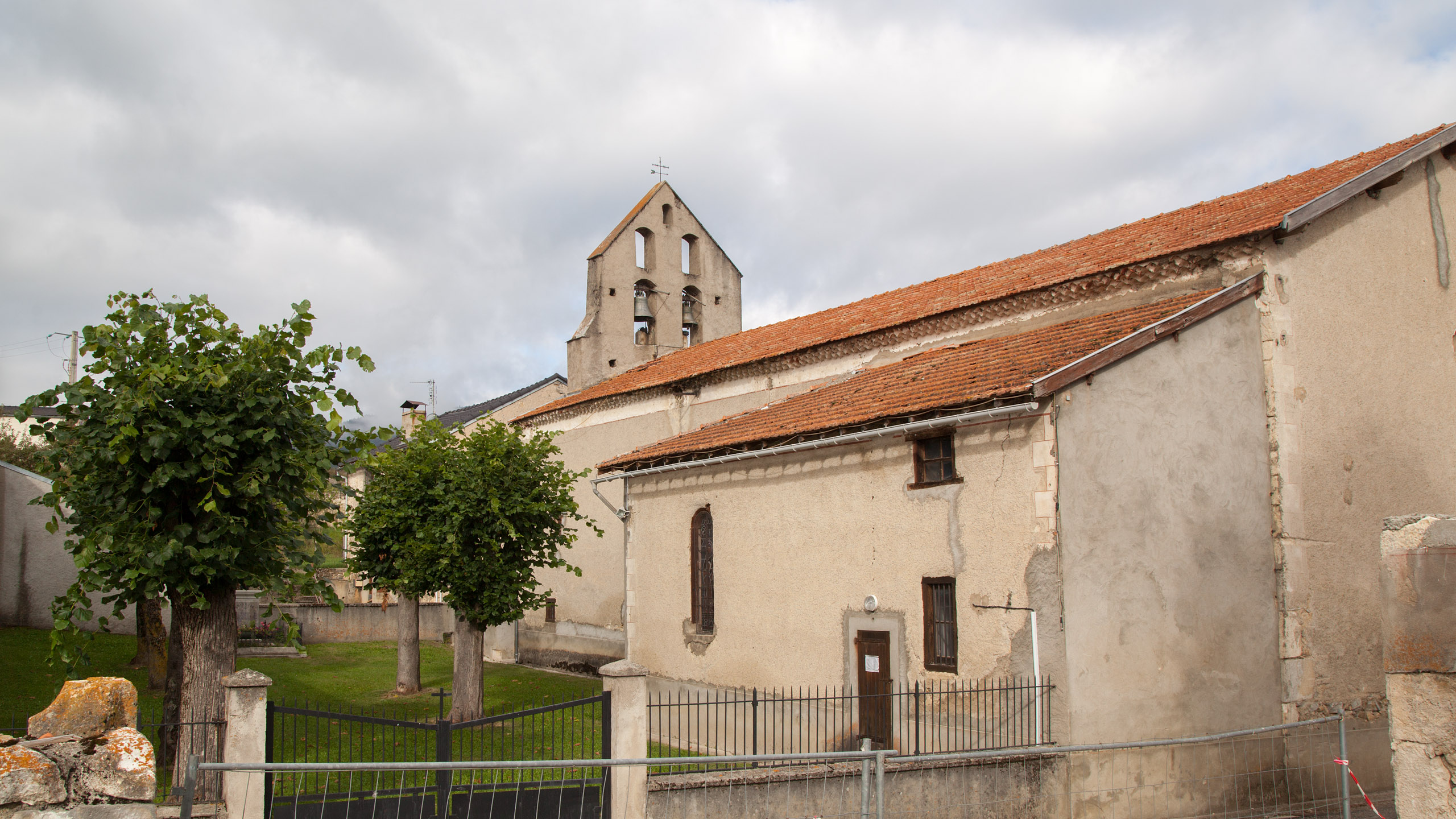

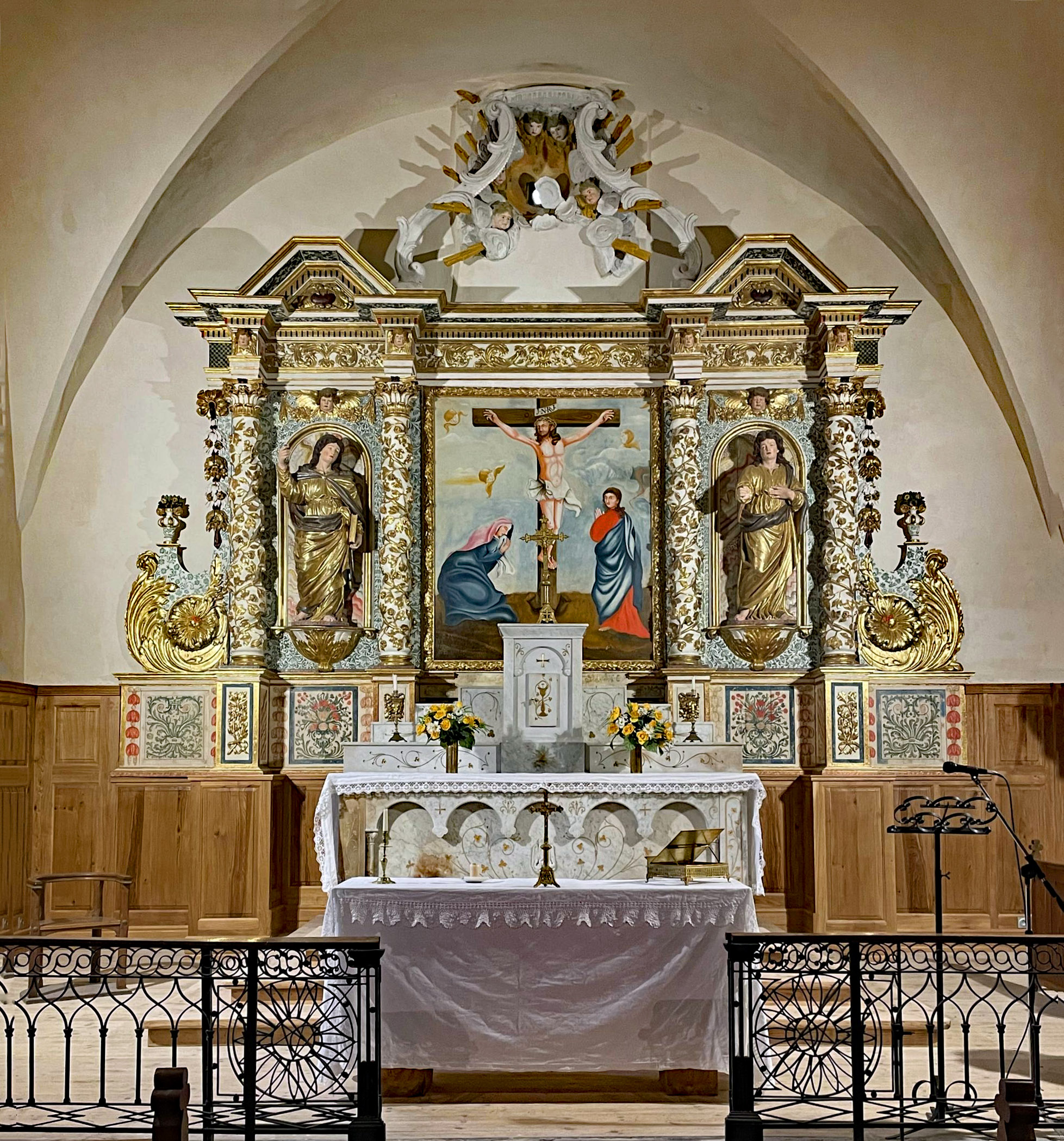
Retable de l'église de Camurac (Aude)

### L'église
L'association ACCES dont le siège est à la Maison de la Montagne à Roquefeuil a produit plusieurs ouvrages de grande qualité sur l'histoire du Pays de Sault, les quelques lignes ci-dessous consacrées à l'église de Camurac sont extraites du livre "Histoire en Pays de Sault: le patrimoine religieux"
L'église paroissiale dédiée à saint Just et saint Pasteur est située au fond du village, précédée d'une cour ombragée de tilleuls et fermée par une grille. Construite au XVIIe siècle dans le style néo-roman elle comporte un clocher-mur comprenant cinq alvéoles mais seulement deux cloches.
Dans le cœur, un magnifique retable attribué au célèbre menuisier sculpteur Jean-Jacques Mélair, actif dans le Roussillon entre 1650 et 1698, a été restauré en 2024. Il est vraisemblablement à l’origine de l’introduction de la colonne salomonique (torsadée) dans la construction de retables et a participé au développement du pur style baroque dans cette région. Le style baroque se caractérise ici par le modelé et le mouvement des figures, par les décrochements, l’étagement des plans et la profusion décorative.

### Les moulins

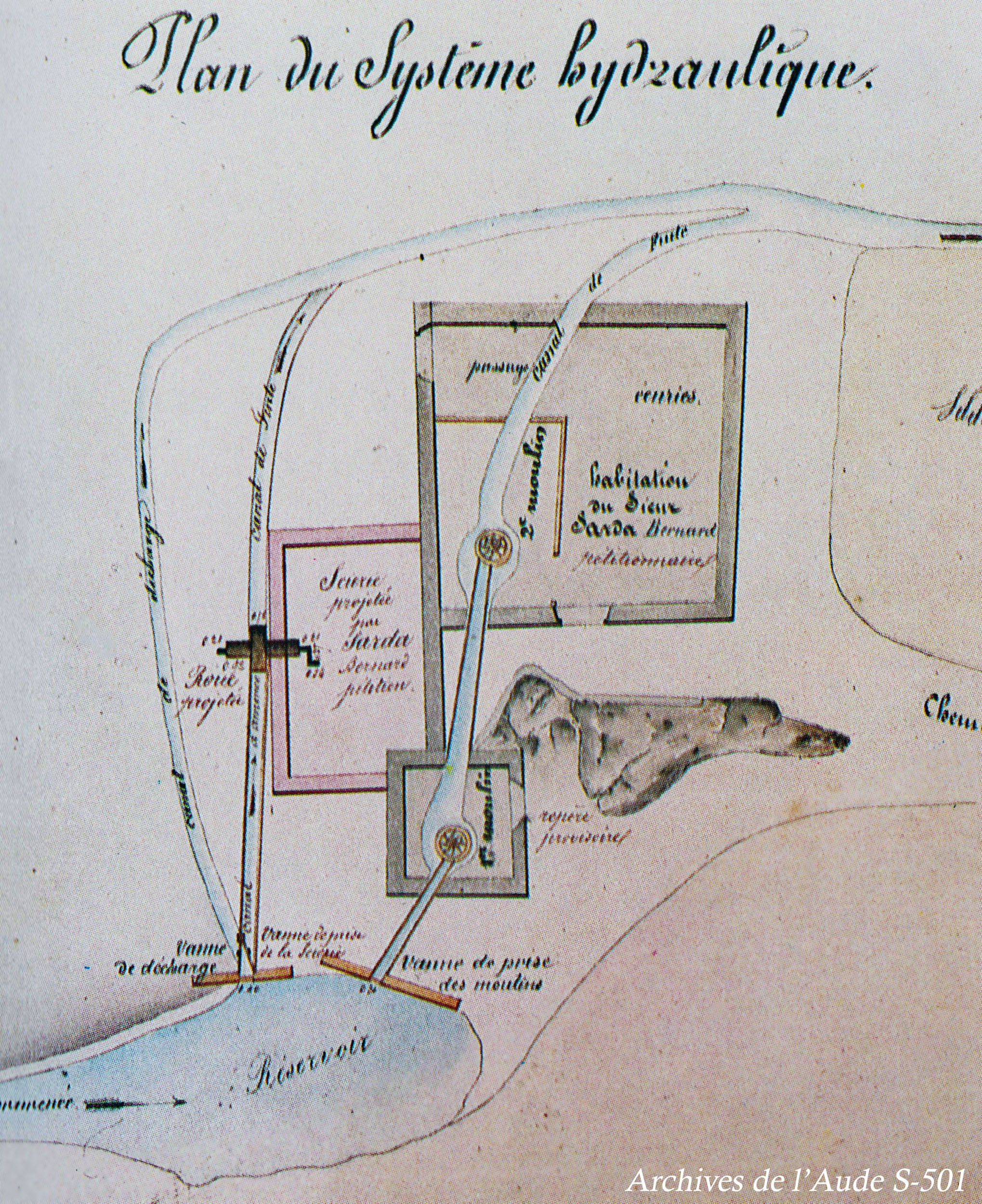
Le Moulin du Milieu de Bernard Sarda en 1859.

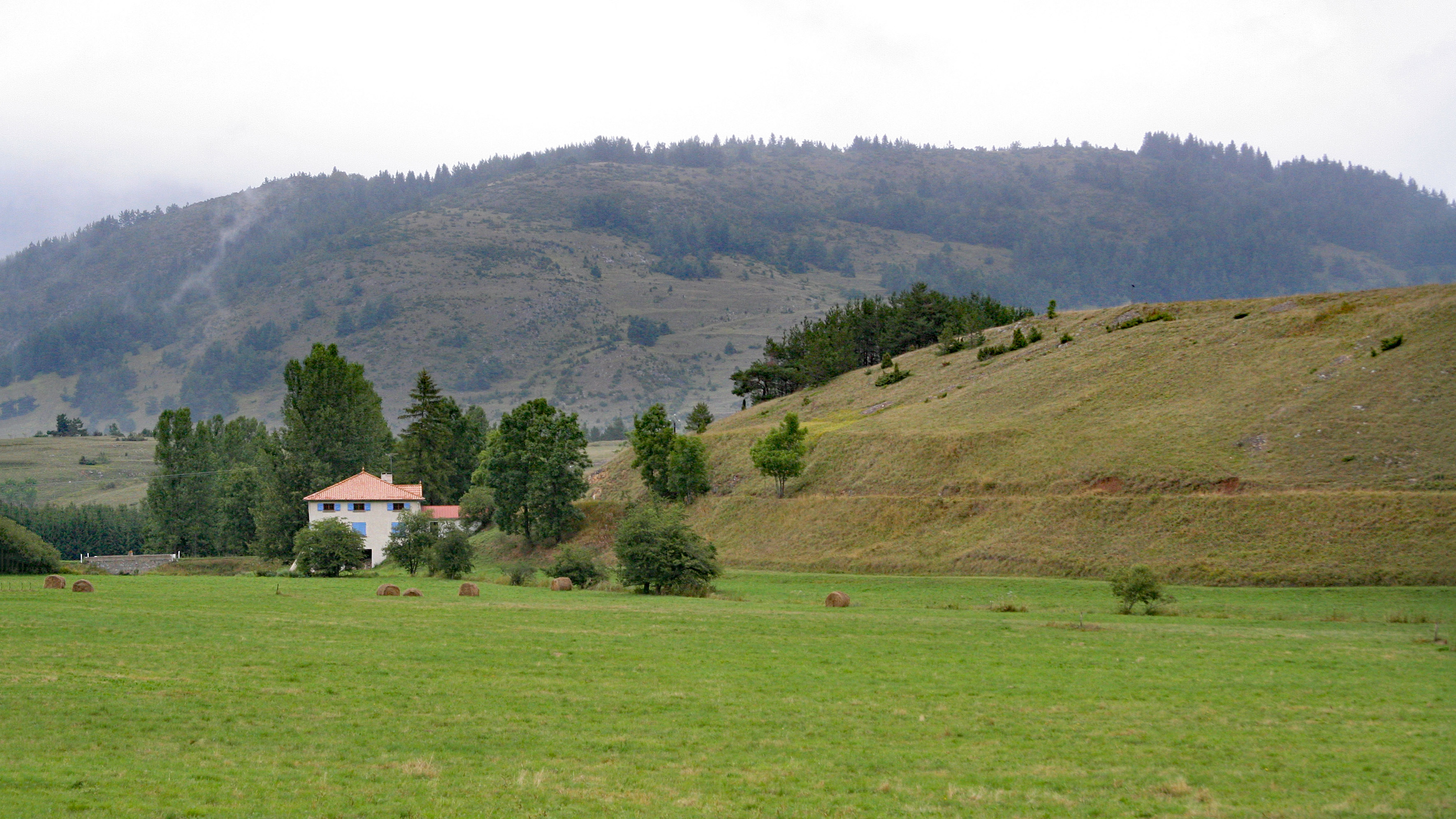
Le Moulin du Milieu en 2005, on distingue bien le canal d'arrivée d'eau au tiers de la colline.

Ce haut Plateau de Sault qui comprend les villages de Comus, Prades, Montaillou et Camurac ne dispose d'aucune rivière (voir paragraphe ci-dessus "Géographie et Relief") et pourtant Francis Vergé grâce à un méticuleux et remarquable travail dénombre 18 installations utilisant la force hydraulique dans l'ouvrage "Les moulins du Pays de Sault". Ces moulins sont installés sur les divers ruisseaux du territoire et fonctionnent de façon saisonnière, tributaires du débit très variable de ces petits cours d'eau. Les moulins fariniers vont moudre les diverses céréales du pays et les moulins à scie qui produiront des planches sont les ancêtres des scieries modernes.
Camurac comptait 2 moulins qui ont fonctionné selon F. Vergé de 1650 à 1920. On peut les voir encore sur la rive droite du ruisseau de la Coume du Moulin, tous deux ont été transformés en résidences secondaires. Leur longue activité résultait d'un emplacement très favorable de part et d'autre d'un chemin de grande communication (aujourd'hui RD 613). Le Moulin du Pas en aval comportait également une scierie, il est toujours la propriété des descendants de Joseph Martre dernier exploitant. Le Moulin du Milieu fut équipé par Bernard Sarda de deux meules et d'une scie battante (voir photo). Le dernier meunier fut Bernard Sarda qui cessa son activité en 1897, la scierie dont le dernier propriétaire fut Jean-Baptiste Toustou fermera en 1926.

### Jacques Vaquié
Résistant de l’ombre Jacques Vaquié, maire de la commune, œuvra à faire passer en Espagne de nombreux patriotes anglais et américains par-delà les montagnes pyrénéennes, avec le réseau Françoise des Forces Françaises Combattantes, de 1939 à 1944. Jacques Vaquié est arrêté à Camurac, transféré à Buchenwald, mort en déportation, décès officiel le 6 mars 1944, au camp de concentration de Dora.[réf. nécessaire]

### Les surnoms
Au début des années 1950, beaucoup d'habitants portent les patronymes de Vaquié, Graule et Vergé. Ils ont même quelquefois un prénom identique et ne sont pas forcément parents. Pour les différencier on utilise les surnoms, toujours dits en patois ils informent sur le métier, le lieu de vie, les ascendants.. Presque tous les habitants du village ont d'ailleurs un surnom, s'ils sont quelquefois moqueurs, ils ont toujours une explication et une origine qui s'est souvent perdue avec le temps. Voici quelques surnoms  de cette époque (écrits en phonétique) : la Polka, Batitèno, Palalo, lé Gaillofo, Batitou, Bartolo, Jupétit, Ninot, l'Abésqué, Bomès, Mouyen, Pététi, lé Couat, Fifit, Chéri, lé Tousquin, la Rébèro, Jousépou, Mounot, dé Cristéri, Parrat. Le marchand de vin qui venait de Belcaire était surnommé Lé Vinagre (Le Vinaigre) il livrait des tonneaux à la plupart des familles.

## Politique et administration

### Découpage territorial
La commune de Camurac est membre de la communauté de communes des Pyrénées audoises , un établissement public de coopération intercommunale (EPCI) à fiscalité propre créé le 30 mai 2013 dont le siège est à Quillan. Ce dernier est par ailleurs membre d'autres groupements intercommunaux.
Sur le plan administratif, elle est rattachée à l'arrondissement de Limoux, au département de l'Aude, en tant que circonscription administrative de l'État, et à la région Occitanie.
Sur le plan électoral, elle dépend du canton de la Haute-Vallée de l'Aude pour l'élection des conseillers départementaux, depuis le redécoupage cantonal de 2014 entré en vigueur en 2015, et de la troisième circonscription de l'Aude  pour les élections législatives, depuis le redécoupage électoral de 1986.

### Liste des maires
| Période                                  | Période  | Identité         | Étiquette     | Qualité                                                         |
| ---------------------------------------- | -------- | ---------------- | ------------- | --------------------------------------------------------------- |
| 1935                                     | 1944     | Jacques Vaquié   |               | Industriel Conseiller général du canton de Belcaire (1942→1944) |
| 1945                                     | 1947     | Baptiste Clergue |               | Adjoint nommé par le Comité Local de Libération                 |
| 1948                                     | 1950     | Jacques Vergé    |               |                                                                 |
| 1950                                     | 1951     | Joseph Moulis    |               |                                                                 |
| 1951                                     | 1953     | Jacques Graule   |               |                                                                 |
| 1953                                     | 1995     | Pierre Vaquié    | RPR           | Industriel Conseiller général du canton de Belcaire (1958→1976) |
| juin 1995                                | En cours | Bernard Vaquié   | Divers Droite | Cadre commercial                                                |
| Les données manquantes sont à compléter. |          |                  |               |                                                                 |

## Population et société

### Démographie
L'évolution du nombre d'habitants est connue à travers les recensements de la population effectués dans la commune depuis 1793. Pour les communes de moins de 10 000 habitants, une enquête de recensement portant sur toute la population est réalisée tous les cinq ans, les populations de référence des années intermédiaires étant quant à elles estimées par interpolation ou extrapolation. Pour la commune, le premier recensement exhaustif entrant dans le cadre du nouveau dispositif a été réalisé en 2005.

En 2022, la commune comptait 108 habitants, en évolution de +6,93 % par rapport à 2016 (Aude : +2,65 %, France hors Mayotte : +2,11 %).
| 1793 | 1800 | 1806 | 1821 | 1831 | 1836 | 1841 | 1846 | 1851 |
| ---- | ---- | ---- | ---- | ---- | ---- | ---- | ---- | ---- |
| 438  | 319  | 483  | 492  | 470  | 468  | 453  | 481  | 473  |

| 1856 | 1861 | 1866 | 1872 | 1876 | 1881 | 1886 | 1891 | 1896 |
| ---- | ---- | ---- | ---- | ---- | ---- | ---- | ---- | ---- |
| 434  | 486  | 494  | 470  | 459  | 453  | 413  | 410  | 370  |

| 1901 | 1906 | 1911 | 1921 | 1926 | 1931 | 1936 | 1946 | 1954 |
| ---- | ---- | ---- | ---- | ---- | ---- | ---- | ---- | ---- |
| 362  | 339  | 308  | 249  | 244  | 228  | 252  | 232  | 190  |

| 1962 | 1968 | 1975 | 1982 | 1990 | 1999 | 2005 | 2006 | 2010 |
| ---- | ---- | ---- | ---- | ---- | ---- | ---- | ---- | ---- |
| 179  | 160  | 176  | 134  | 149  | 132  | 119  | 120  | 116  |

| 2015 | 2020 | 2022 | - | - | - | - | - | - |
| ---- | ---- | ---- | - | - | - | - | - | - |
| 103  | 104  | 108  | - | - | - | - | - | - |

### Enseignement
Les enfants sont scolarisés au sein du RPI Belcaire-Espezel-Roquefeuil. Les établissements secondaires de référence sont le collège Michel-Bousquié à Quillan et le lycée Jacques-Ruffié à Limoux.

## Manifestations culturelles et festivités
La fête locale de Camurac a lieu le premier week-end du mois d'août.
Le village a été traversé quatre fois par le Tour de France :
- en 1955 lors de 16e étape le 24 juillet qui a relié Ax-les-Thermes à Toulouse. Vainqueur étape Luciano Pezzi vainqueur du Tour Louison Bobet ;
- en 1965 lors de 11e étape le 2 juillet qui a relié Ax-les-Thermes à Barcelone. Vainqueur étape José Pérez Francés vainqueur du Tour Felice Gimondi ;
- en 1997 lors de 11e étape le 16 juillet qui a relié Andorre à Perpignan. Vainqueur étape Laurent Desbiens vainqueur du Tour Jan Ullrich ;
- en 2001 lors de la 12e étape le 20 juillet qui a relié Perpignan à Ax-les-Thermes. Vainqueur étape Félix Cárdenas  ce Tour n'a pas de vainqueur car la victoire de Lance Armstrong lui a été retirée par l'UCI pour dopage, le 2e est Jan Ullrich.

## Sports
- En 2025 la commune obtient Le label « Station verte »[38]
- Station de sports d’hiver de Camurac : les sports pratiqués sont le ski alpin, ski de fond et la raquette[39]. En 2022, sous l'impulsion de la communauté de communes des Pyrénées audoises, Camurac station 4 saisons annonce la nouvelle stratégie touristique du territoire[40].
- Le Ski Club du Pays de Sault organise des activités durant la saison hivernale.
- Union sportive du Plateau de Sault : rugby éducatif. (rassemblement avec Lavelanet, Bélesta, Laroque d'Olmes, Chalabre, La Bastide-sur-l'Hers et Le Peyrat), rugby féminin et masculin seniors, ligue d'Occitanie de rugby.
- Le parapente est pratiqué à partir de la Serre de Moncamp et du Pic de Pénédis.
- L'escalade peut être pratiquée dans le village voisin de Belcaire dans la salle Daniel-du-Lac[41].

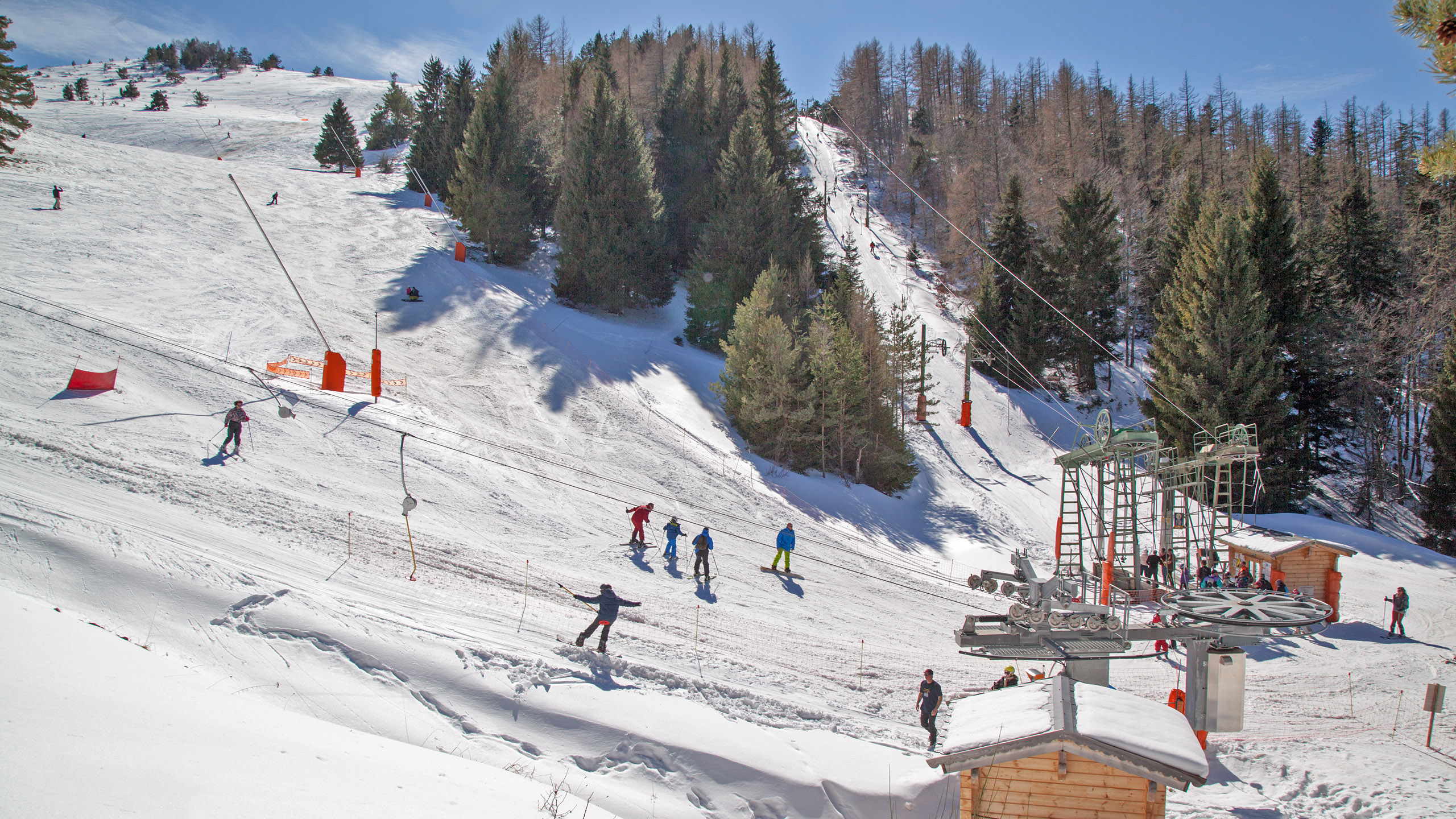
Ski alpin (la gare de Coste Rouge).
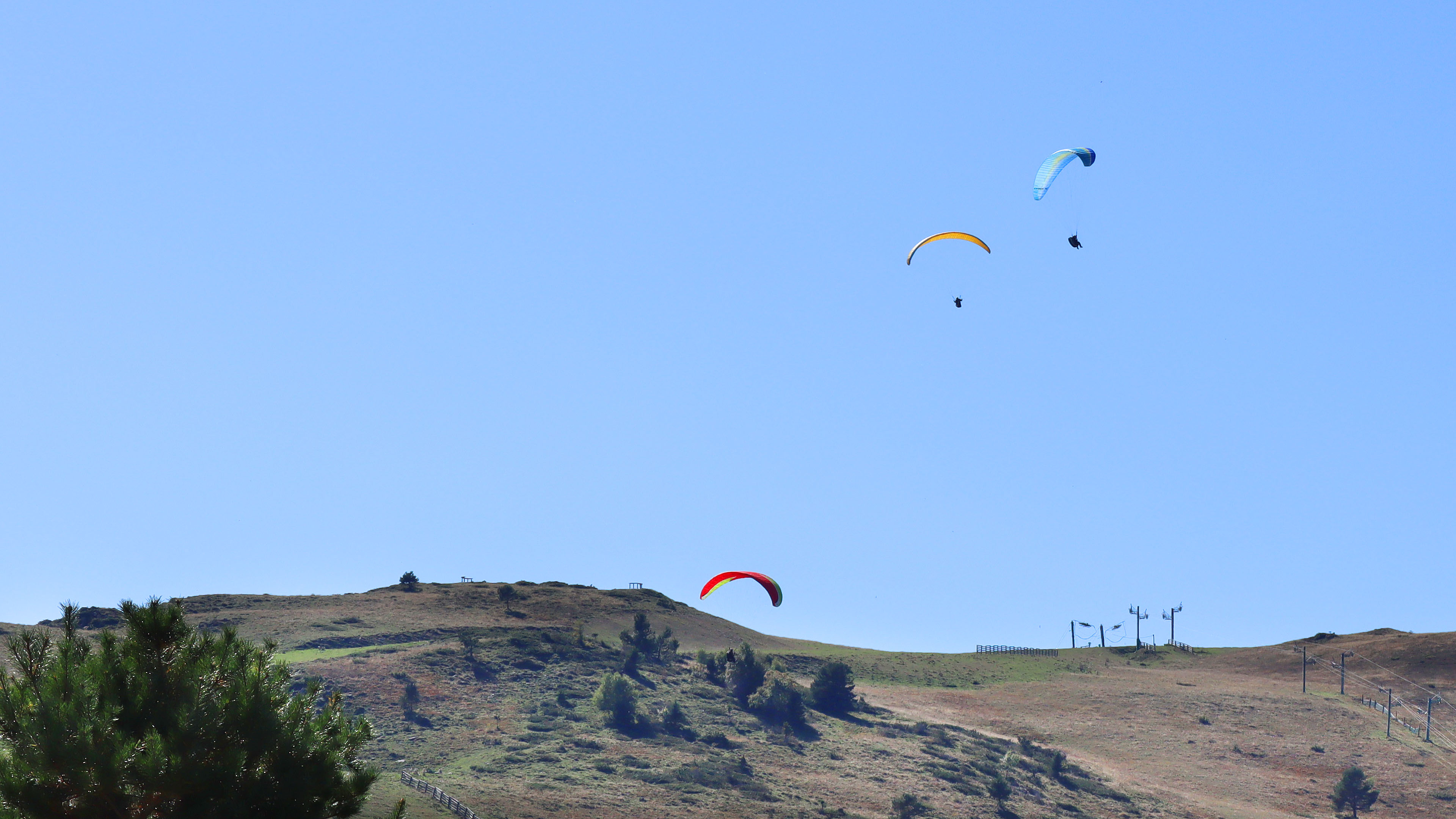
Parapente depuis le Pic de Pénédis.
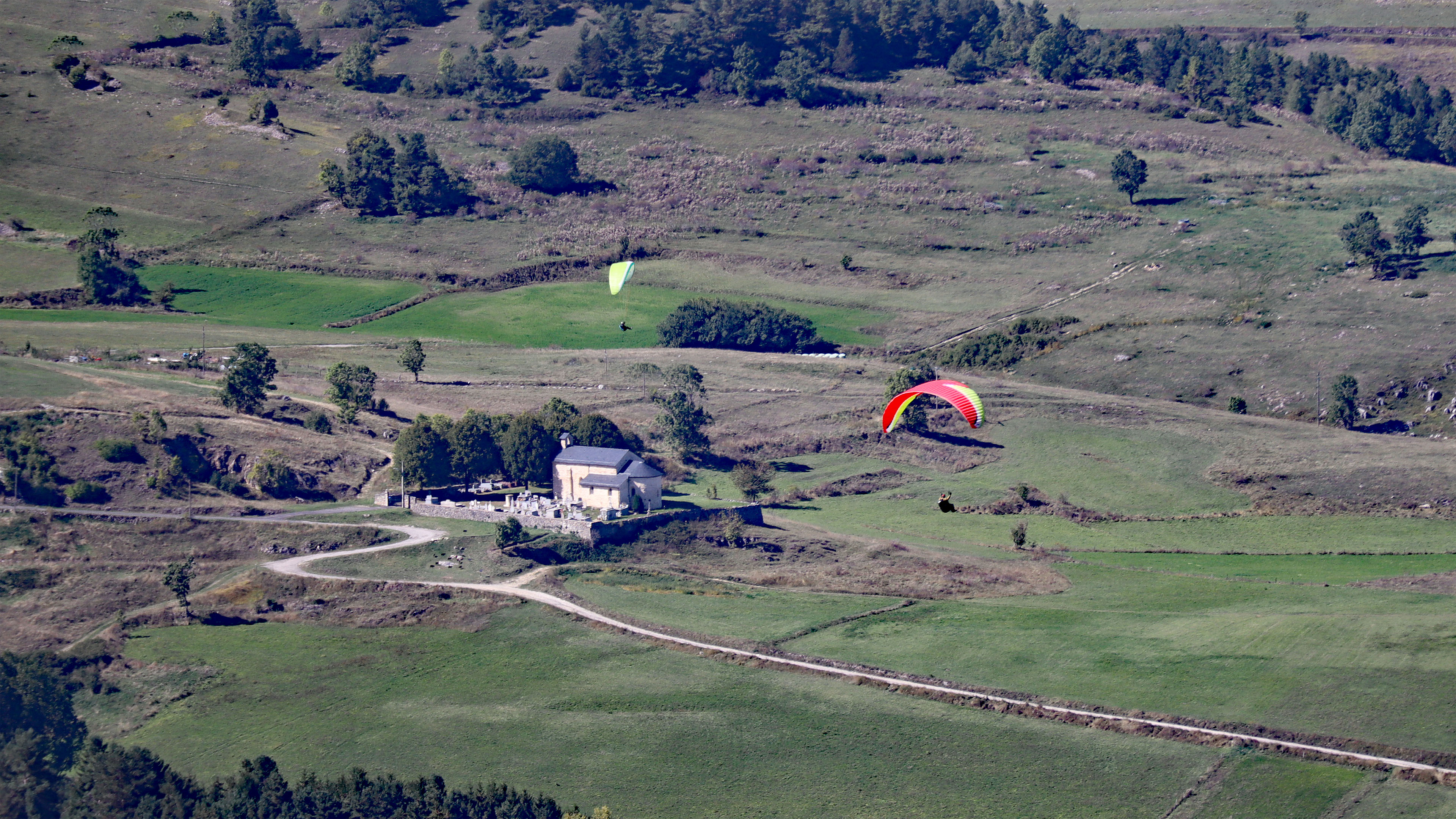
Vol au-dessus de la chapelle de Montaillou.
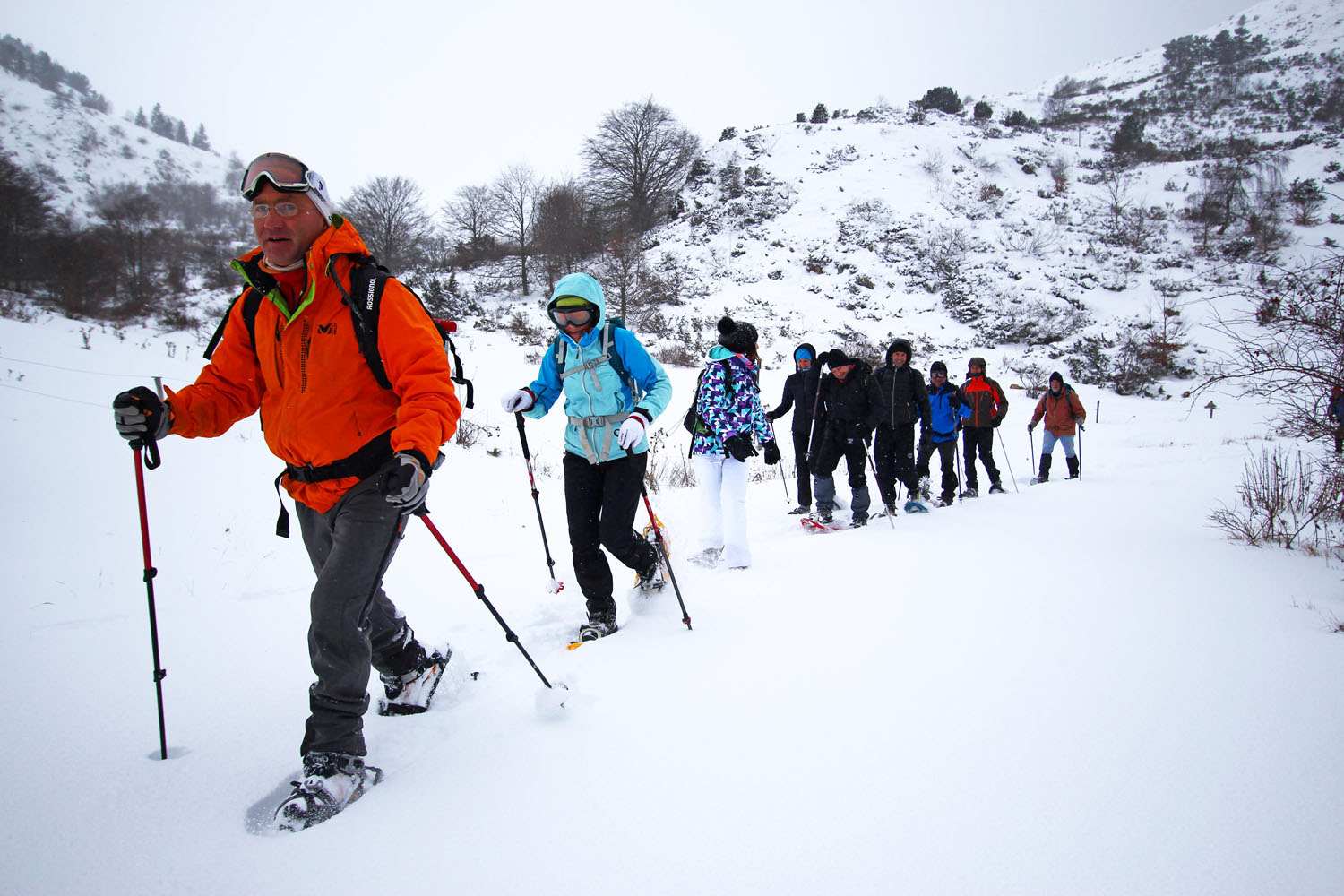
Camuraquette.

## Économie

### Emploi
| Division       | 2008   | 2013   | 2018   |
| -------------- | ------ | ------ | ------ |
| Commune        | 6,4 %  | 12,7 % | 15,7 % |
| Département    | 10,2 % | 12,8 % | 12,6 % |
| France entière | 8,3 %  | 10 %   | 10 %   |

En 2018, la population âgée de 15 à 64 ans s'élève à 49 personnes, parmi lesquelles on compte 68,6 % d'actifs (52,9 % ayant un emploi et 15,7 % de chômeurs) et 31,4 % d'inactifs,. En  2018, le taux de chômage communal (au sens du recensement) des 15-64 ans est supérieur à celui du département et de la France, alors qu'en 2008 la situation était inverse.
La commune est hors attraction des villes,. Elle compte 34 emplois en 2018, contre 31 en 2013 et 40 en 2008. Le nombre d'actifs ayant un emploi résidant dans la commune est de 28, soit un indicateur de concentration d'emploi de 120,3 % et un taux d'activité parmi les 15 ans ou plus de 40 %.
Sur ces 28 actifs de 15 ans ou plus ayant un emploi, 19 travaillent dans la commune, soit 69 % des habitants. Pour se rendre au travail, 58,6 % des habitants utilisent un véhicule personnel ou de fonction à quatre roues, 13,7 % s'y rendent en deux-roues, à vélo ou à pied et 27,6 % n'ont pas besoin de transport (travail au domicile).

### Activités hors agriculture

#### Secteurs d'activités
22 établissements sont implantés  à Camurac au 31 décembre 2019. Le tableau ci-dessous en détaille le nombre par secteur d'activité et compare les ratios avec ceux du département,. Le secteur du commerce de gros et de détail, des transports, de l'hébergement et de la restauration est prépondérant sur la commune puisqu'il représente 36,4 % du nombre total d'établissements de la commune (8 sur les 22 entreprises implantées à Camurac), contre 32,3 % au niveau départemental.

#### Entreprises
Le village de Camurac est situé en zone de revitalisation rurale.

### Agriculture
|                                   | 1988 | 2000 | 2010 |
| --------------------------------- | ---- | ---- | ---- |
| Exploitations                     | 8    | 4    | 1    |
| Superficie agricole utilisée (ha) | 118  | 240  | 125  |

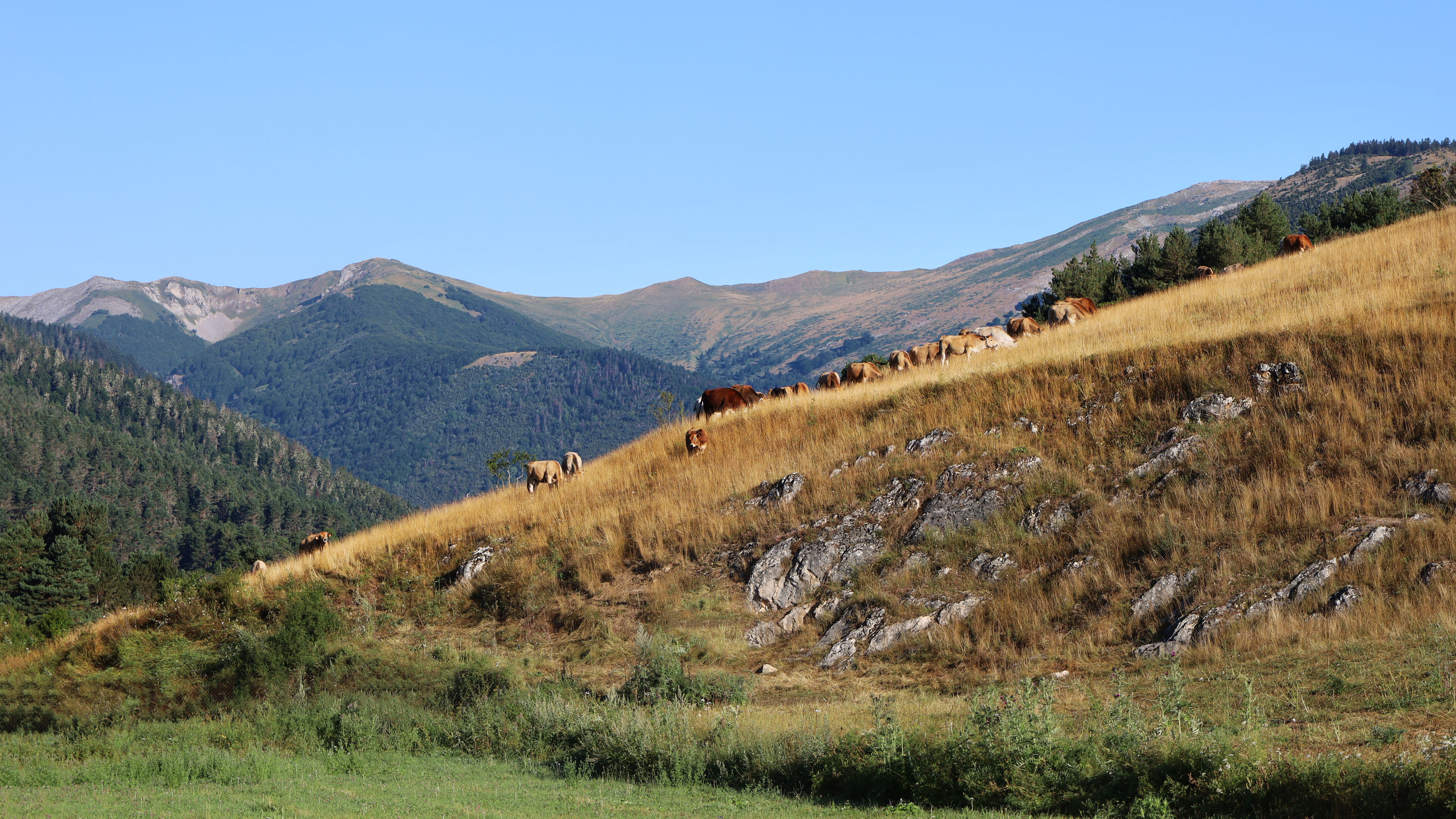
Vaches pâturant vers Montpié

La commune fait partie de la petite région agricole dénommée « pays de Sault ». En 2010, l'orientation technico-économique de l'agriculture  sur la commune est l'élevage d'ovins et de caprins. Une seule  exploitation agricole ayant son siège dans la commune est recensée lors du recensement agricole de 2010 (huit en 1988). La superficie agricole utilisée est de 125 ha.
La commune à longtemps vécu de l'agriculture et de la forêt. Au milieu des années 1950 le village compte 190 habitants et 27 exploitations agricoles familiales. La plupart sont de petite taille (quatre à six vaches), deux seulement ont une douzaine de bêtes et viennent d'acquérir un tracteur. En 2020, on dénombre presque autant de vaches qu'en 1955 et seulement 2 exploitations. Les terres agricoles couvrent environ 200 hectares, elles sont aujourd'hui exclusivement occupées par les prairies destinées à l'élevage de vaches pour la production de veaux vendus et engraissés ailleurs. L'élevage de moutons, un moment important, a été abandonné à cause des préjudices causés par l'ours, bien présent sur le secteur.

### La forêt

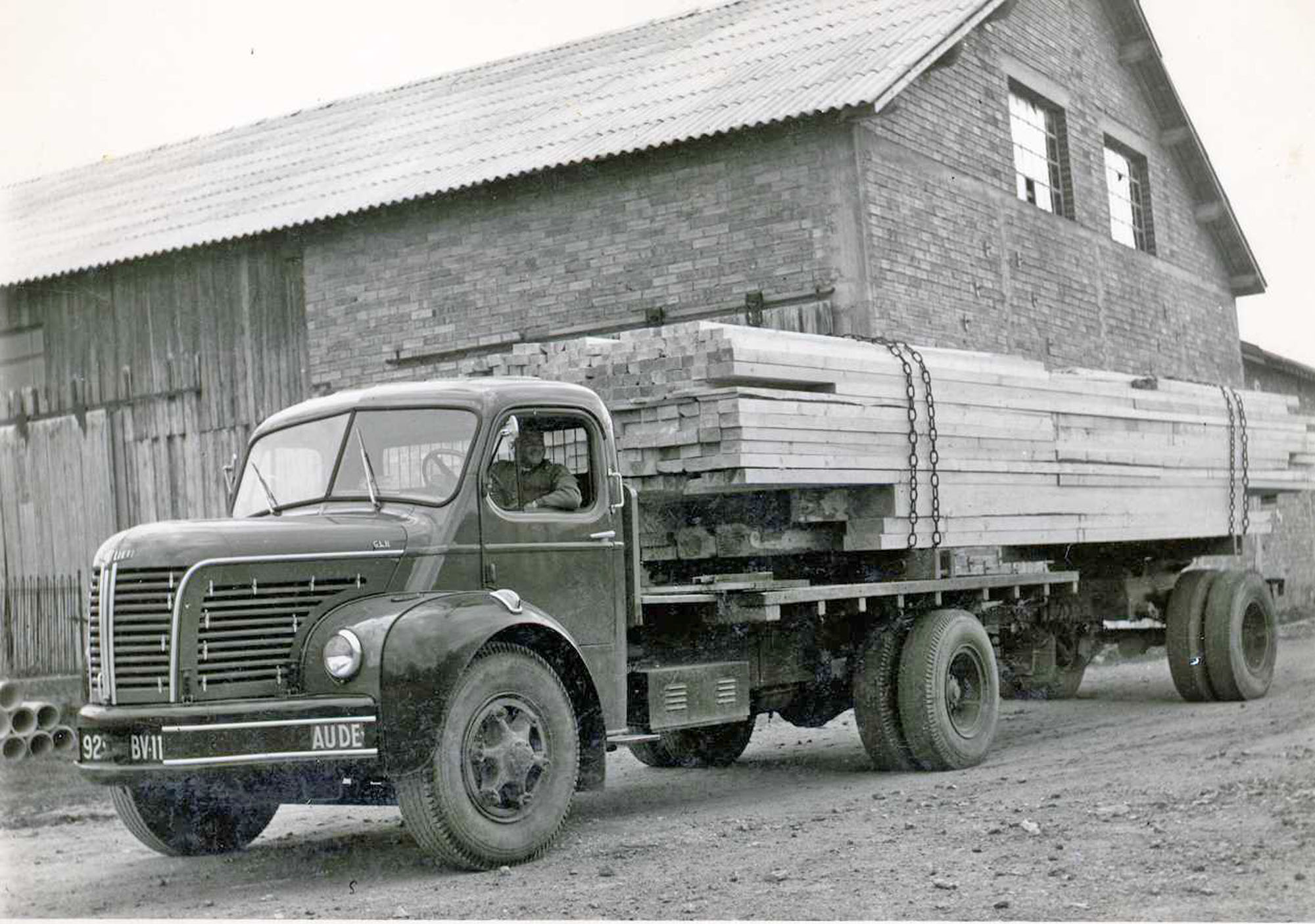
Le camion part livrer du bois de charpente (1956).

La forêt  qui couvre 30 % du territoire communal (360 ha) est aussi très abondante sur tout le Pays de Sault et l'Ariège voisine, exploitée de tout temps, elle s'industrialise au vingtième siècle avec la création de scieries importantes sur Belcaire et Camurac. L'espèce dominante est le sapin de Nordmann réputé comme bois de charpente, il est expédié après sciage vers les marchands de matériaux du département et des départements voisins. Outre les employés dans la scierie même : scieurs, affuteur, chauffeur, manœuvres... la forêt fait vivre les bûcherons, débardeurs, transporteurs, sans oublier le service des Eaux et Forêts qui gère les forêts domaniales et par délégation les forêts communales. En 1955, la scierie de Camurac emploie seize personnes (neuf du village et sept des villages voisins). Les scieries du Pays de Sault ont toutes disparu à l'exception de celle de Belfort-sur-Rebenty mais l'exploitation forestière est toujours aussi intense.
Les forêts du Pays de Sault comptent aussi des bois de hêtre commun que l'on nomme ici "fajas" utilisé essentiellement comme bois de chauffage. Par le passé les habitants disposaient du droit d'affouage dans les parcelles communales. Avec la déprise agricole la surface couverte par la forêt a gagné du terrain, des plantations d'épicéa ont été réalisées sur les parcelles abandonnées.

### Le tourisme

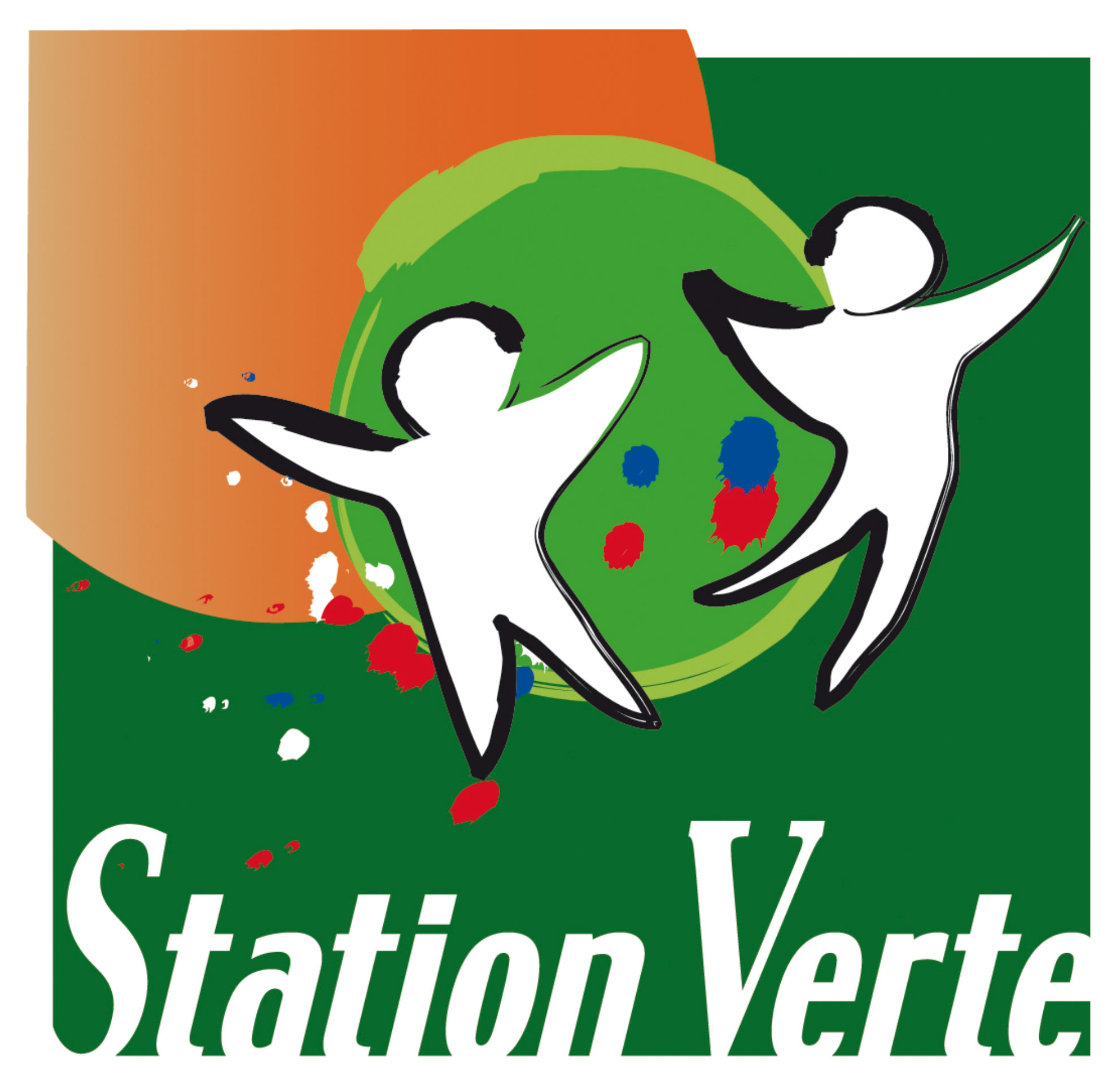
En 2025 le village obtient le label Station Verte.
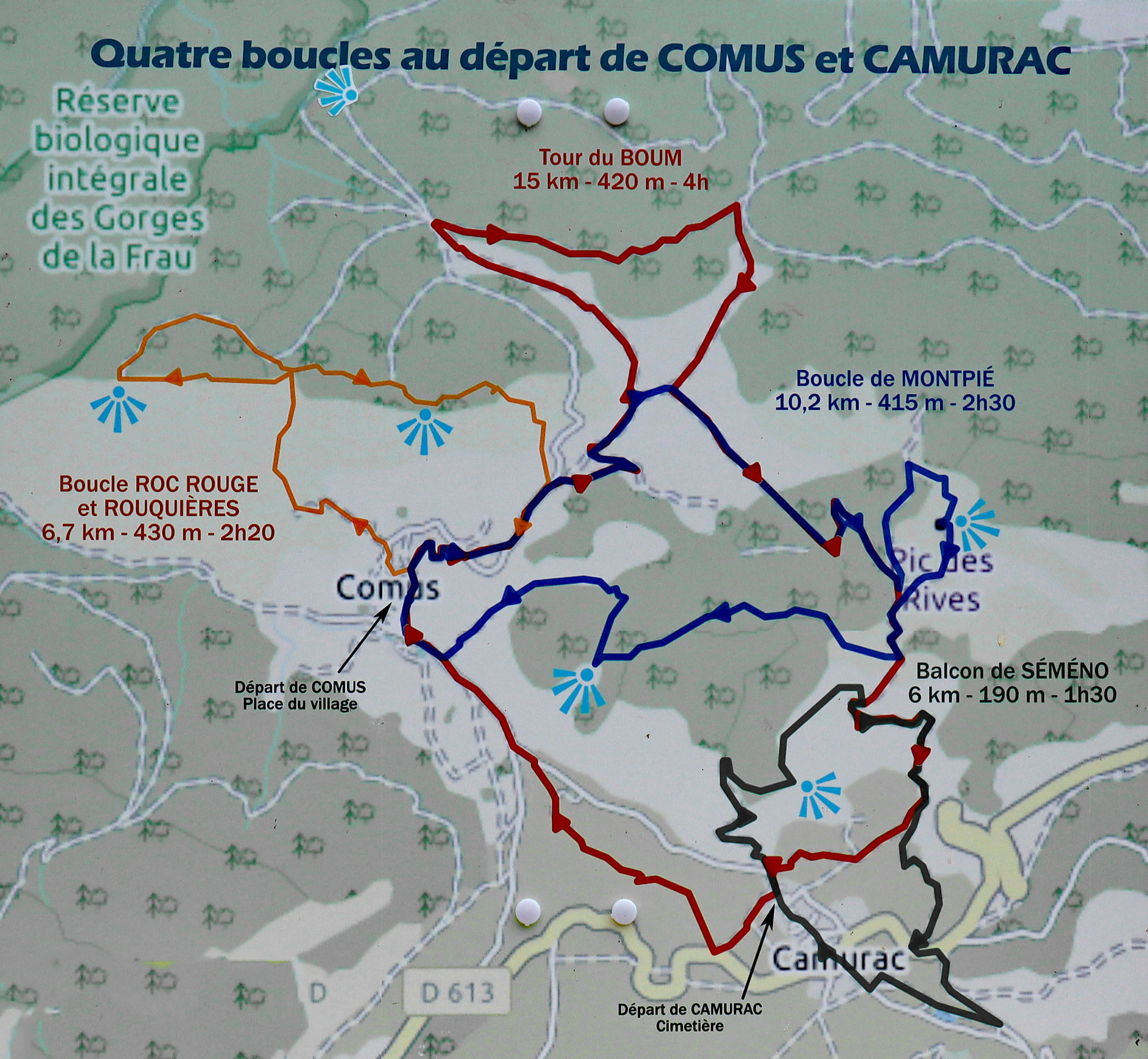
Promenades autour du village.
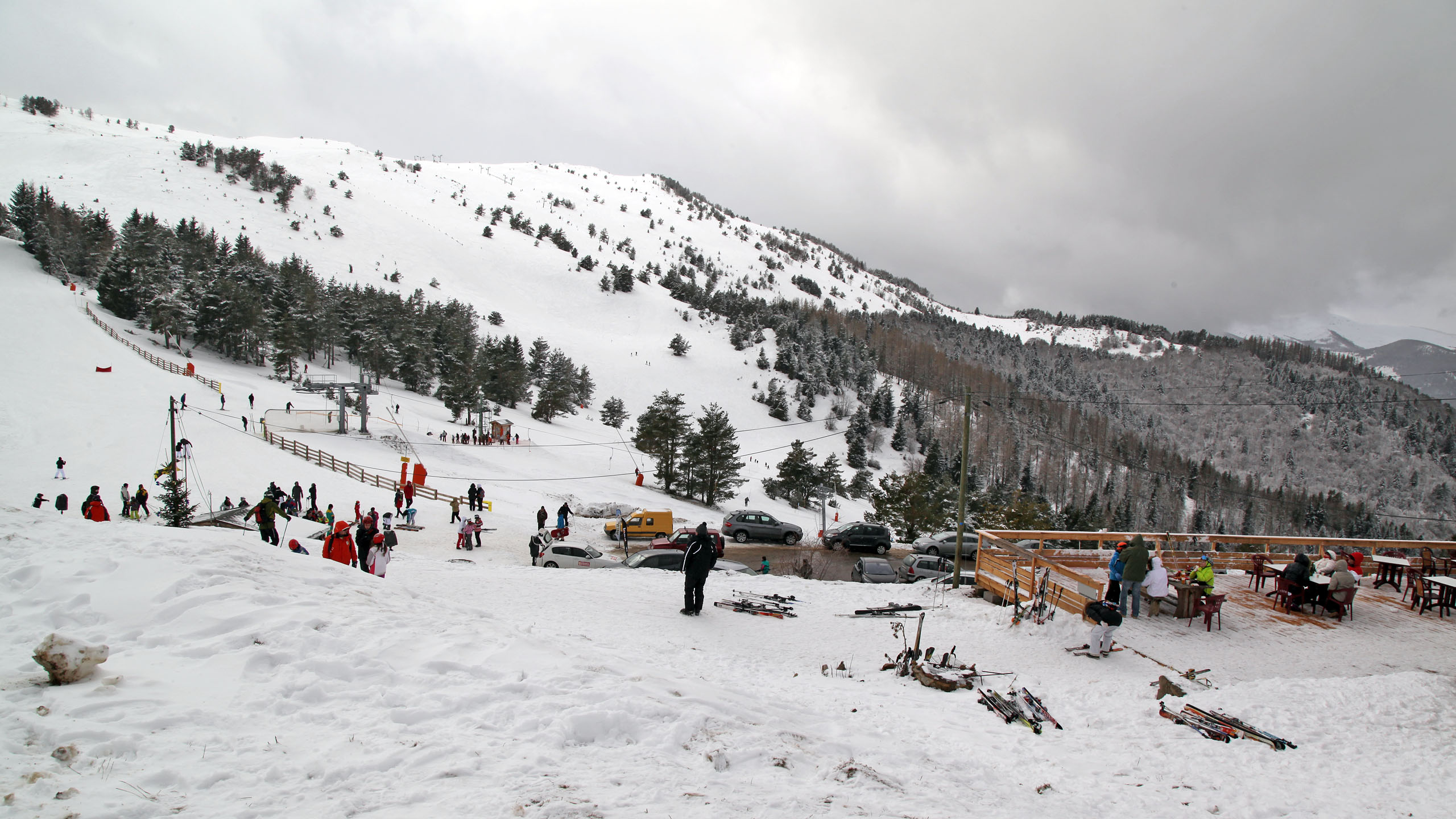
La station de ski.
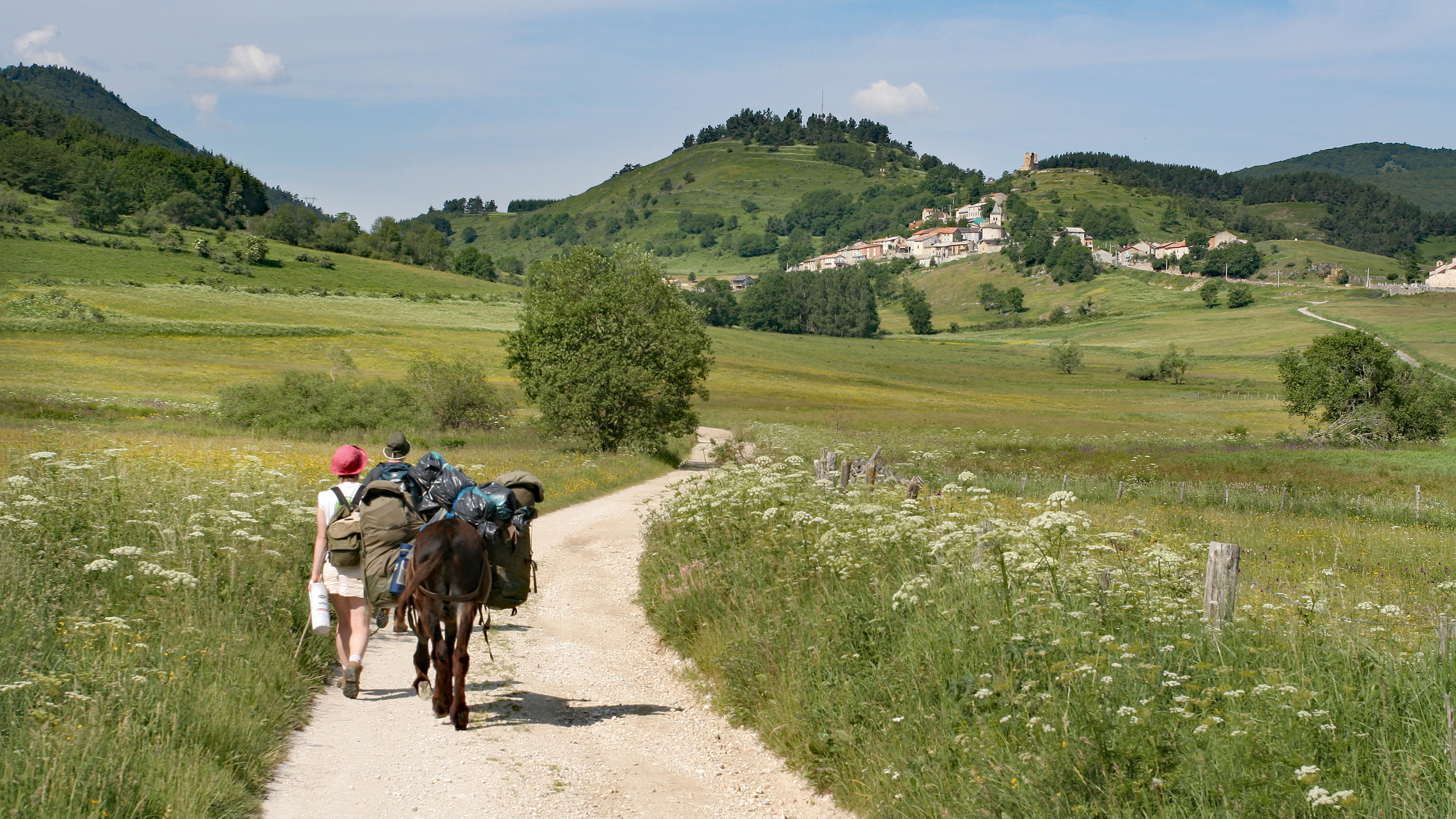
Sur le chemin de Camurac à Montaillou.
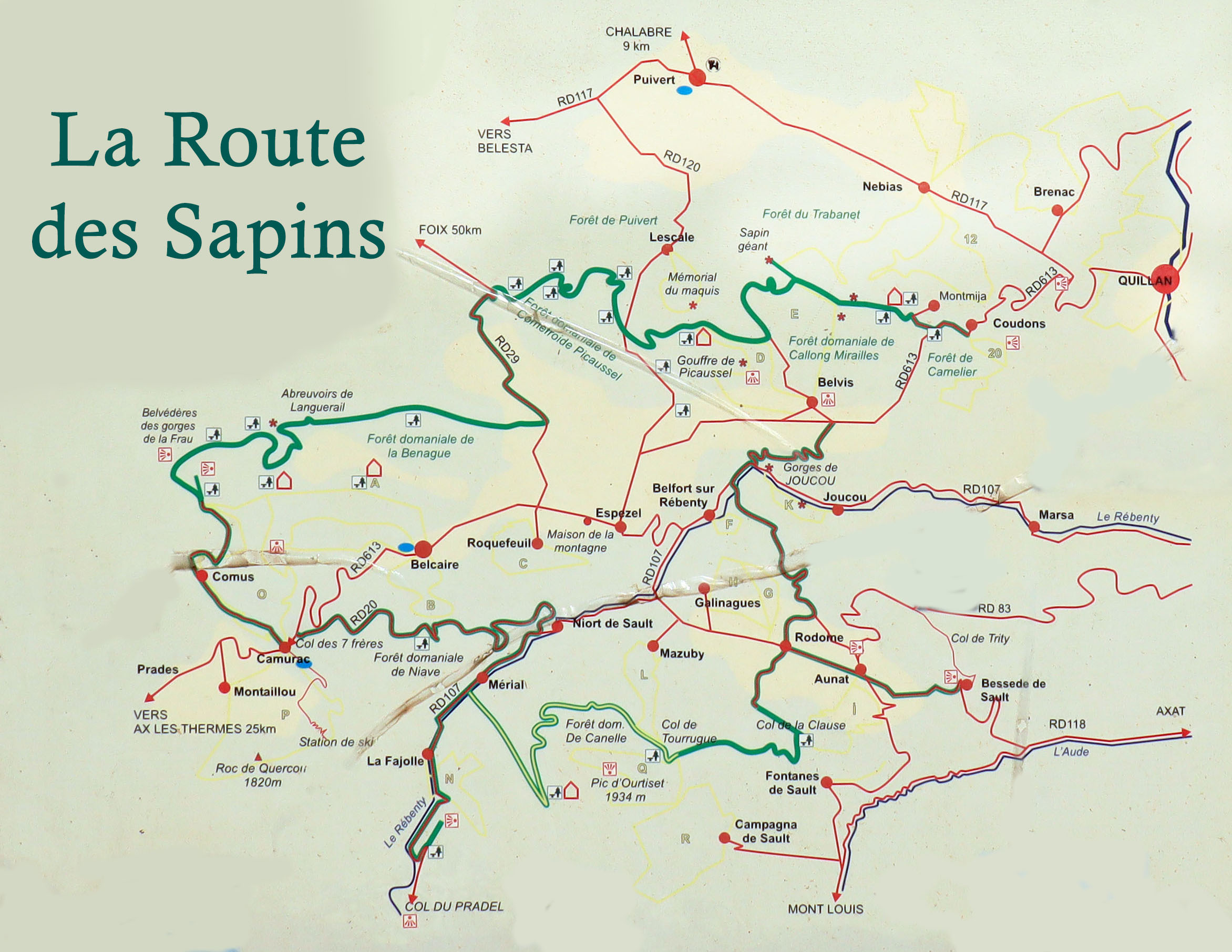
Promenades en forêt.

L'économie du tourisme est la ressource essentielle de la commune, elle a été initiée par la création de la station de ski par le maire Pierre Vaquié en 1962. Situé sur le Sentier Cathare, Camurac accueille les randonneurs.
Le camping les Sapins au pied de la forêt dispose de 90 emplacements. La station de ski de Camurac est située au col du Teil. On y trouve diverses offres d’hébergement  au hameau du Teil, plusieurs meublés de tourisme, dont certains labellisés par gite de France. L’association les Chalets du Teil, association écoresponsable, a pour but de rendre responsables les citoyens à l’égard de l’environnement. Elle organise des événements festifs (fête annuelle au mois de juin) avec des propriétaires de chalets de la station et soutient le projet de Camurac station « 4 saisons ». L’association les Chalets du Teil est très active et œuvre par ses actions pour la modernisation de la station de ski de Camurac et le lotissement communal du Teil.
Le Grand Chalet des Amis des Scouts d'Albi accueille groupes et familles dans le vallon de Coume Longue.
Camurac est situé sur le Sentier Cathare (étape 9 entre Espezel et Comus) et la Route des Sapins du Pays de Sault.

## Culture locale et patrimoine

### La colonie
Ce centre de vacances construit par la ville de Limoux dans les années 1940 a accueilli pendant des années des "colons", venus "prendre le bon air" à la montagne. Débute alors le temps des colonies de vacances pour des générations d'enfants ayant passé l'été à Camurac.
En 1973, l'établissement est donné en gestion à l'association des Pupilles de l'enseignement public de l'Aude (ADPEP) qui va le transformer en centre d'accueil permanent. Aux traditionnels séjours de vacances d'été et grâce à l'ouverture de la station de ski (1964), vont s'ajouter les séjours de vacances d'hiver et les classes de neige puis, en 1978, les classes vertes et rousses.
Le centre connait rapidement le succès, il dispose de 120 lits, de personnels permanents, de moniteurs et de salariés saisonniers et peut accueillir 4 classes. Le responsable pédagogique de l'établissement est un enseignant affecté à ce poste spécifique par l'Éducation nationale, il est aussi le gestionnaire de la structure.
Le centre d'accueil atteint son apogée au milieu des années 1980, grâce notamment aux villes de Corbeil-Essonne et Évry, organisant des séjours de trois semaines. Ensuite, les classes de l'Aude en forte croissance prendront le relais. Des stages de ski sont organisés durant toutes les vacances d'hiver, l'été le centre accueille des séjours enfants et des camps d'ados sous toile. Dans la deuxième moitié des années 1990, les règlementations concernant les classes de découverte dissuadent les enseignants d'organiser des séjours ; à cela s'ajoute une désaffection pour les "colonies de vacances", l'activité périclite et le centre fermera ses portes en 2006. Vendu à un groupe de particuliers en 2017, il est en cours de réaménagement.

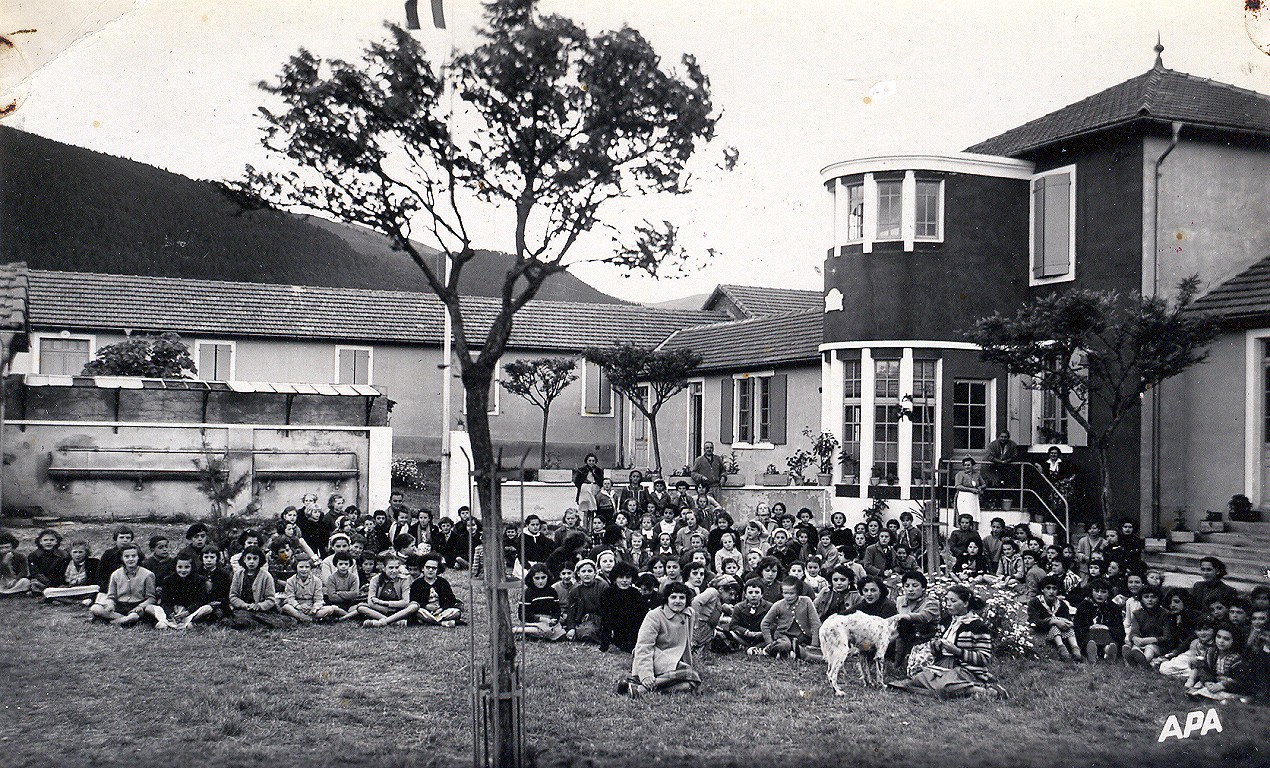
La colonie de la ville de Limoux dans les années 50.
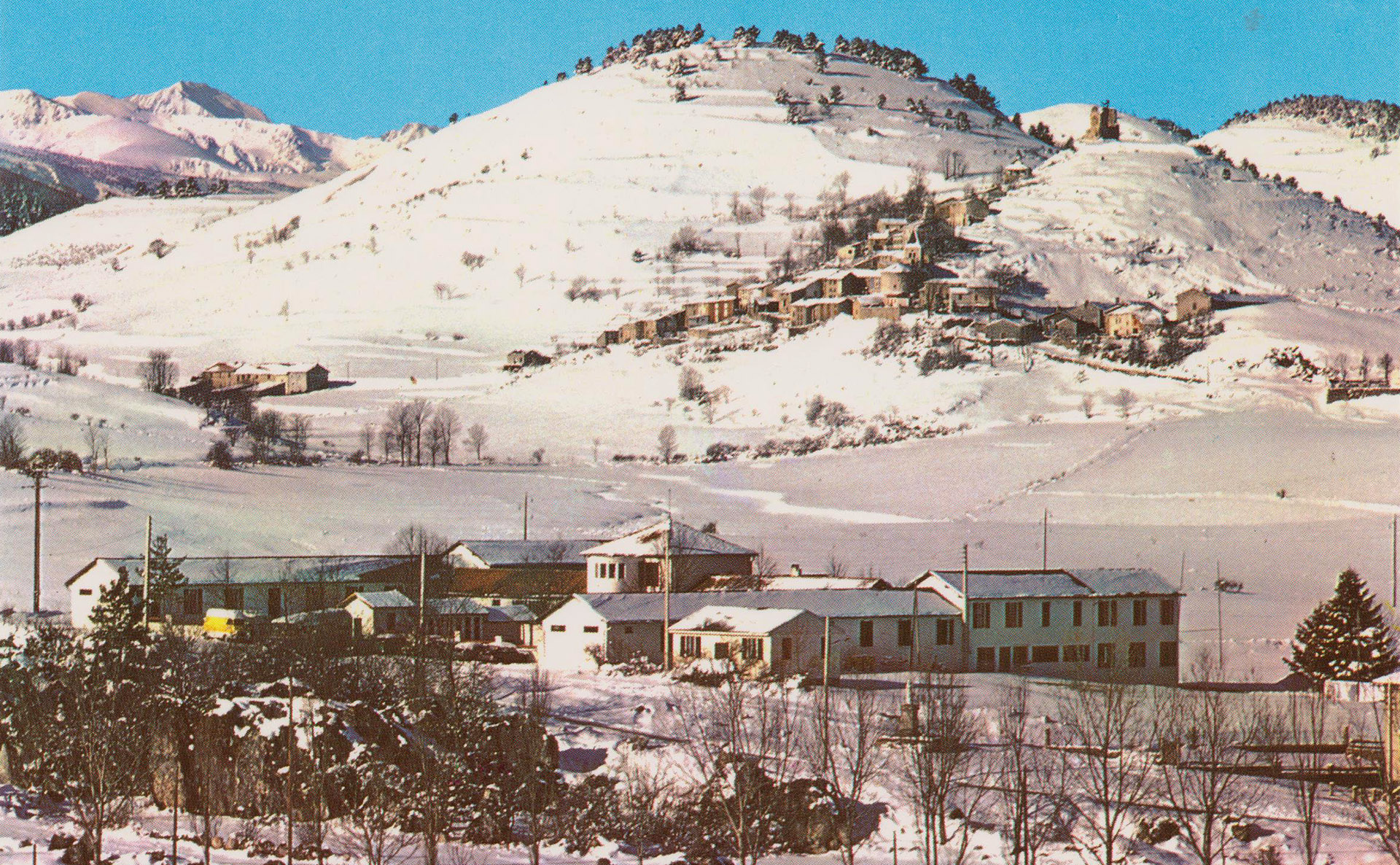
Le Centre PEP en 1978.
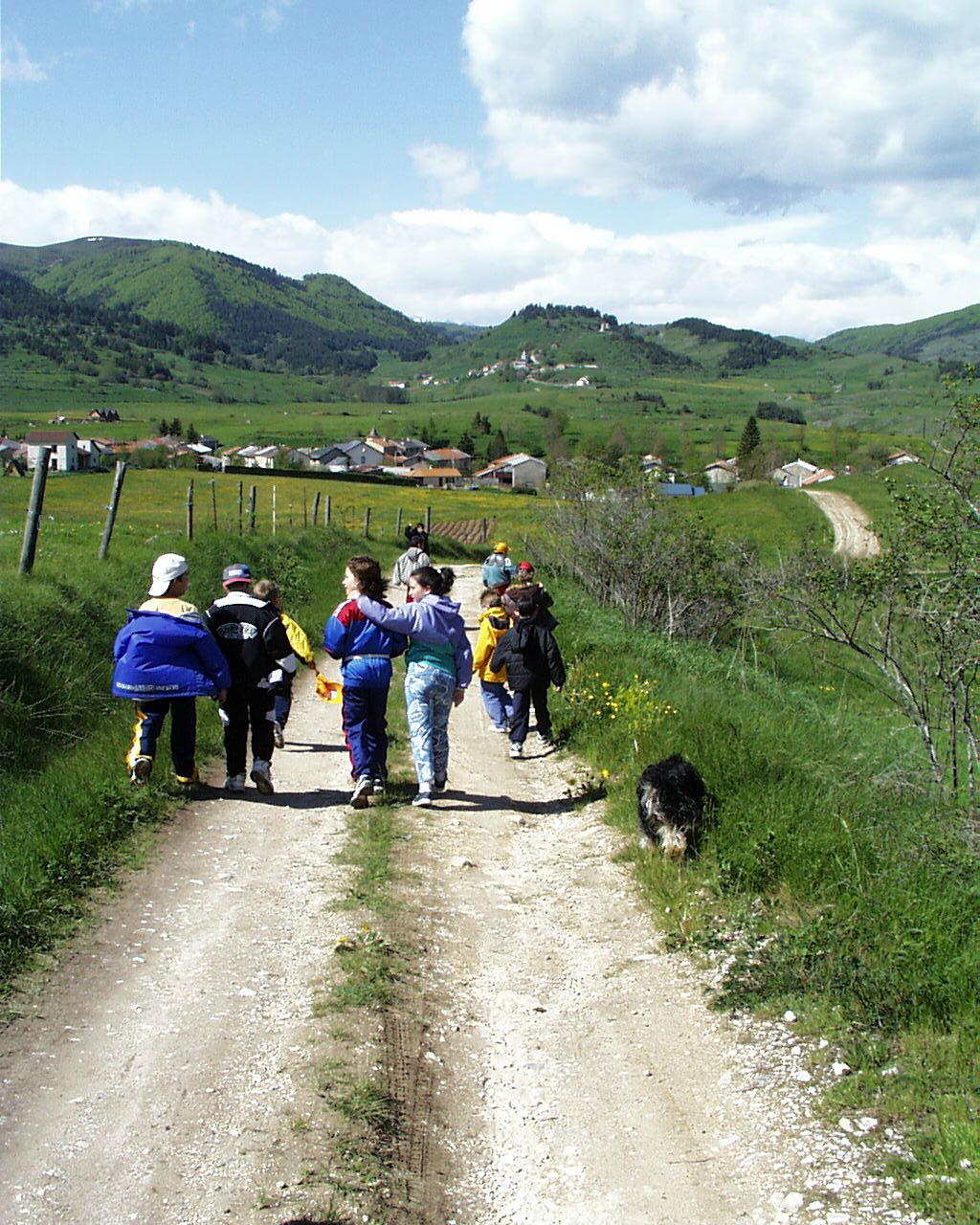
En classe verte.
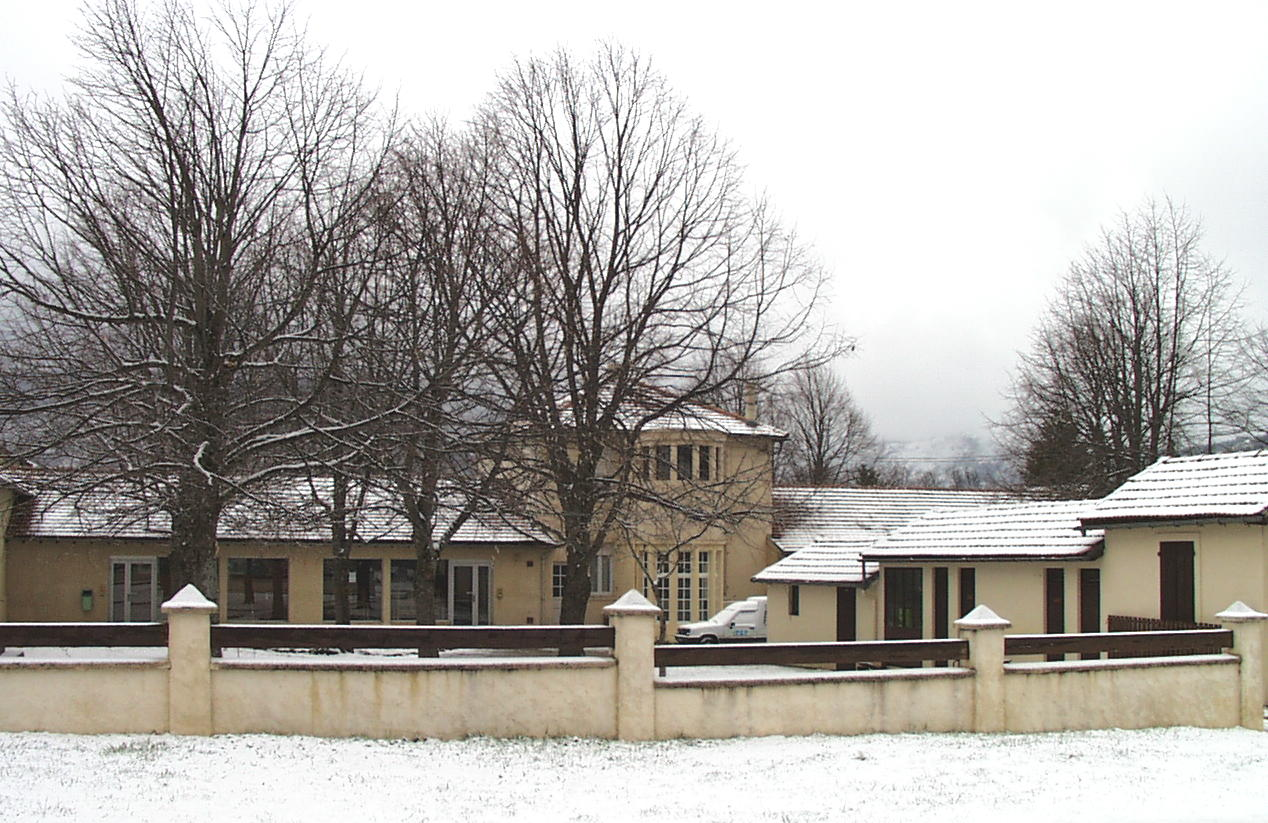
Le Centre PEP en 1999.
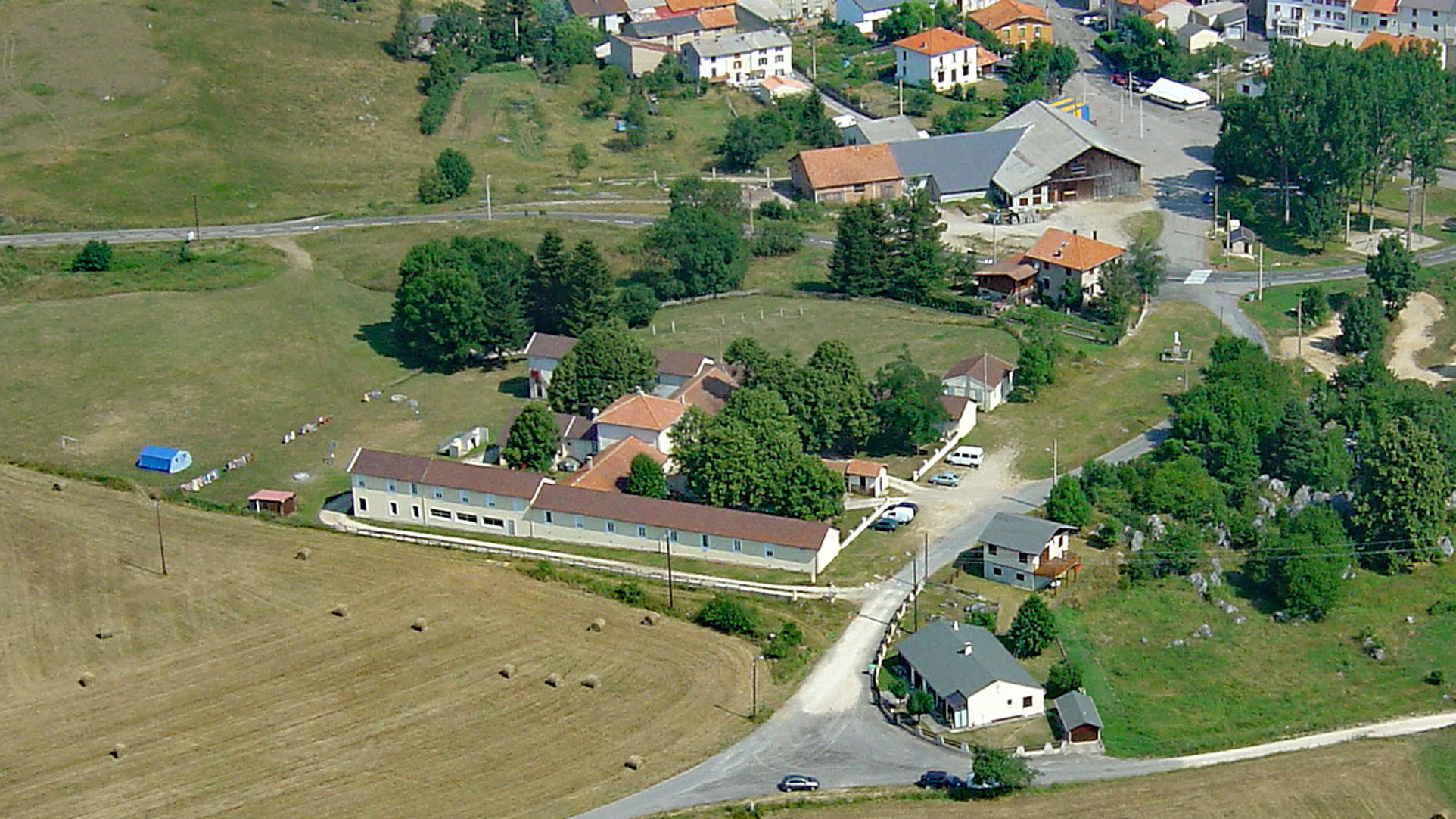
Le Centre PEP en 2004.

### Le château

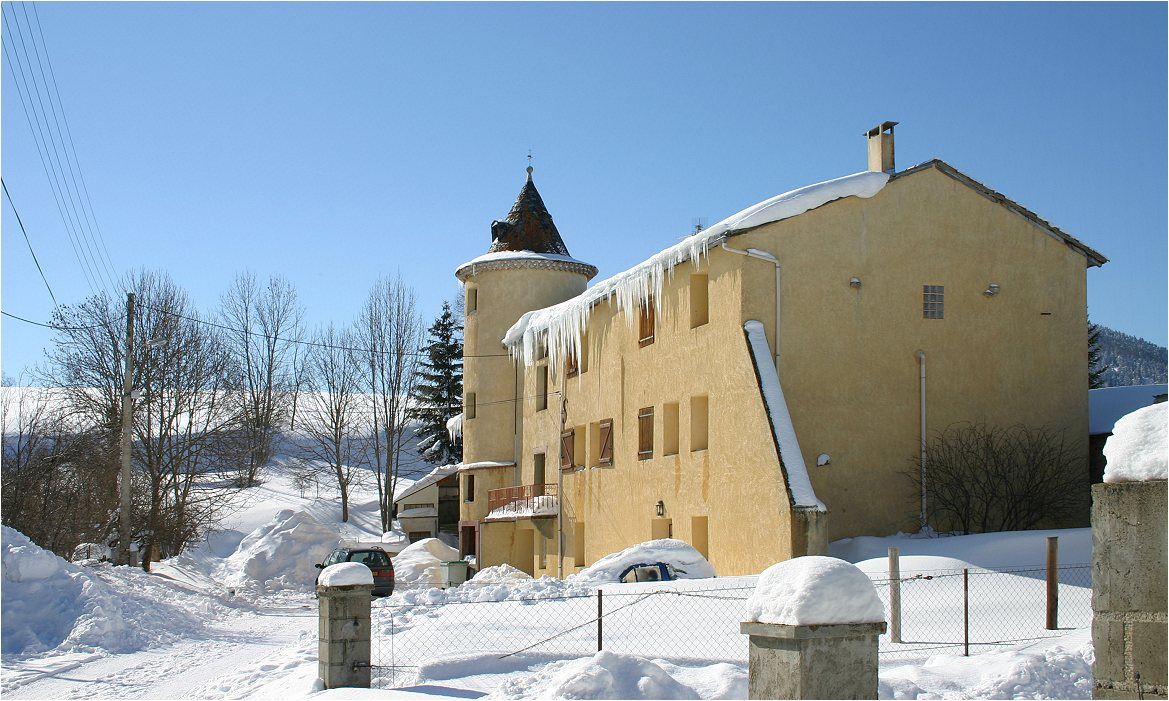
Le château en 2005.

Dans les années 1970, la Maison des Jeunes de Lézignan, achète un bâtiment appelé "le château" car il est flanqué d'une tour, et le transforme en centre d'accueil de montagne. Elle y mènera son activité sportive dans les domaines du ski, de l'escalade et de la spéléologie pendant de très nombreuses années. Daniel Cavailles en fut la cheville ouvrière. L'établissement accueille aujourd'hui les vacanciers et les randonneurs en chambres et appartements.

### Lieux et monuments
- Au cœur du village, le peintre-sculpteur Bernard Romain a réalisé deux fresques monumentales : "Camuraconte-moi"[46] et "L'un Parfait contre l'Imparfait". Répertoriées aux Journées du Patrimoine[47].

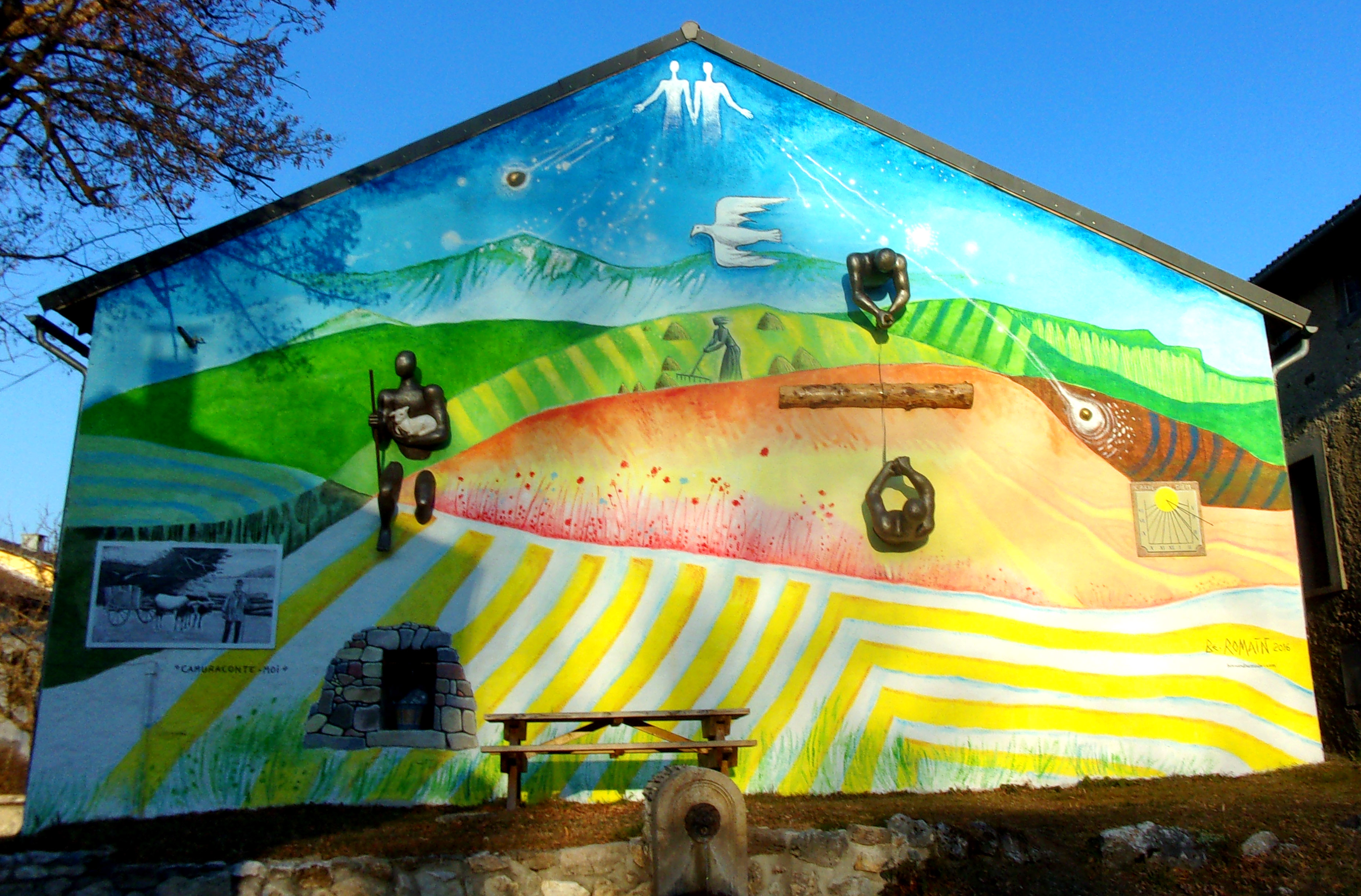
Fresque 3 D "Camuraconte-moi".
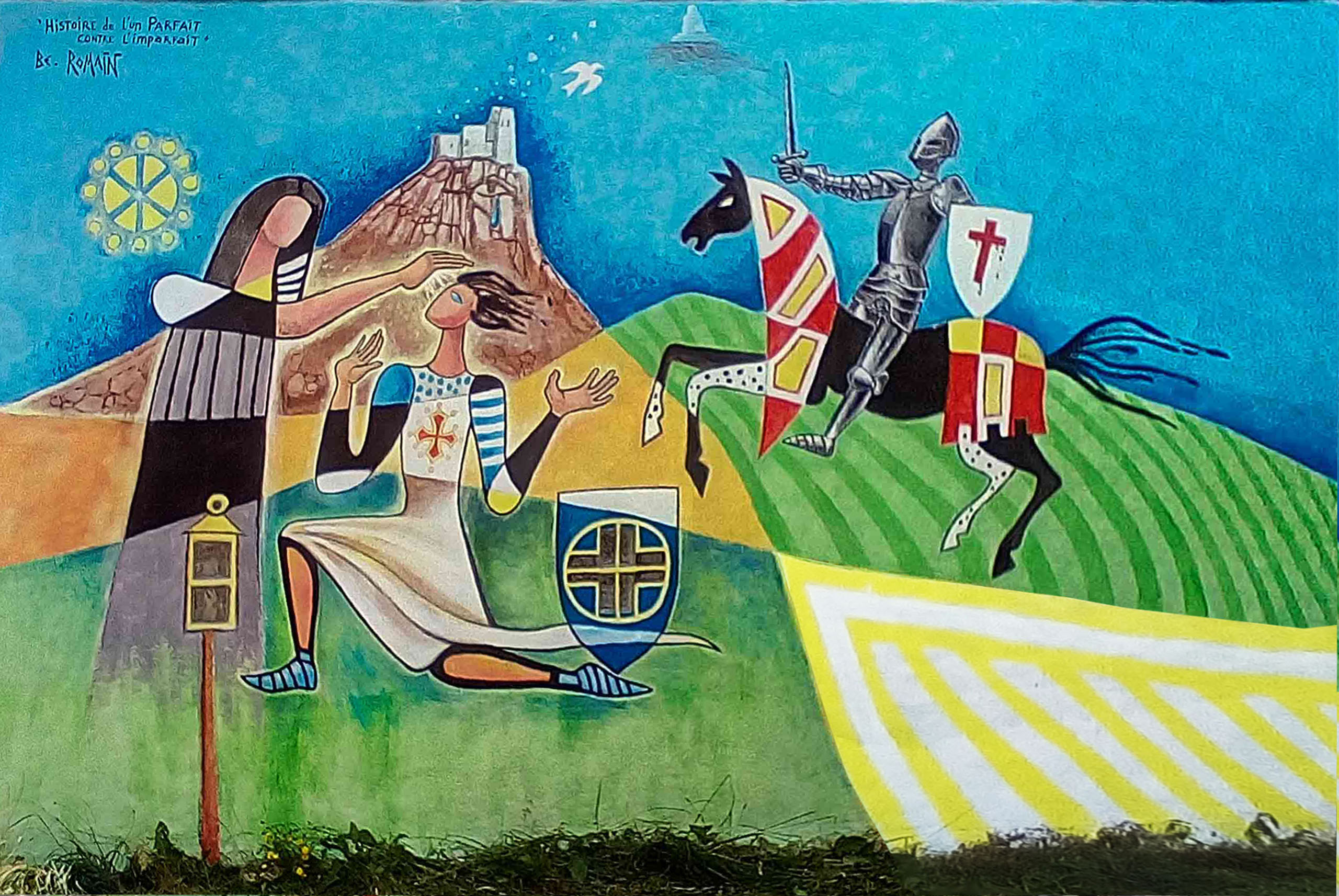
"L'un Parfait contre l'Imparfait".

- Les quatre fontaines abreuvoirs servaient à faire boire le bétail mais aussi à laver le linge. Le bassin lavoir se trouve toujours en aval du courant de façon à ne pas polluer l'eau des bêtes.

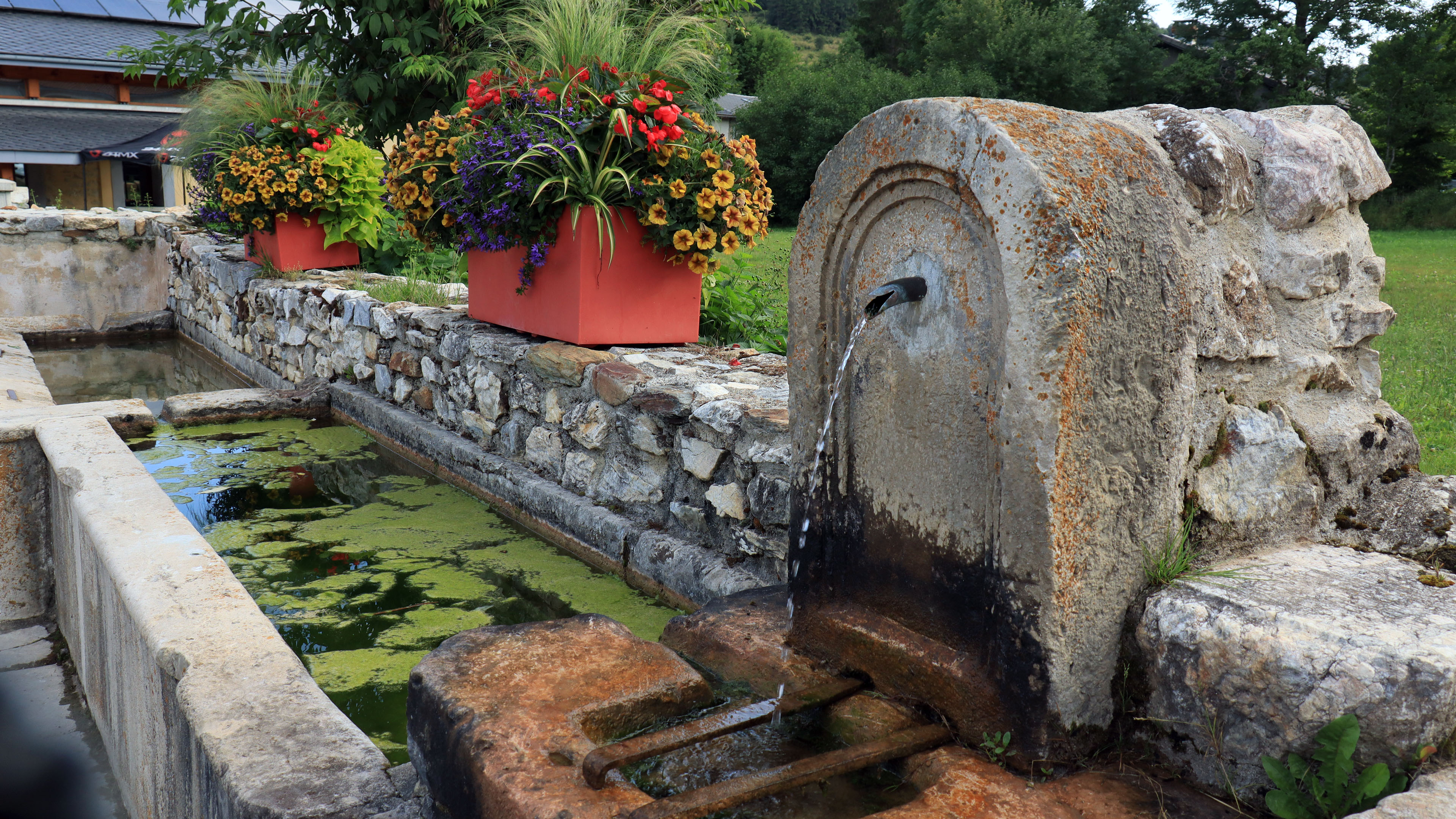
Fontaine du barri d'aval.
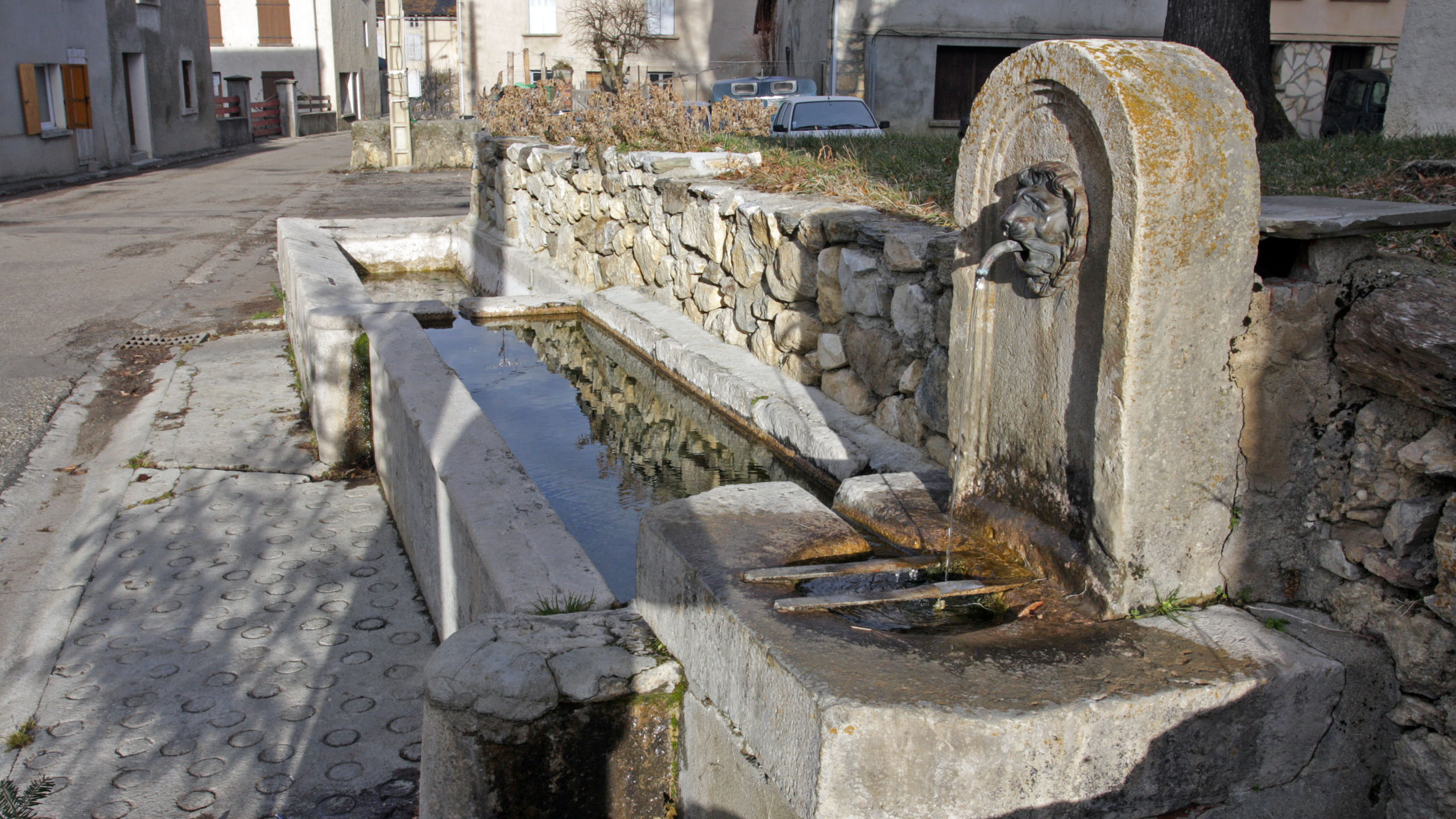
La fontaine du milieu.
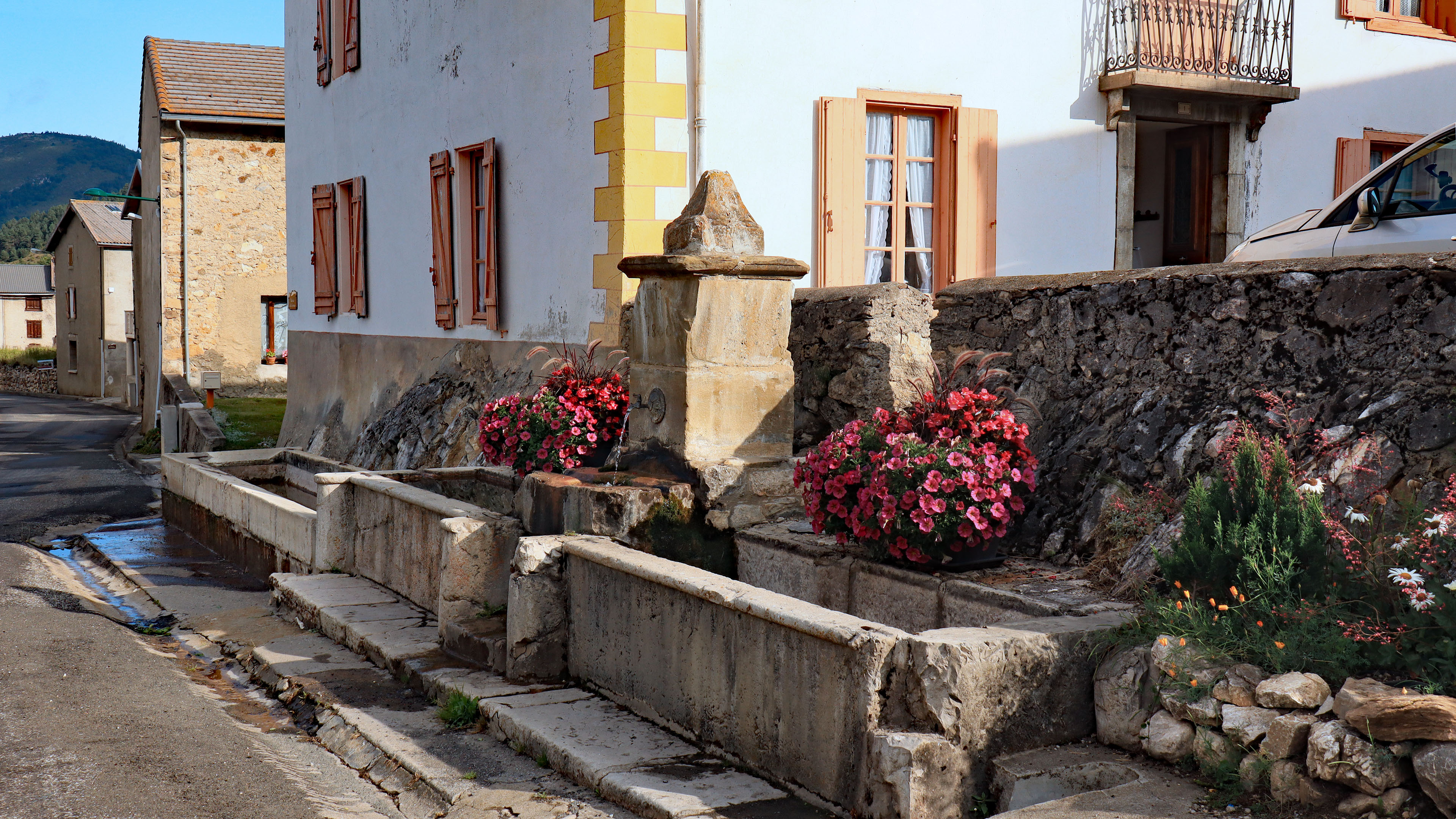
Fontaine de la place.
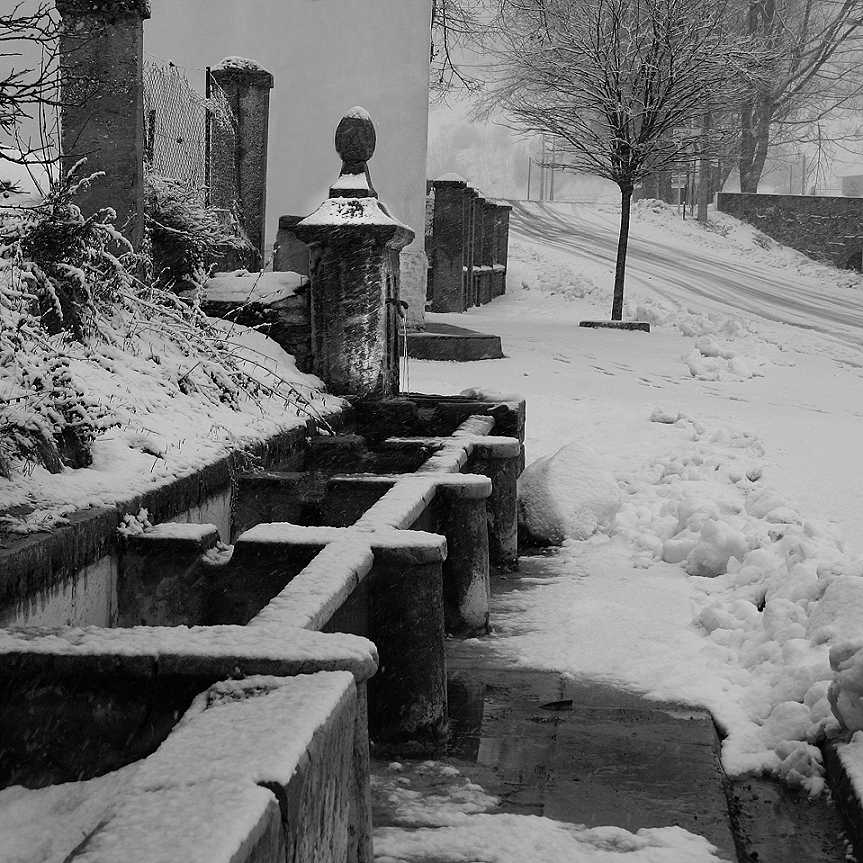
Fontaine du barri d'amont.
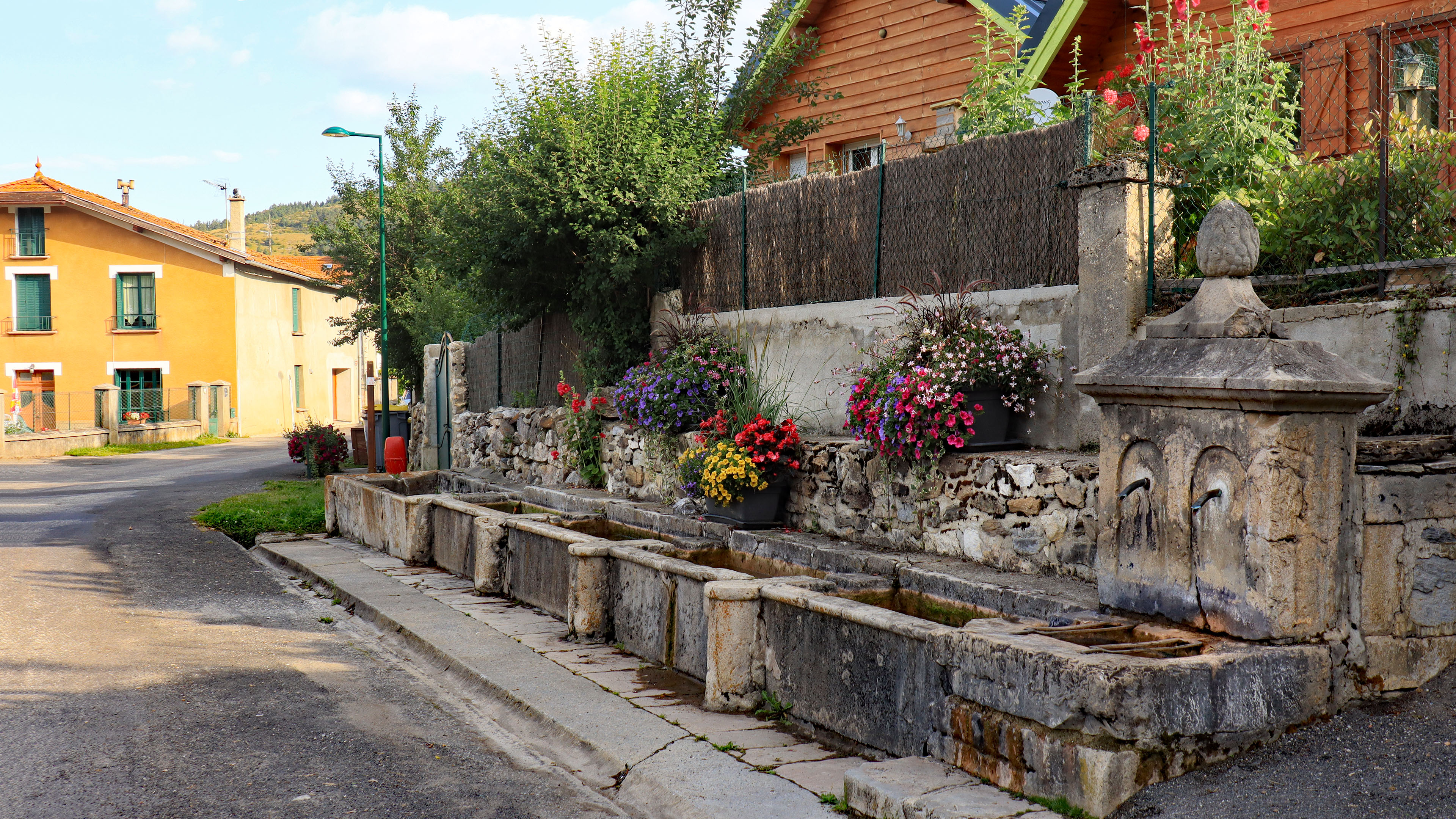
Fontaine du barri d'amont.

- La salle polyvalente achevée en 2019 est due à l'architecte Philippe Lacroix.
- Le col des Sept Frères.
- La croix des Cols est remarquable par son inscription en patois. On peut y lire, frappé dans le métal en lettres majuscules : « 1801 LE 8 JUILLET FRANCOIS VAQUIE FILS DE LAURAN VAQUIE ICI LE TROU LA TUIE ». En occitan, lo tròn c'est le tonnerre, dans le patois local on dit phonétiquement lé trou.

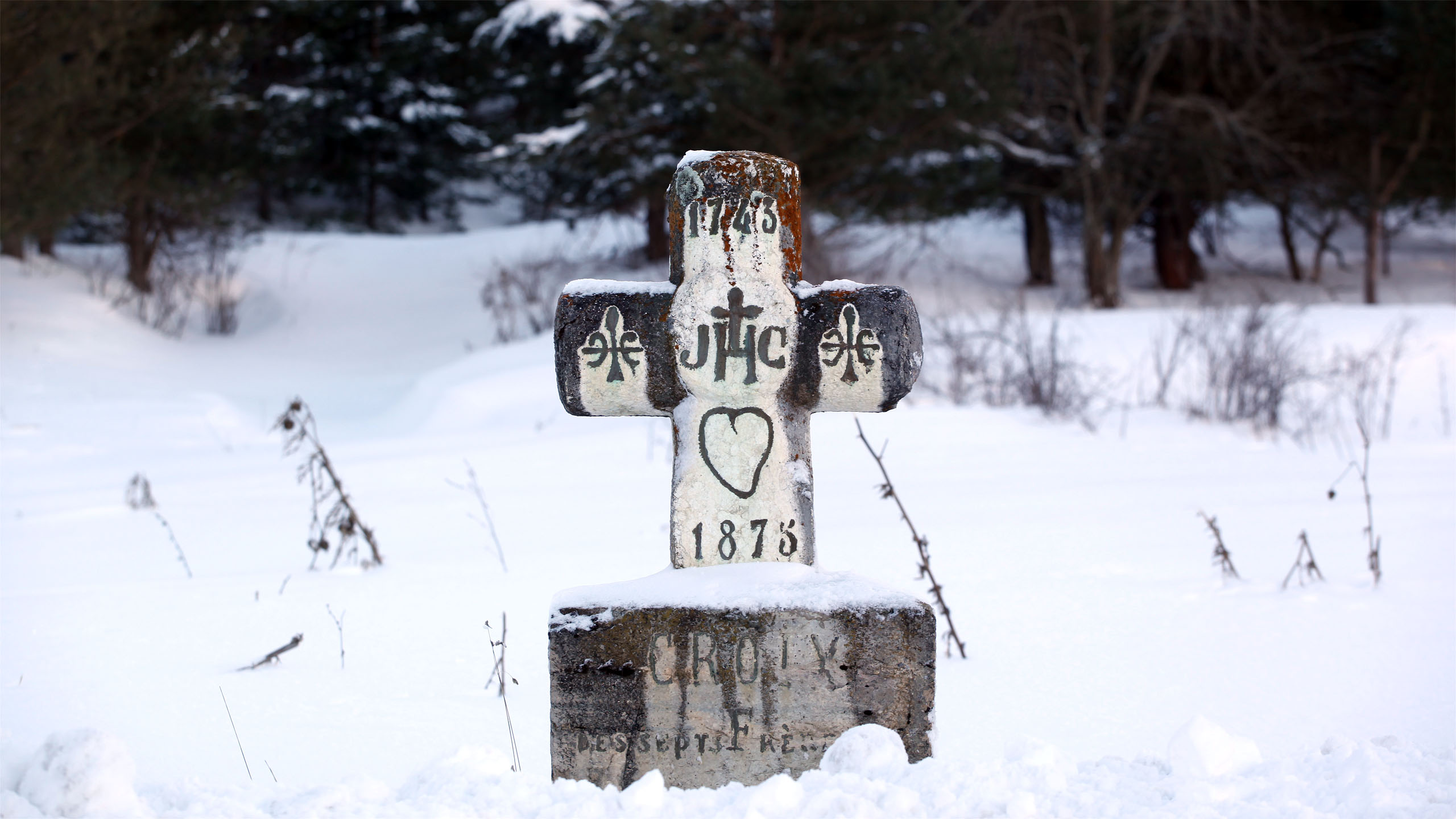
Croix des Sept Frères.
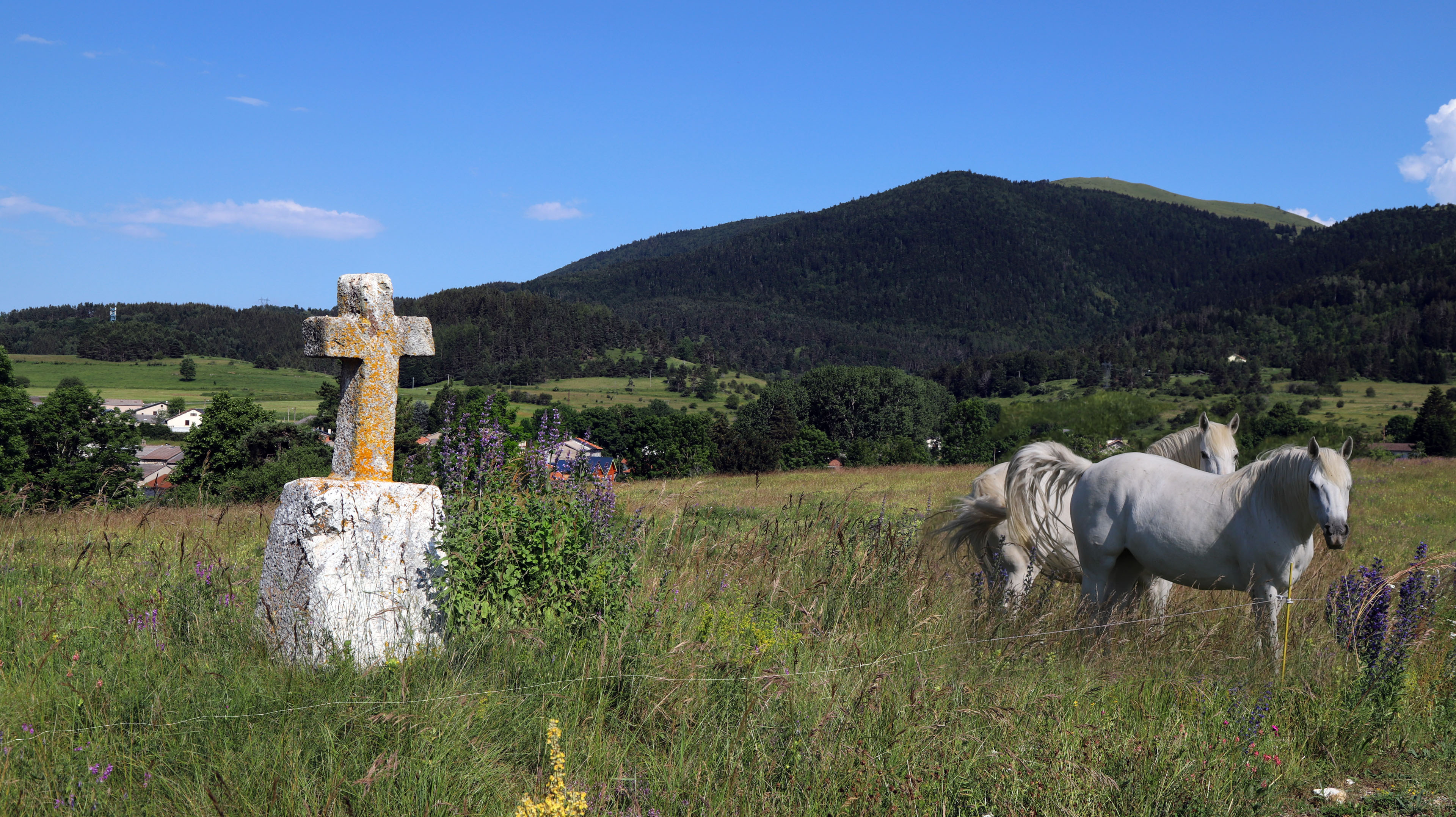
Croix du Pech.
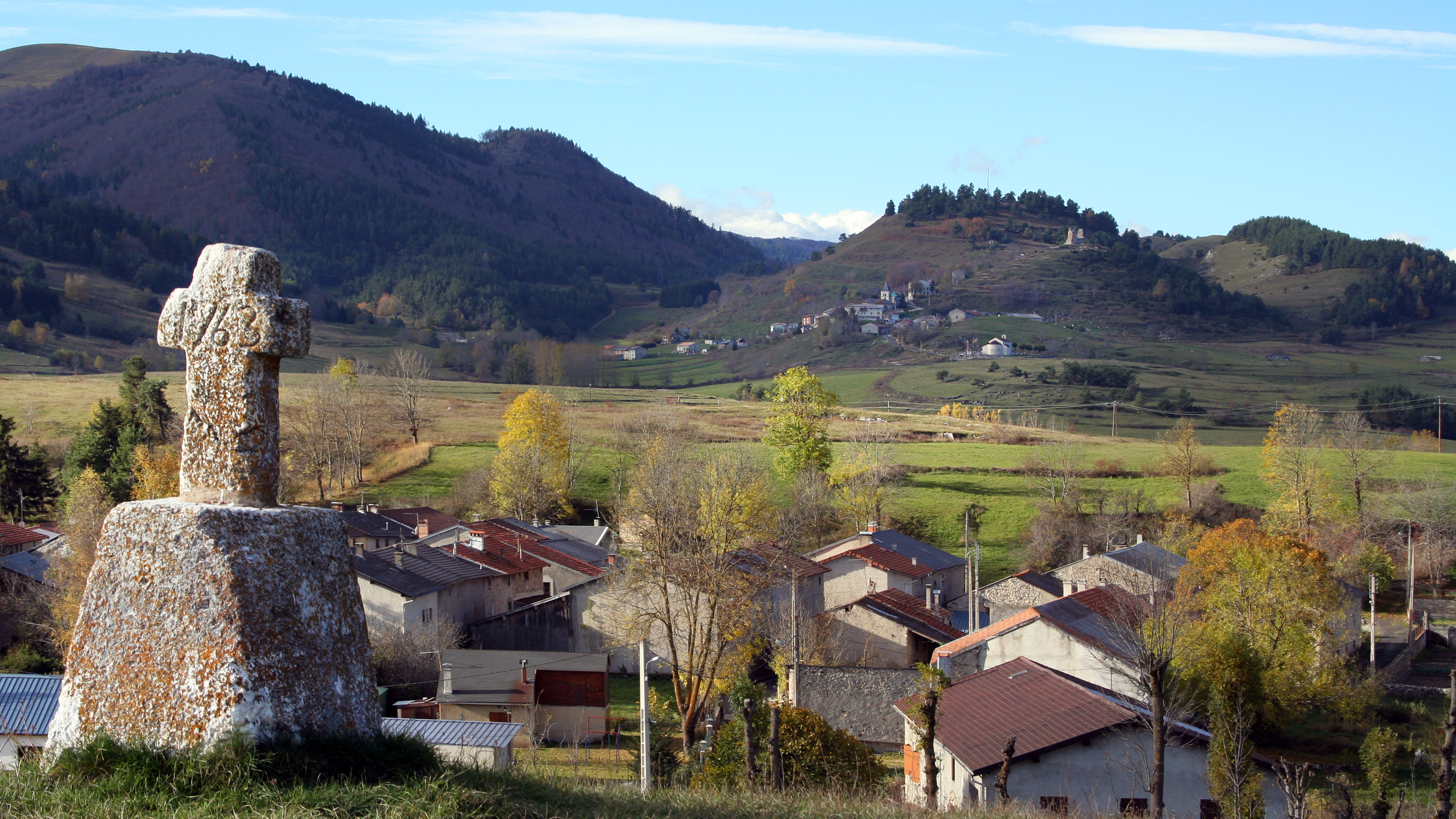
Croix de Pichalasic, datée de 1891 face ouest et 1763 face est.
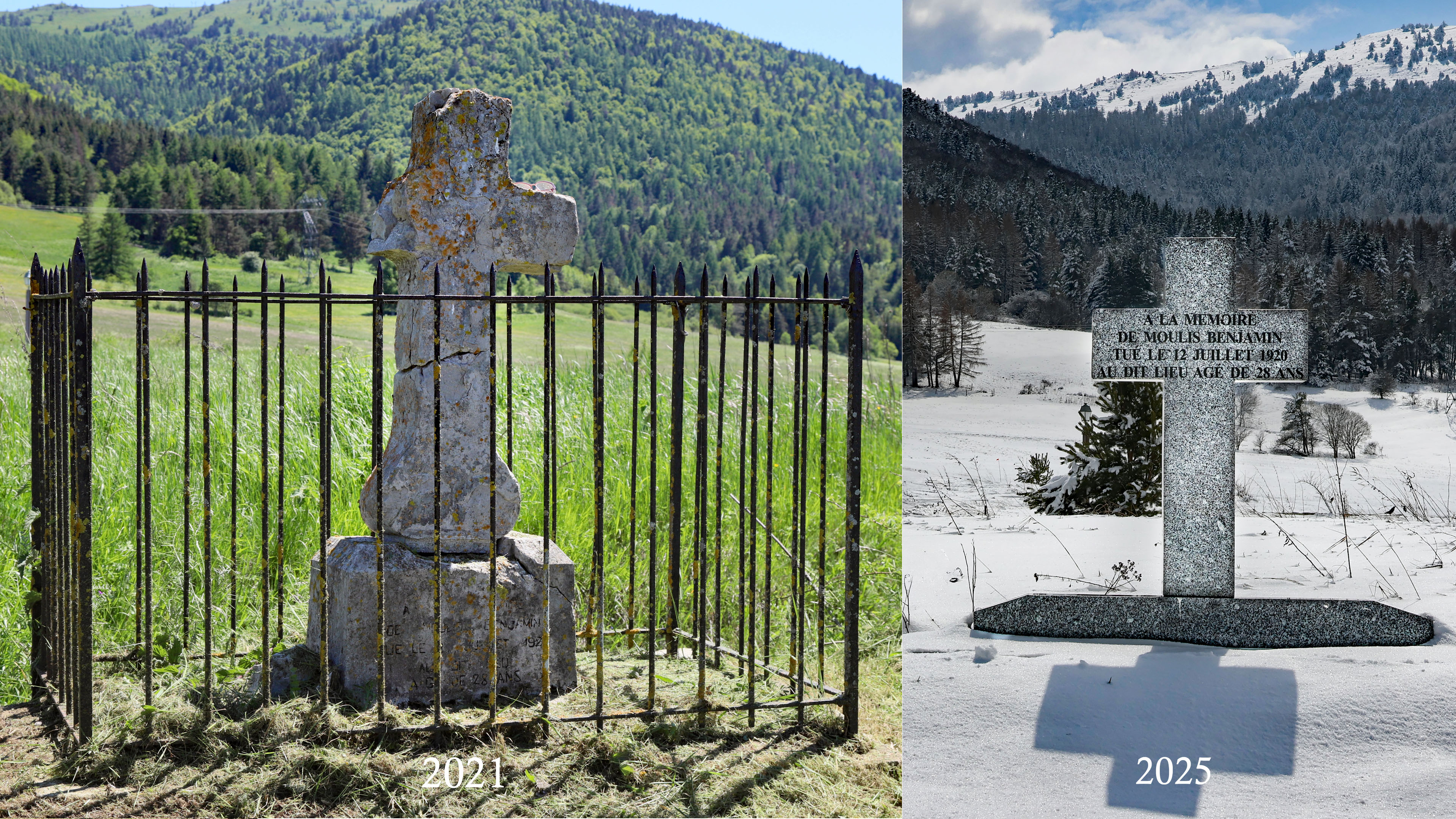
En souvenir de Benjamin Moulis assassiné en ce lieu en 1920.
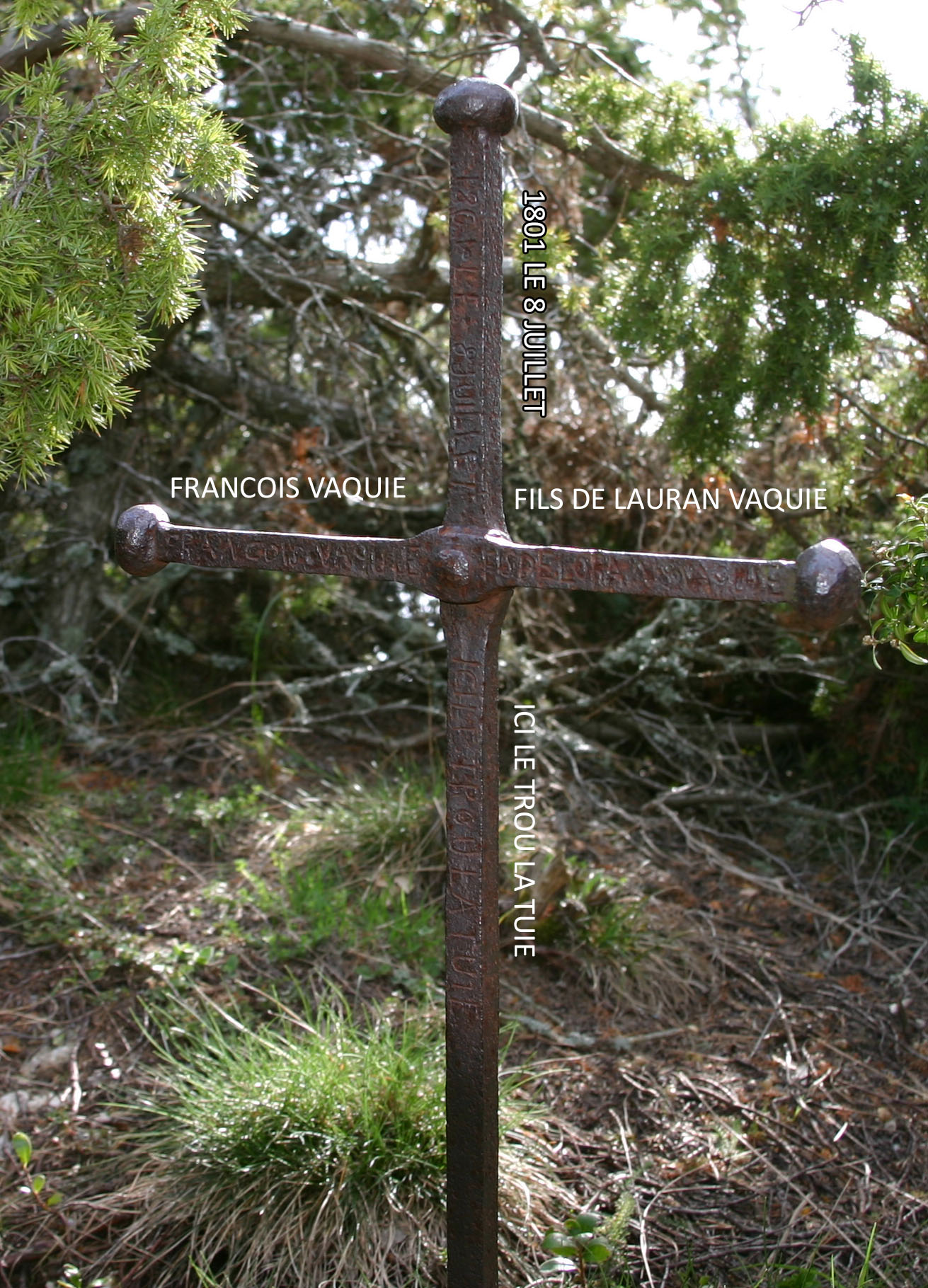
Croix des Cols.
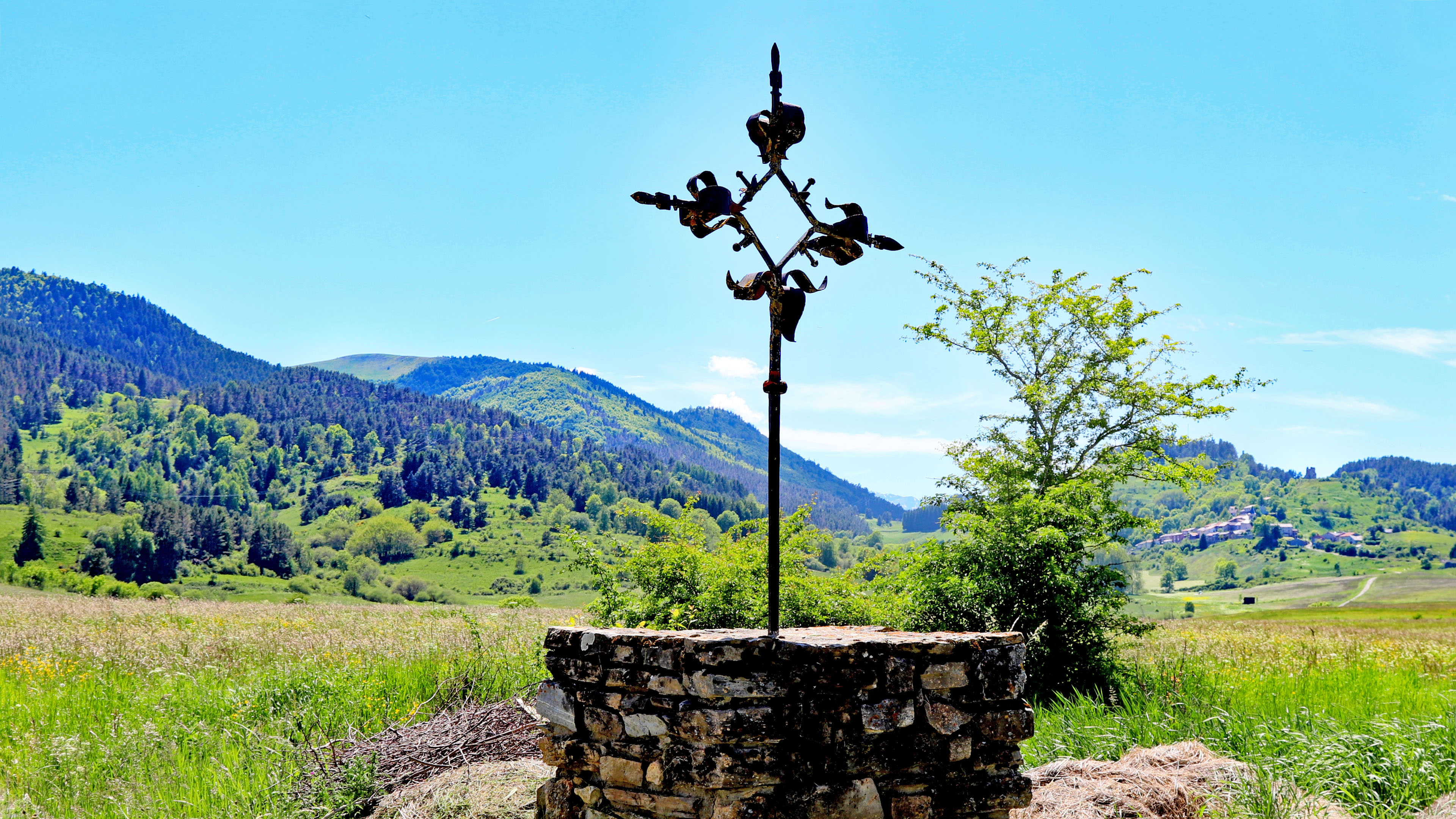
Croix ancienne chemin de Montaillou près de la colonie.
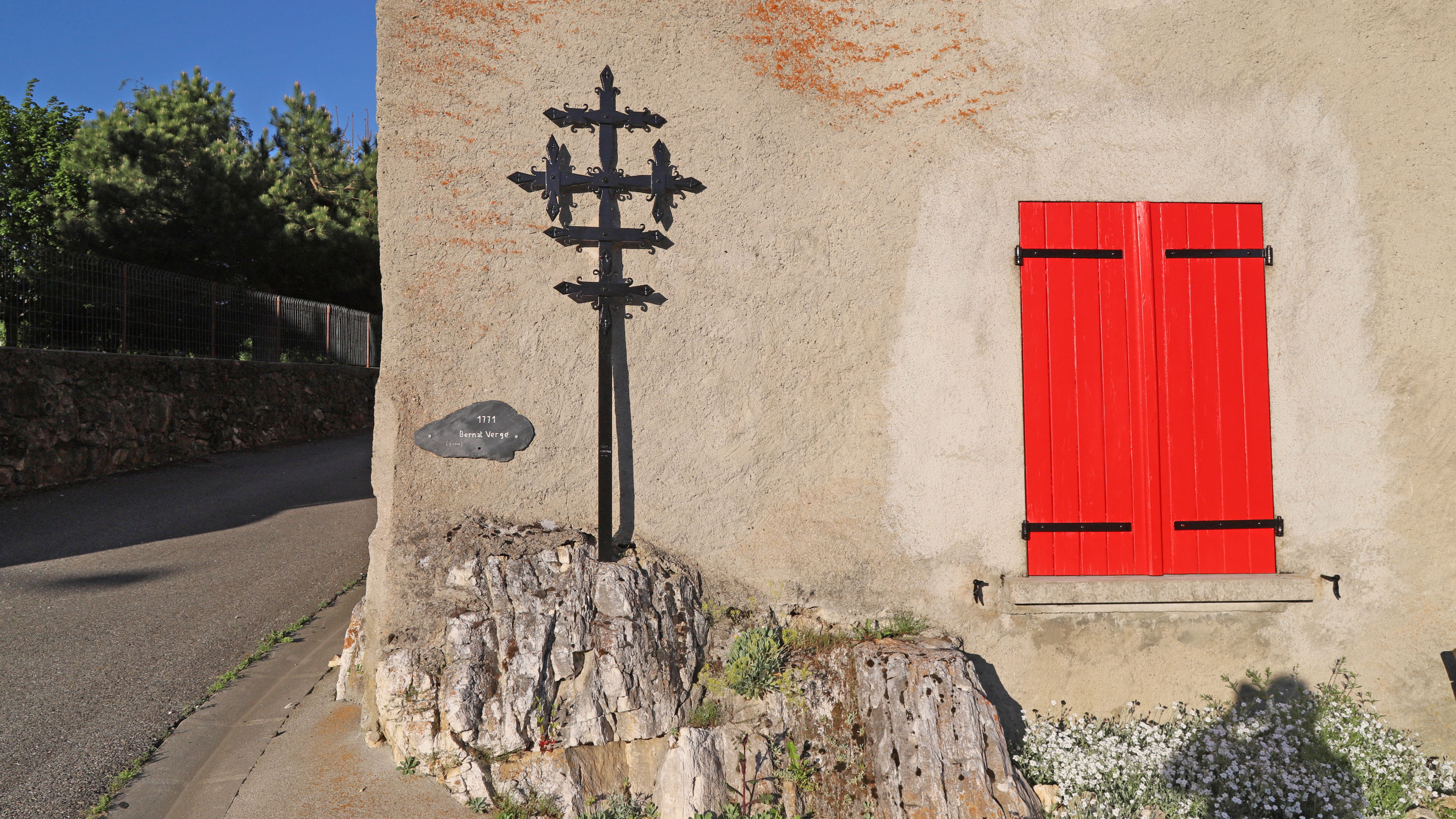
Croix de l'Oum.
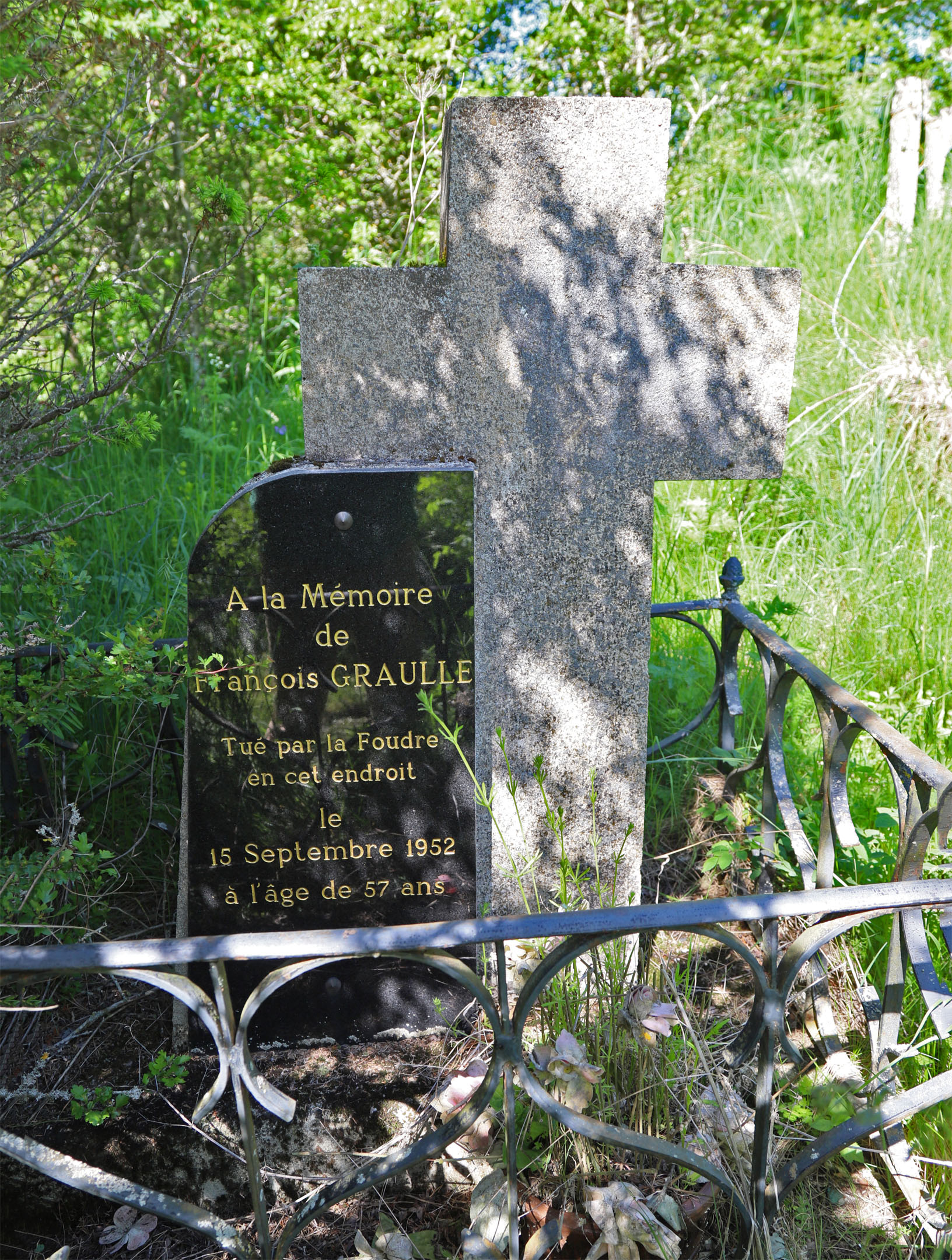
En souvenir de François Graulle tué par la foudre en 1952.
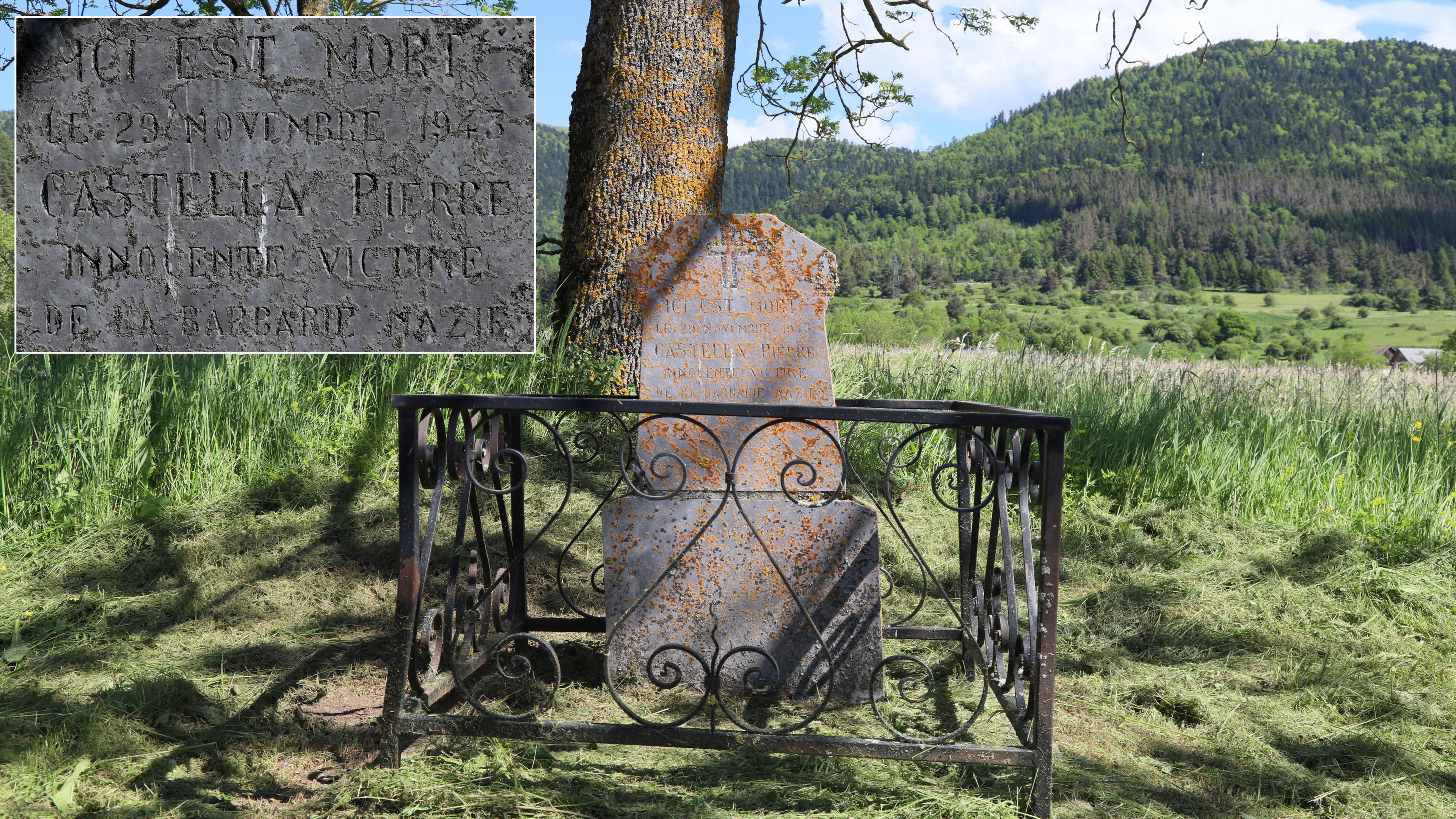
Stèle en souvenir de Pierre Castella tué par les Allemands en 1943.
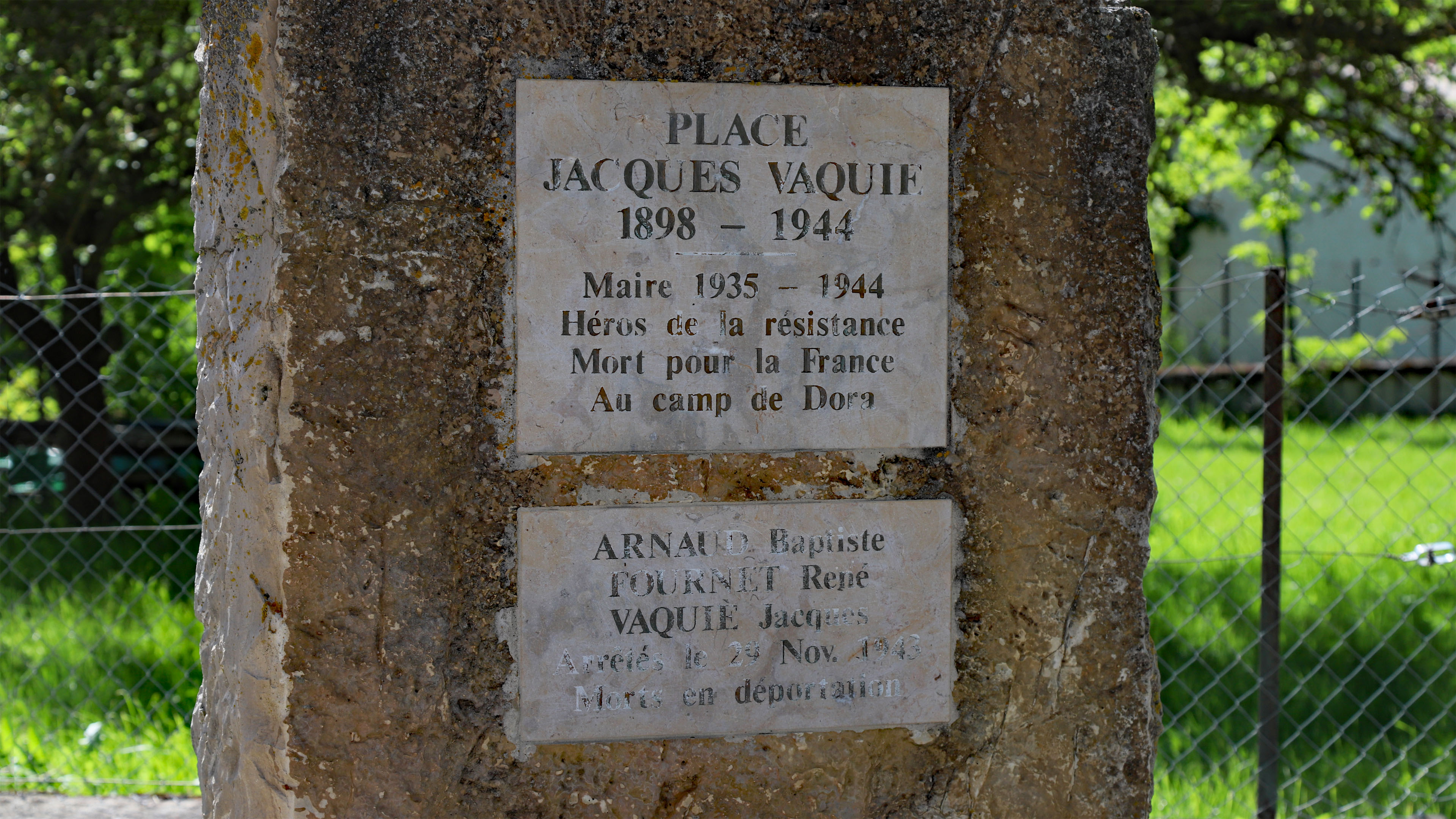
Stèle place Jacques-Vaquié, mort en déportation ainsi que Baptiste Arnaud et René Fournet.

- L'église Saint-Just-Saint-Pasteur de Camurac. L'église est dédiée aux saints Just et Pasteur.
- Le lac a été créé dans les années soixante, on peut y pratiquer la pêche. Une aire de pique-nique permet de faire des grillades. La baignade n'est pas autorisée car non-surveillée.
- Le chalet des scouts d'Albi .

### Personnalités liées à la commune
- Pierre Moulis (1872-1948), prêtre historiographe du pays de Sault, résistant, né sur la commune.
- Jacques Vacquié (1898 - 1944), résistant, maire de la commune, mort en déportation.
- Bernard Romain (1944), artiste contemporain auteur de deux fresques dans la commune.

### Héraldique
| Blason de Camurac | Blason  | De gueules au franc-quartier d’argent.           |
| Blason de Camurac | Détails | Le statut officiel du blason reste à déterminer. |